# 國泰航空
國泰航空有限公司（英語：Cathay Pacific Airways Limited，简稱：國泰，港交所：293，OTCBB：CPCAY
）是香港第一家提供民航服務且規模最大的航空公司及香港事實上的載旗航空公司，以香港國際機場為樞紐，是世界三大航空聯盟寰宇一家的創始成員。國泰主要經營定期航空業務、航空貨運、航空飲食及航機處理，旗下子公司包括香港快運航空、香港華民航空及香港機場地勤服務有限公司。國泰航空也是香港唯一獲得Skytrax五星級航空公司榮譽的航空公司，在2003、2005、2009和2014年獲得全球最佳航空公司獎項。2025年位列AirlinesRating網站全球最安全航空公司第3名。此外，國泰航空也是空中巴士A330-300原型機（B-HLJ，A330-342）、波音777-200原型機（B-HNL，B777-267）以及波音777-300原型机（B-HNE，B777-367）的營運商。

## 早期歷史

### 創業及命名

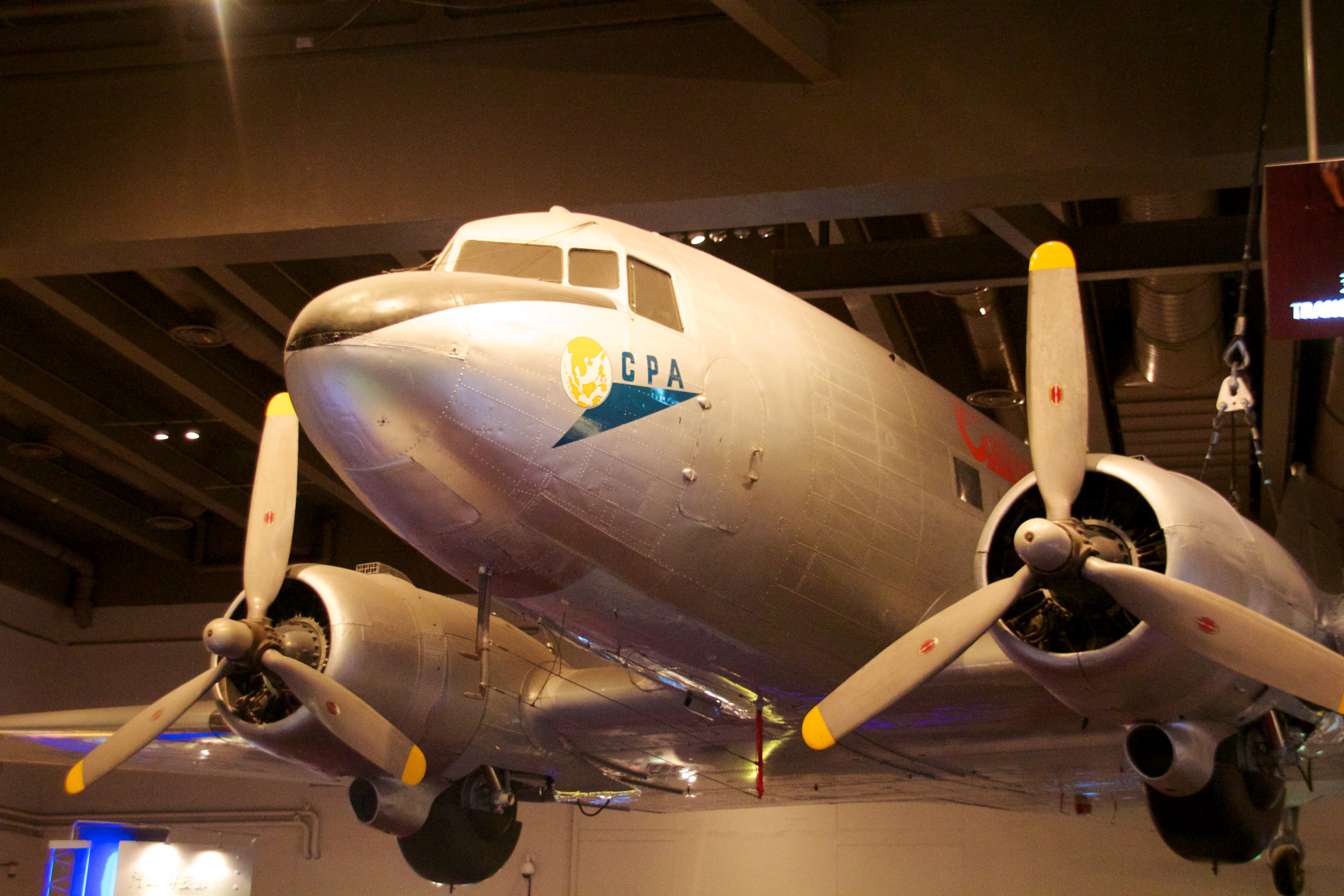
國泰首架飛機Betsy（VR-HDB）在香港科學館展出（機身上繪有國泰第一代徽標）

國泰航空公司於1946年由美國籍企業家羅伊·法雷爾（Roy Clinton Farrell）及澳洲籍飛機師悉尼迪根成立，兩位創始人皆曾於二戰時期中國航空任飛行員並執飛過駝峰航線。二戰結束後，他們均以「澳華出入口公司」的名義（或稱澳華洋行，以下稱「澳華」）在上海發展，後來因保護主義問題遷往英屬香港，並重新註冊為。
在法瑞爾等人離開上海前往香港續業時，已決定為新公司改名。其中一種說法是，法瑞爾、德坎措與數名朋友在菲律賓的五星級酒店馬尼拉酒店（The Manila Hotel）談及新公司的名稱，他們皆表示不想叫、等普通名稱，而法瑞爾本人則特別喜歡「Cathay」這個在外國人心目中十分典雅的名詞，這詞是中世紀歐洲人對中國的古稱呼，意指「契丹」，亦即當時（中世紀）國力興盛的遼朝，這名詞可讓西方人想起種種關於中國歷史的事蹟，包括「馬可波羅」、「成吉思汗」、「絲綢之路」、「香格里拉」等等。而法瑞爾及德坎措的夢想是希望有朝一日，他們建立的航空王國可越過太平洋到達美國。因此，他們最後決定新公司的名稱為。除此之外，名稱由來還有另一種說法，即兩位創始人仍在上海時，於和平飯店喝酒時提出，因位於外灘的和平飯店其中一棟建築沙遜大廈的舊有英文名叫「Cathay Hotel」，且由於他們打算前往英屬香港開辦業務，但仍可能與中國有較多業務往來，「Cathay」一詞既可以指代中國，又可以避免使用「China」一詞與中國當局出現衝突，而「Pacific」一詞的來源與上文說法一致。中文名稱從四六年成立至五十年代初亦出現數個版本，包括「英商太平洋航空公司」、「香港太平洋航空公司」、「國泰太平洋航空公司」等:140。國泰的早期顧客主要是外國人，到了五、六十年代隨着中國客人增加，並將中文名稱統一為「國泰航空公司」。
1945年第二次世界大戰結束後，法瑞爾隨即返回美國，最初他考慮購置一艘船用來載運商品往來太平洋兩岸，之後接受朋友的意見改為購置一架戰後所留下的軍機，於是他前往喬治亞州。起初法瑞爾找不到他想要的道格拉斯C-47型飛機，於是請求當地空軍士官幫他留意，在有合適的飛機時通知他，並且留下紐約飯店的聯絡地址。同時為了拉近與空軍士官的關係，法瑞爾在臨走之前特地在士官的吉普車上留下一箱威士忌。隔日，他終於接到期盼以久的好消息，在1945年10月6日早上，他與「Betsy」見面，那是一架經過翻新的C-47型飛機。法瑞爾支付了3萬美元買下「Betsy」，並駕駛她飛越了一場暴風雪，來到紐約。「Betsy」就在這裡改裝成為民用的DC-3飛機，並取得適航證。法瑞爾與副機師及領航員駕駛「Betsy」，將首批貨物經由南美、北非及中東運往美國，為初時以兩架改裝自道格拉斯C-47運輸機的DC-3營運航班。
1946年1月，「澳華」開始從澳洲空運貨物往中國，並賺取相當可觀的利潤。可是，他們的成功引起當時中國國民政府高官的宋子文注意。宋要求入股「澳華」這大有可為的公司，可是法瑞爾無意將自己建立的事業拱手讓予他人而拒絕。
在法瑞爾拒絕讓宋子文入股「澳華」後，「澳華」的兩架DC-3便立即遭上海當局扣押，雖然經過多天的談判後最終放行，但法瑞爾發現此情況還是經常發生。於是他與數名股東於上海一間飯店商討去留問題。眾股東皆認為上海不宜久留，於是決定逃往香港繼續發展。法瑞爾於同年5月11日清晨以一客早餐賄賂看守員，悄悄開走兩架DC-3，當日傍晚終於抵達香港啟德機場，並於9月24日成立了「Cathay Pacific Airways」。隨即開辦往返馬尼拉、曼谷、新加坡、上海的客運及貨運包機航班，業務發展理想，首年載客量有3,000人。1947年機隊增添3架DC-3型客機及Vickers Catalina水上飛機。
1948年，香港最主要的英資商行太古洋行（Butterfield & Swire，即太古集團前身），收購了當時為澳美合資的國泰四成半股權，澳洲的最大私營航空公司澳洲全國航空收購三成五成爲第二大股東，兩位創始人德坎措與法瑞爾則各持一成。1949年國泰增添道格拉斯DC-4型Skymaster飛機。當時的港英政府後來把香港以南的航線分予國泰經營，以北的則交予國泰唯一本地對手，怡和洋行屬下的香港航空經營。直至1958年，國泰收購香港航空，正式雄霸本地航空業及進軍東北亞市場。國泰於1959年的股權由多方持有，英國太古集團（John Swire & Sons）及其附屬公司太古輪船公司分別持有18.3%及25.3%，鐵行輪船公司（Peninsular and Oriental Steam Navigation Company）持有25.3%，英國海外航空（BOAC）持有15%，澳洲全國航空（Australian National Airways）持有12%，Borneo Company Limited持有3.5%，怡和洋行持有0.5%。某年開始成为香港的载旗航空公司，但其旗帜并非英属香港旗，而是英国国旗，直至90年代陸續更新機身塗裝，而不再塗有任何國旗圖案。

### 二十世紀的發展

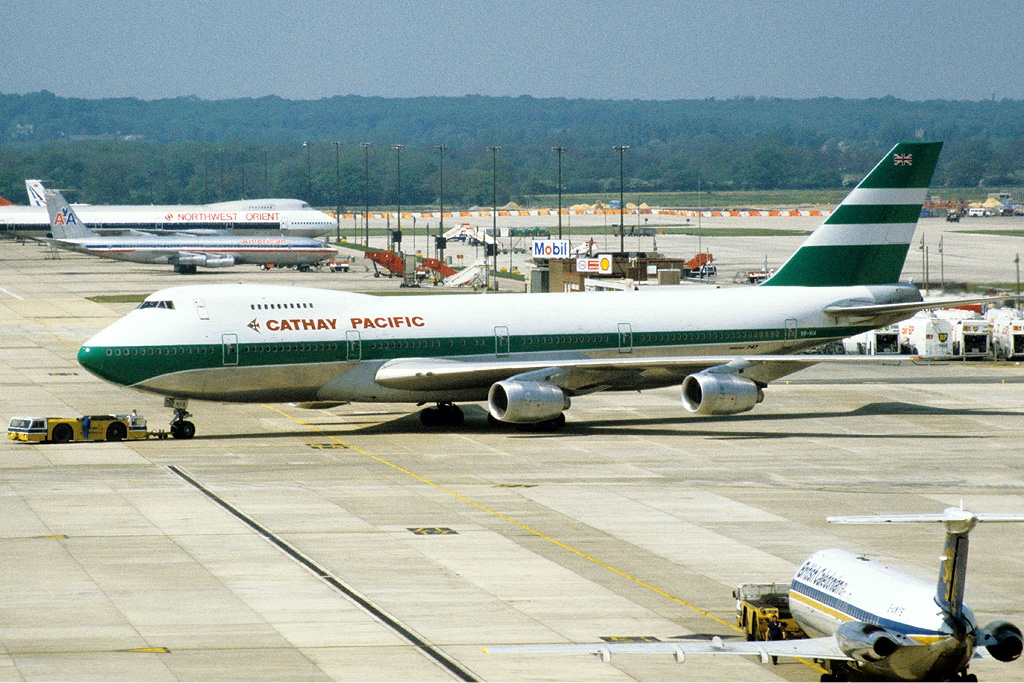
1982年國泰航空波音747-267B在格域機場（Gatwick Airport）（使用舊版國泰標誌，垂直尾翼上仍有英國國旗）

1958年，國泰接收原舊香港航空經營的多條航線，包括台北、東京及漢城（首爾）等。
1978年，國泰的最大股東為太古集團，持有60%股權，而餘下的25%及15%分別由滙豐及英國航空持有。
1980年代，全面發展國際航線網絡。
1980年代，港英政府制訂一條航線由一家航空公司經營的航空政策，首先獲得空運牌照局發牌的一家航空公司可獲得該目的地的獨家經營權，此政策令國泰航空受惠，並減低主要競爭對手港龍航空的威脅。
1980年7月17日，開通倫敦的航班，初時每周3班途經巴林至蓋特威克機場。1981年增至每日1班，1983年7月2日提供直航服務:138，後改在希斯路機場起降。1990年6月增至每日2班，2003年8月增至每日3班，2005年12月1日增至每日4班。
1986年4月，國泰成立40周年時上市，當時獲得創紀錄的超額認購，同年6月晉身恒生指數藍籌股之列。招股前，太古集團持有70%股權，而滙豐持有30%；招股後，太古集團持有54.25%，滙豐持有23.25%，長江實業／和記黃埔持有5%，希慎興業持有2.5%，而餘下的15%為自由流通股份。

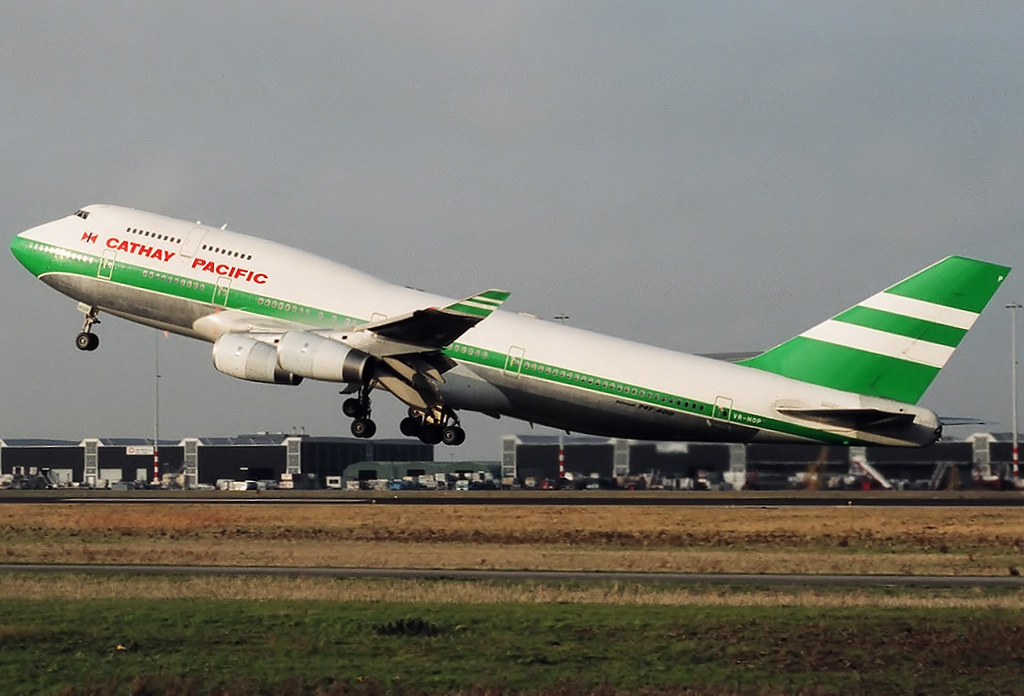
1996年國泰舊塗裝的波音747-400（國泰在1994至2018年間塗裝於1994年引進的A330-300上啟用，原有綠白塗裝則在1995至2000年間陸續替換）

1988年，國泰正式引進首架採用勞斯萊斯引擎的波音747-400客機。1996年，國泰開通香港經溫哥華至紐約的航班。

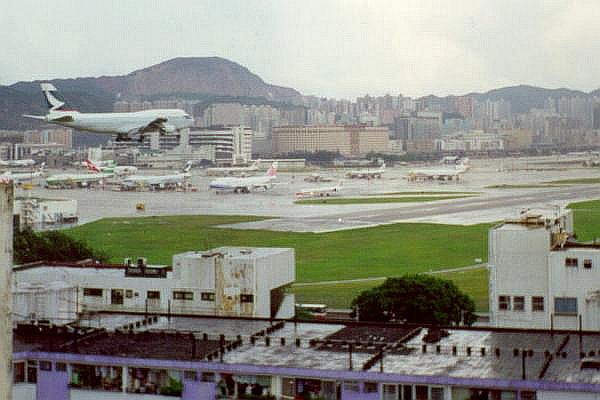
國泰一架波音747在啟德機場降落

1998年7月6日清晨，由紐約甘迺迪國際機場飛抵香港的CX889航班，降落當天正式啟用、位於赤鱲角的香港國際機場，是香港國際機場從啟德遷往赤鱲角後的首班抵港航班。

## 近代發展

### 2006年：收購港龍航空
2006年6月9日，國泰航空宣佈以82.2億港元收購港龍航空，港龍航空成為國泰航空全資附屬公司。2016年適逢收購10周年，港龍航空易名為「國泰港龍航空」。

### 2017-2019年：三年業務轉型計劃
國泰航空管理層於2015年錯估油價走勢，長期地高比例對沖燃油，結果連年巨額投資虧損，抵銷營運收入，於2016年及2017年連續兩年錄得虧損。

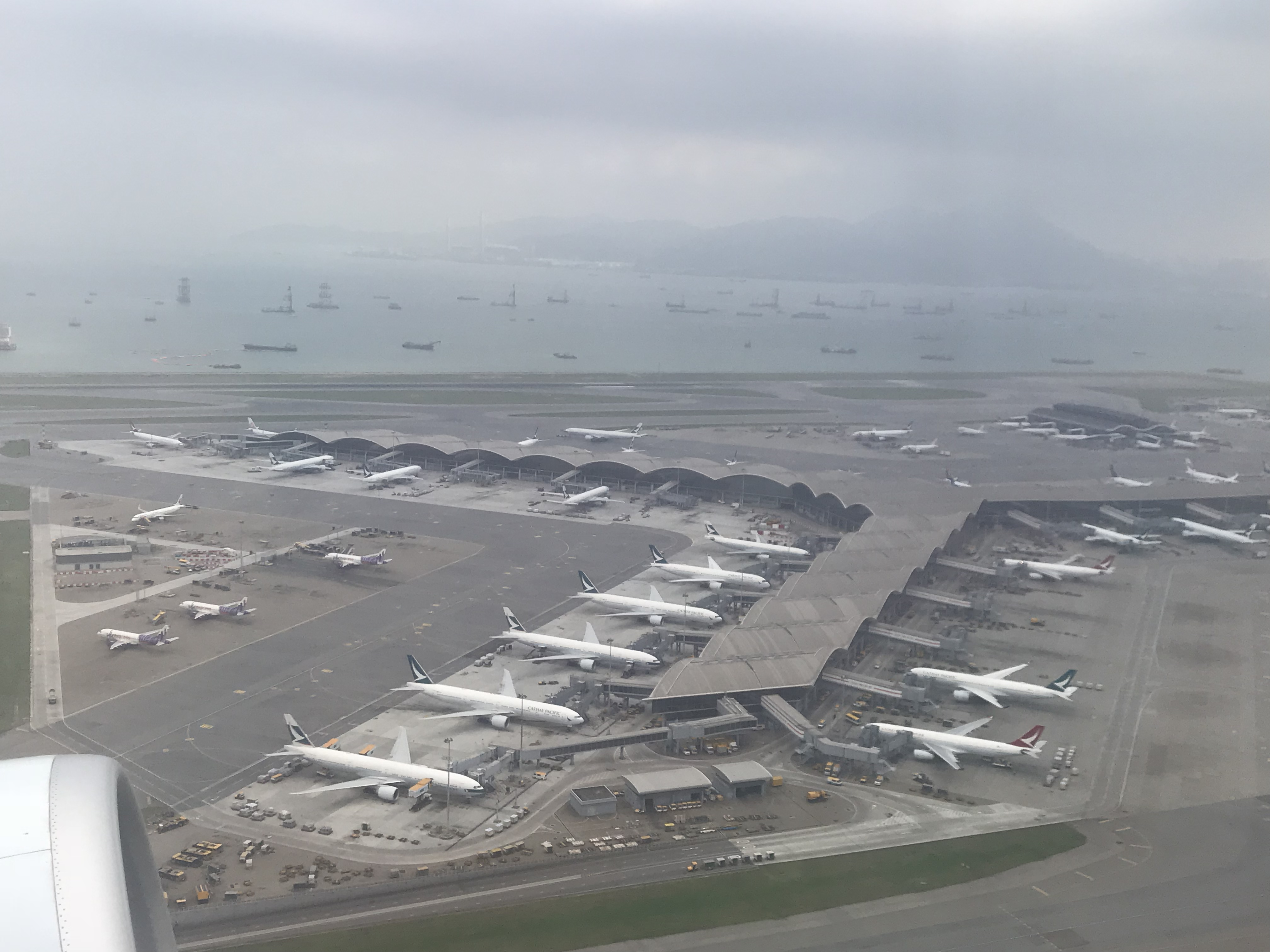
停靠於香港國際機場的國泰航空及國泰港龍客機

國泰航空於2017年展開為期三年的企業轉型計劃，以應對全球民航業界不斷激烈的橫向競爭，維持收益可持續增長，提升企業競爭力，並為鞏固香港國際機場作為全球最主要的航空交通樞紐而努力。其轉型戰略歸納於五個“P” - 地點（Places），飛機（Planes），產品（Product），人員（People）和生產力（Productivity），以開拓新的收入來源，為客戶提供更多價值，並提高營運效率。
國泰於2017年重組架構。自2017年以來，開發了13條新航線，亦廣泛改變其服務，包括在最繁忙之香港台北航線上重新供應熱餐，同時設計了名為“香港滋味”的機上菜單，為所有艙等乘客提供著名香港菜餚，並改進其商務艙服務模式，目標為提供更多選擇，更個性化，更好地展示食物和使用更優善的食品和飲料招待顧客。
國泰亦大額投資其他硬件產品和數碼產品，推出了升級網站、興建新的或翻新其航線網絡內的貴賓休息室，更在位於香港的玉衡堂商務貴賓室增設全世界首間位於航空公司休息室內的瑜伽練習館。機內無線網絡服務亦於2017年推出，並將於2020年前在其機隊所有客機設置機上無線網絡，提供無線上網服務。
自2017年以來，國泰亦在其轉型戰略下採取了更實際貼地的公共關係手法。其詼諧積極的溝通新產品和回應問題的方式經常受到高度讚揚，並屢獲“神級公關”美譽。
國泰於2018年上半年仍然錄得2.6億港元虧損，然而國泰其後於2019年2月向香港交易所發出盈喜通告，稱公司2018財務年度預計錄得23億港元盈利，可結束兩年的虧損期，標誌着其轉型戰略初步取得成效。

### 2019年：收購香港快運航空
2019年3月27日，國泰航空與包括海航集團旗下海航航空集團在內的訂約方訂立收購協議，國泰斥49.3億港元，收購香港快運航空100%股權，其中現金代價22.5億元，26.8億元以發行或更替承兌貸款票據支付，交易後香港快運航空成為國泰航空的全資附屬公司。唯香港快運航空董事長及主要股東鍾國頌表示至今仍無意將公司出售，而有關交易是繞過股東直接將控股公司出售，並正在尋求律師意見。國泰航空通告亦指出，一家代表香港快運的中間控股公司股東的律師事務所致函公司，表示有意爭辯賣方就交易訂立協議。倘若對方開展妨礙交易的訴訟，公司在股份收購協議項下有權終止股份收購。
2019年7月19日，國泰航空宣佈完成收購香港快運航空，正式加入廉航市場。截至2019年4月底，國泰及國泰港龍於香港航空市場客座量的市場份額分別為31.2%及15.9%，而香港快運則為5.1%。收購香港快運後，國泰航空集團於香港航空市場客座量的市場佔有率將由47.1%上升至52.2%，佔據香港航空市場超過一半的客座量。

### 2020-2022年：2019冠狀病毒病疫情
國泰航空於2020年3月份公布2月份的載運乘客人次按年下挫64%，乘客運載率下跌28.6個百分點至53.1%，而國泰及國泰港龍航空服務業務單月錄得逾20億元虧損，然而3月及4月的運力減幅會更多，最多或高達九成。分析員認為，疫情擴散至歐洲，令國泰的長途航線亦要停飛，嚴重打擊收益，但以集團流動性來看，至少可支撐至6月底。
2月13日，國泰通過內部電郵向員工表示一直關注多倫多當地機組人員的商業可行性，但已沒法維持相關運作模式，需關閉多倫多外站，受影響的120員工將遭到遣散，或在當地法例容許下安排其他基地的就業機會。
3月7日，國泰航空表示經持續檢視業務後，決定關閉駐加拿大最後一處位於溫哥華的機艙服務員外站，147名駐溫哥華外站的機艙服務員將遭到遣散。國泰稱已跟受影響員工及當地工會溝通。
4月17日，國泰向以美國為基地的機組人員發內部信，指公司受全球疫情及經濟嚴重受挫，在未知業務何時能夠復甦下，決定關閉紐約、三藩市及洛杉磯三座機艙服務員基地，當地286名駐美國外站的機艙服務員受影響，消息指，受影響機艙服務員將工作至6月20日，並會改由香港機艙服務員執飛美國航線。另外，國泰要求澳洲基地129名空中巴士機師暫時停職。
其後，國泰航空宣布受2019冠狀病毒病大流行及多國政府實施旅遊限制影響，旅遊需求嚴重下滑，並於4月及5月削減國泰及港龍96%客運網絡運力，縮減至僅12處航點，每航點營運極少數的每週三班航班，包括：倫敦（希思路）、洛杉磯、溫哥華、東京（成田）、台北、新德里、曼谷、雅加達、馬尼拉、胡志明市、新加坡及悉尼。
同時因應客運航班運力下降，由2020年4月1日起關閉除上海浦東國際機場及香港寰宇堂的所有香港與外站國泰貴賓室，直至另行通知。
截至4月15日航班運作，國泰已縮減至僅餘9處航點：包括取消倫敦（希思路）及洛杉磯的頭等服務並將各航點減至每週兩班；而較早前已取消頭等服務的溫哥華及新加坡航線，以及悉尼航線亦減至每週兩班；新德里、曼谷、胡志明市航線則取消。
4月載客量再度下降，第二周國泰航空和國泰港龍航空甚至出現僅302人的單日載客量，僅相當於正常運載力的3%。6月份，集團載客量按年大跌99%，合共載客2.71萬人次，上半年公司將轉盈為虧，將錄得約99億元的虧損。2020年首6個月載運乘客人次較2019年同期下跌76%，運力下跌65.7%。
6月9日，因應2019冠狀病毒病疫情引致運力及收入大減，國泰航空宣布總值約390億港元的資本重整計劃，該公司將向香港特別行政區政府發行195億港元優先股、約19.5億港元的認股權證，而政府亦會向國泰提供78億港元的過渡性貸款，並由財政司司長法團名下之「Aviation 2020 Limited」持有有關權益。另外，國泰將以「每11股供7股」之比例供股，每股認購價4.68港元，供股集資總金額為約117億港元。資本重組預計在8月完成。
10月21日，國泰公布企業重組，整間集團削減約8500位職位，佔國泰職位總數約24%，其中包括約5300名駐港員工。集團旗下的國泰港龍航空即時停止營運，國泰發言人說，會辭退所有2500名港龍員工。董事局主席賀以禮（Patrick Healy）指肺炎疫情沉重打擊全球航空業，國泰每月資金淨流出15至20億港元，重組計劃可使國泰每月資金淨流出減少5億元，又指重組計劃是「心痛、無可奈何」的決定，否則集團將無法繼續營運。10月22日，有市民到國泰城「打卡」，他們表示對扎根香港逾30載的品牌突然停運，感到可惜。而經常現身「和你Lunch」的「Lunch哥」李國永（David）在下午1時到國泰城，要求立即停止裁員行動，保安以私人地方為由拒絕讓他內進，其後他在多名保安和便衣警員面前翻閲報紙。20多分鐘後，有兩名軍裝警員向David詢問情況。最終David沒有遞交任何信件自行離開。
- 國泰空中服務員工會主席王思敏（左）指新合約下，員工底薪將下降14%至36%，工會對其決定相當失望
- 國泰城外保安明顯加強
- 國泰空中服務員工會在國泰城舉行國泰會員緊急大會，員工互相打氣

11月11日，香港政府宣布與新加坡達成的旅遊氣泡計劃將於同月22日正式展開，專屬航班由國泰及新加坡航空提供，首15天每日一班航班往來兩地，每次最多只載200人。11月21日，香港政府宣布因應近日香港的疫情出現急速惡化，與新加坡的旅遊氣泡啟航日期延後兩星期，其後再於12月1日表示啟航日期將延至2020年後。
因應「Alpha變異株」（Alpha），香港特區政府宣布由2020年12月22日香港時間午夜起，所有人士包括香港居民，倘於過去14天內停留英國多於兩小時，將被禁止登機及不准入境香港，為配合該措施，國泰航空暫停往來英國客運航班，暫定至2021年1月10日。

### 2023年至今：疫後發展

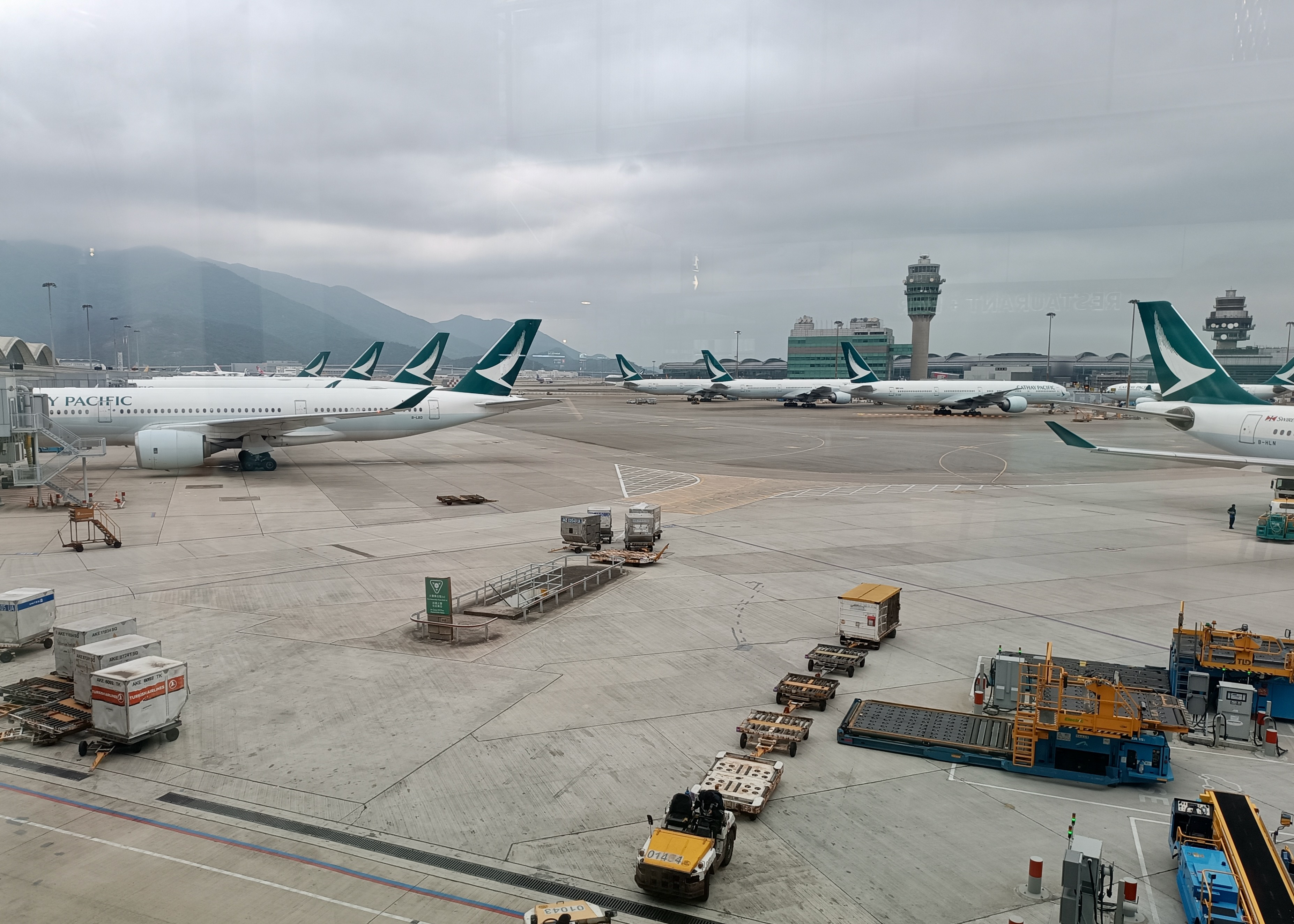
國泰航空飛機于香港國際機場西客運停機坪（2024年）

2023年3月1日，香港政府宣布啟動「你好，香港！」（Hello Hong Kong）旅遊推廣活動。為振興旅遊業，港府向航空公司購買大批機票，並分階段向海外旅客送出50萬張機票，國泰航空因龐大機隊以及廣泛航線成為最大受益者。
2023年6月19日，由於有航班發生空中服務員歧視內地旅客事件，國泰航空行政總裁林紹波向員工發內部通訊，表示為配合說普通話的顧客增加下，在8月起每班往返內地的航班均有普通話機艙廣播，同時優先增加說普通話的機艙服務員，並計劃再9月啟動在內地招聘機艙服務員。
2024年7月起，将通过北京外航服务公司（FASCO）招聘驻北京、上海基地的中国内地籍乘务员。
2025年3月7日，国泰航空宣布于4月28日起开通香港与乌鲁木齐的直航航班，为不断扩展的环球网络再添新航点。连同乌鲁木齐，国泰集团在内地的客运航点总数将增至20个。。
為紀念啟德機場一百周年，適逢香港國際七人欖球賽首次在啟德體育園舉行，國泰航空安排一架空中巴士A350-1000客機（註冊編號為B-LXI）於2025年3月30日飛越維多利亞港，低飛至啟德主場館鄰近的上空，航班編號CX8100。

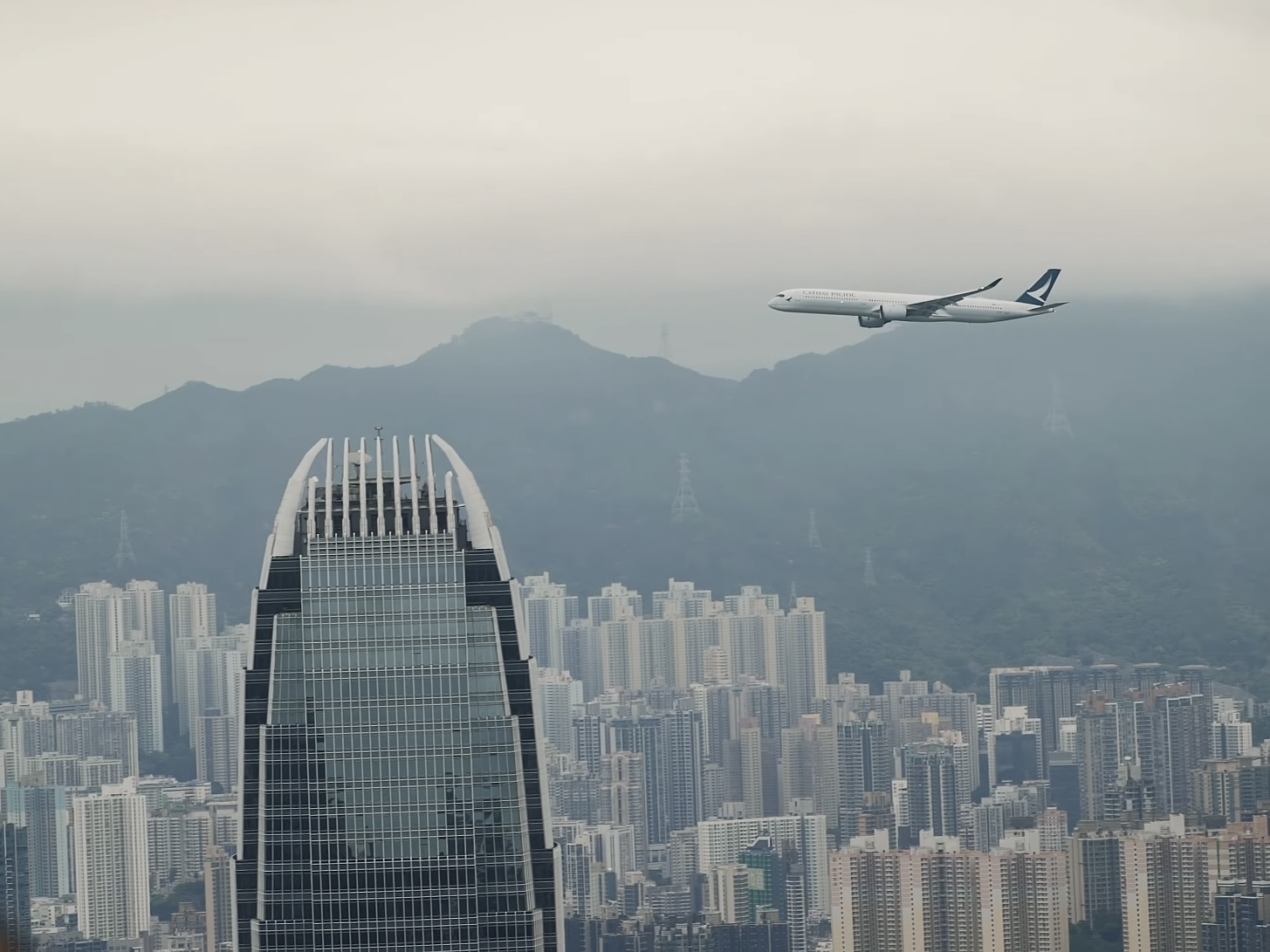
A350-1000飛過國際金融中心二期
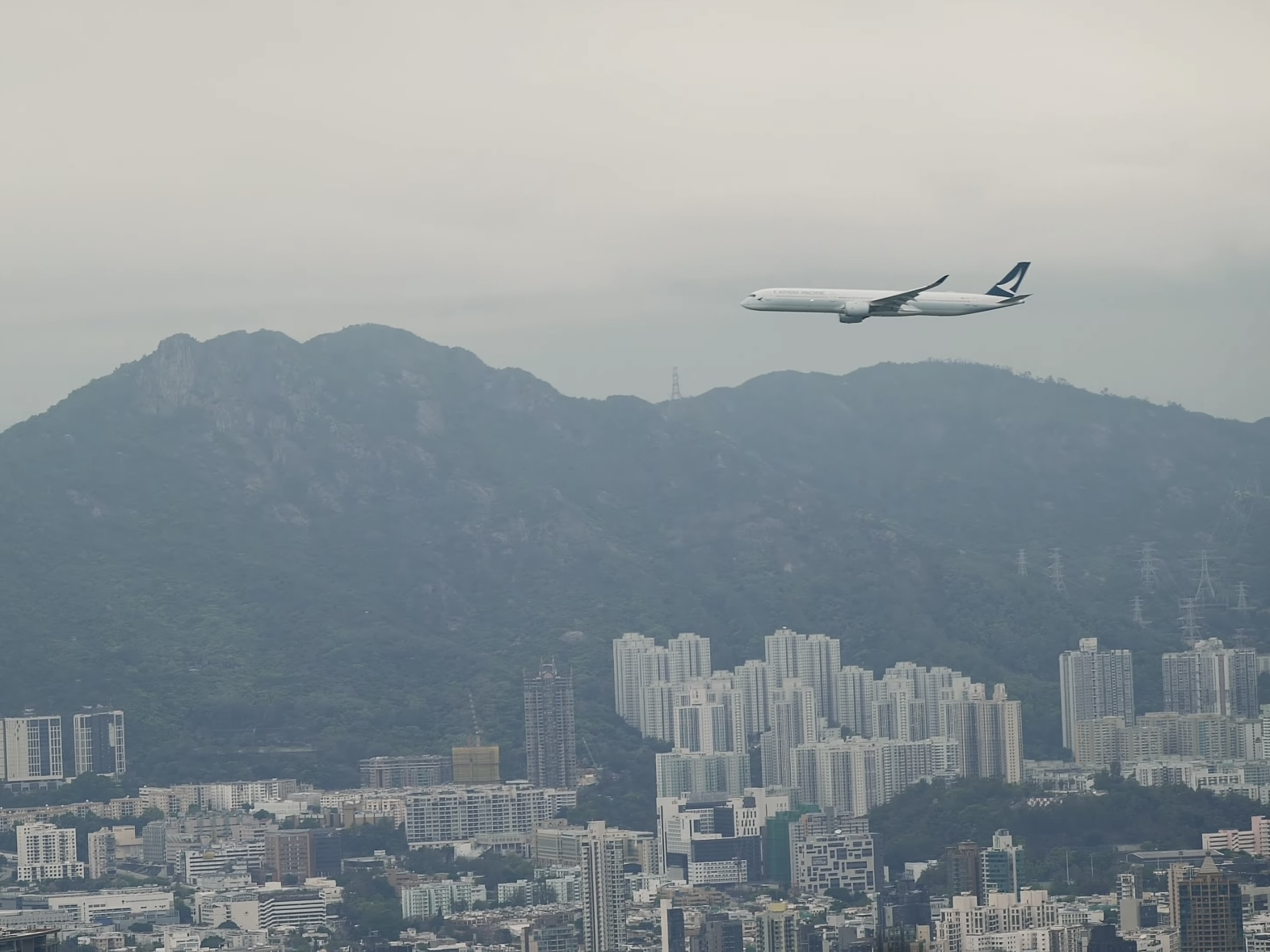
A350-1000與獅子山合影

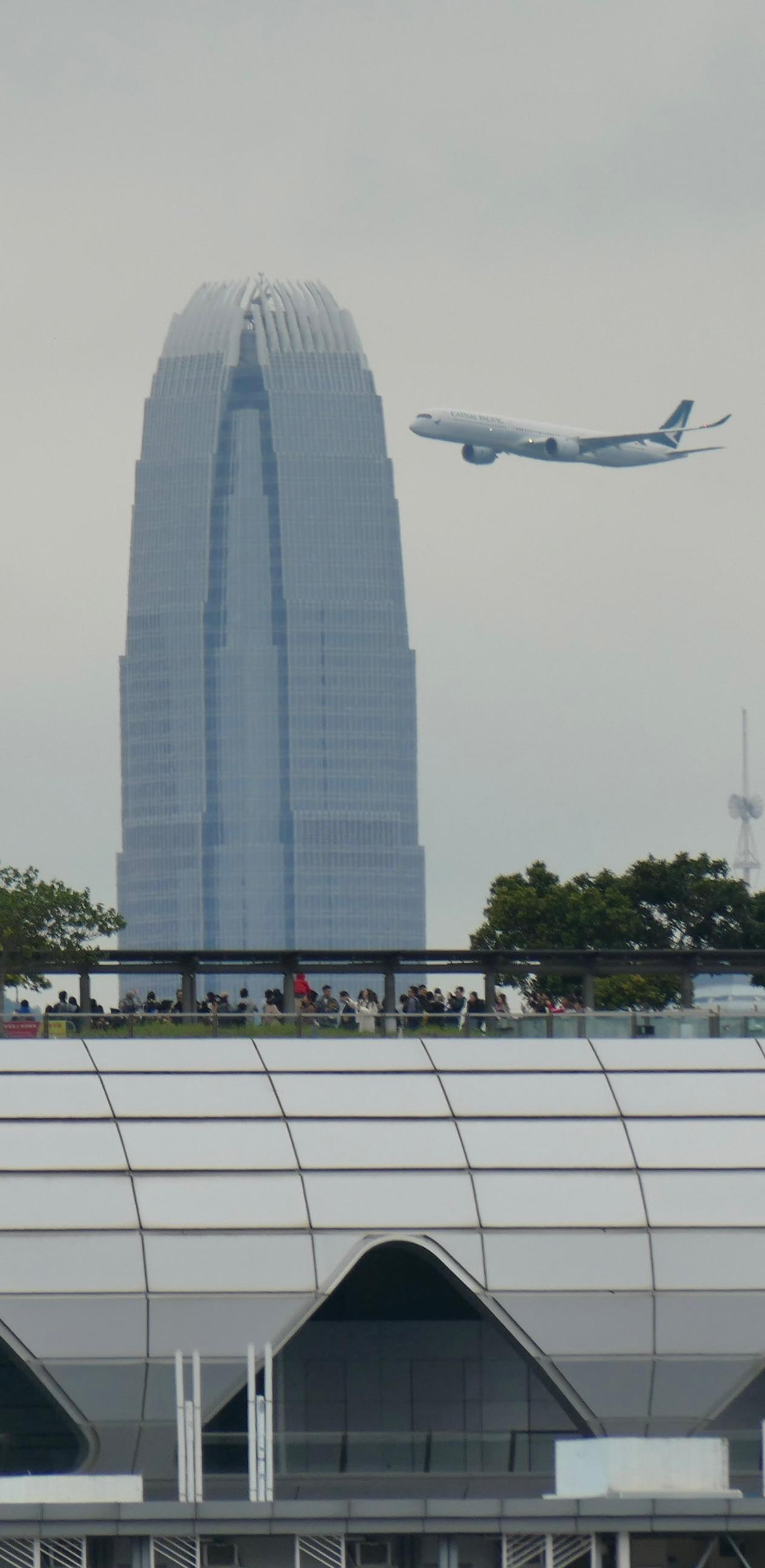
A350-1000 IFC

## 主要股東
截至2024年8月31日，各主要股東持有國泰航空公司之股份比例如下：
| 股東                         | 股份比例 |
| ---------------------------- | -------- |
| 太古集團旗下太古股份有限公司 | 45%      |
| 中國國際航空                 | 29.9%    |
| 卡塔爾航空                   | 9.99%    |
| 其他公眾持股                 | 15.02%   |

## 歴任管理層
- 董事總經理
  - 唐寶麟（1996年12月－1998年）
- 行政總裁
  - 唐寶麟（1998年－2004年12月31日）[60]
  - 陳南祿（2005年1月1日－2007年6月30日）[61]
  - 湯彥麟 （2007年7月1日－2011年3月30日）[61]
  - 史樂山（2011年3月31日－2014年3月13日）[61]
  - 朱國樑（2014年3月14日－2017年4月30日）[61]
  - 何杲（2017年5月1日－2019年8月19日）[62]
  - 鄧健榮（2019年8月20日－2022年12月31日）[63]
  - 林紹波（2023年1月1日－）[64]

## 附屬機構及聯屬公司
| 機構名稱                               | 經營業務             | 國泰持股量         |
| -------------------------------------- | -------------------- | ------------------ |
| 香港快運航空公司                       | 航空公司             | 100%               |
| 香港華民航空公司                       | 貨運航空公司         | 100%               |
| 中國國際航空股份公司                   | 航空公司             | 15.09%或57.72%H股1 |
| 中國國際貨運航空公司                   | 貨運航空公司         | 21.36%2            |
| 國泰餐飲                               | 航空餐飲             | 100%               |
| 香港機場地勤服務公司（HAS）            | 地勤服務             | 100%               |
| 國泰假期公司（旅行社牌照號碼：352024） | 旅行社               | 100%               |
| 國泰貨運站                             | 航空貨運             | 100%               |
| 雅潔洗衣公司                           | 商業洗衣             | 100%               |
| 亞洲萬里通                             | 旅遊獎勵計劃         | 100%               |
| 傳訊香港公司（GLSHK）                  | 電子貨運信息交換代理 | 未知3              |
| 臻美食品公司                           | 食物加工及餐膳       | 100%               |
| 上海國際機場地面服務公司               | 地勤服務             | 25%                |

國泰過往曾經持有經營航空工業的香港飛機工程公司（HAECO）12.45％股權及經營航空貨運業務的香港空運貨站公司（Hactl）10%的股權，唯前者已售予母公司太古集團，後者則因國泰在香港國際機場自行興建空運貨站而聯同持有20%股權的母公司太古集團、持有10%股權的另一股東中信泰富一同出售予香港空運貨站的其他股東（包括怡和、九倉、和黃、中航集團）。
註：
1. 國泰與中國國際航空（國航）互相持股，即國泰持有國航15.26%總股權（H股持股量為53.15%），國航持有國泰27.77%股權，為國泰的第二大股東；唯現時太古仍然為國泰的最大持股股東，持有國泰45%股權。
2. 國泰直接持有國貨航12.244%股權，另透過海外信托公司朗星持有國貨航11.7542%股權。[65]
3. 與傳訊亞洲公司合資持有。[66]
4. 2017年11月6日，卡塔爾航空持有國泰9.61%股權，為國泰航空第三大股東。[67]2018年1月23日，卡塔爾航空再斥資約1.77億元增持國泰航空（0293）股份，持股比例由9.61%增至9.94%。[68]2018年9月，再增至9.99%。[69]2020年6月9日，卡塔爾航空持股比例由9.99%跌至9.37%。

## 機隊
國泰航空機隊主要由廣體飛機組成，包括波音777-300、波音777-300ER、空中巴士A330-300、空中巴士A350-900及空中巴士A350-1000，也包括空中巴士A321neo。而貨運機隊則由波音747-400ERF及波音747-8F組成，而國泰貨運亦於正在增長的國泰航空客機上善用載貨空間。
2006年8月31日，國泰航空接收第100架飛機，該飛機為空中巴士A330-300，編號為B-LAD。該機被塗上60週年紀念塗裝，並被命名為「進步精神號」（Progress Hong Kong）。
2007年8月7日國泰再宣布增購5架波音777-300ER客機，於2011年到付。首5架波音777-300ER已於2007年底前抵港，餘下的將於2011年前運港。11月8日，國泰航空落實向波音公司訂購17架飛機，總值約52億美元。此外，該公司亦獲得額外14架747-8F新貨機的購買權，訂購的客機及貨機會在2009至2012年間付運。在未來數年，波音777-300ER客機將是國泰航空長途機隊的骨幹。12月6日，國泰航空宣布向空中巴士訂購8架A330-300客機，定價合共約17億美元，飛機將於2010年至2012年間付運。
2009年，航運需求大幅下降，1月停飛三架波音747-400BCF改裝貨機後，5月再安排兩架同類型貨機停飛；另外，將一架貨機以濕租形式租予旗下的香港華民航空。
2011年11月1日，國泰正式接收首架波音747-8F貨機（註冊號為B-LJE），成為亞太地區首家投入運作波音747-8系列飛機的航空公司。
2012年7月10日，國泰宣佈在A350訂單中，將10架A350-900轉為A350-1000，並另購10架A350-1000。
2013年3月1日，國泰正式公佈再訂購3架波音747-8F貨機，並同時取消原來8架777F貨機之訂單，但仍擁有5架777F貨機的選擇權；此外也把旗下4架747-400BCF改裝貨機轉售予波音。
2016年5月29日，國泰正式接收首架空中巴士A350-900XWB（註冊號為B-LRA）。同年10月1日，在國泰波音747擔當的最後一班商業航班CX543號班機（東京羽田－香港，由註冊編號為B-HUJ的747-400擔當）抵港後，國泰航空的波音747客機全數退役。
2017年3月26日，在國泰A340擔當的最後一班商業航班CX469號班機（台北桃園－香港，由註冊編號為B-HXJ的A340-300擔當）抵港後，國泰航空的A340全數退役。
2017年9月13日，國泰宣佈在A350訂單中，將6架A350-1000轉為A350-900，並將5架空中巴士A350-1000的接收日期從2020年推延至2021年。

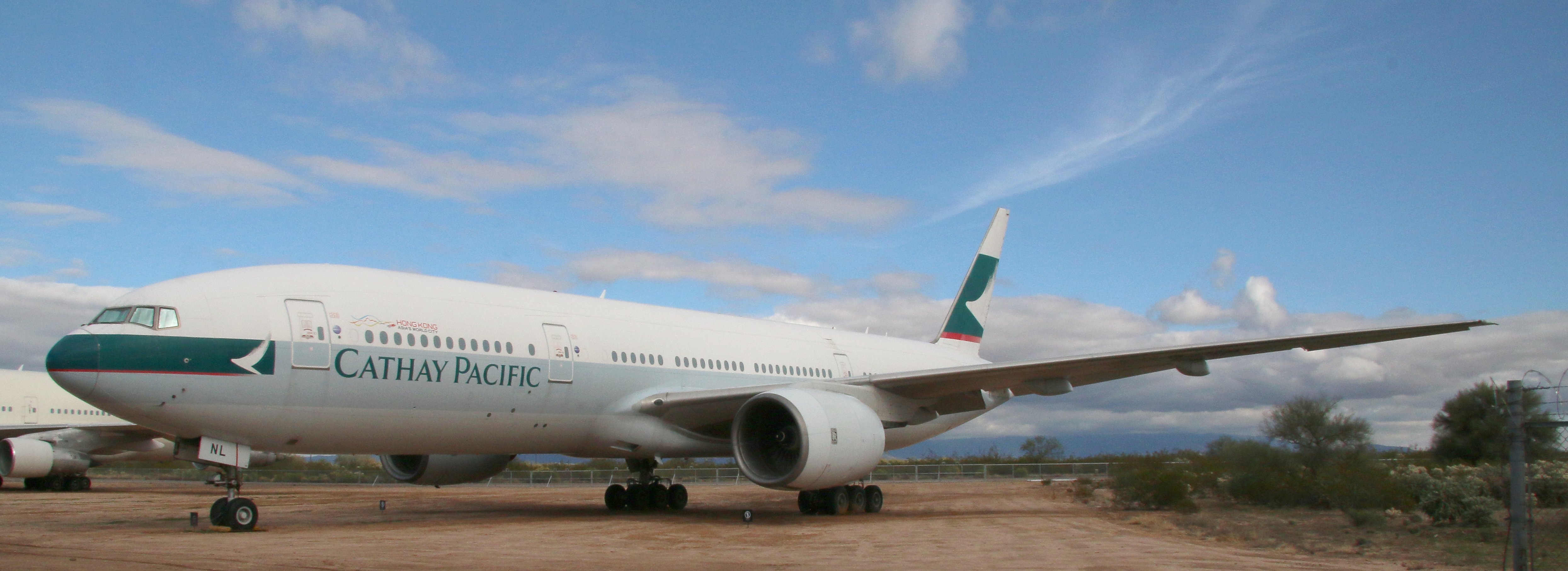
在皮馬航空航天博物館展出的波音777-200原型機

2018年5月31日，國泰機隊中的全球首架波音777原型機（777-200，註冊號B-HNL）在完成最後一班商業航班CX507號班機（大阪關西-香港）後退役。並於同年9月18日由香港飛往皮馬航空航天博物館作永久展出（航班編號為CX3492）。
2018年6月19日，國泰正式接收首架空中巴士A350-1000XWB（註冊號為B-LXA）。
2019年8月7日，在國泰波音777-200擔當的最後一班商業航班CX419號班機（首爾仁川-香港，由註冊編號為B-HND的波音777-200擔當）抵港後，國泰航空的波音777-200客機全數退役。
2020年7月，因應2019冠状病毒病疫情所導致的全球航空客運需求大跌，國泰航空安排集團旗下的客機飛往位於澳洲中部的愛麗斯泉機場封存，以減低客機因存放於香港潮濕環境以及風季所帶來的機件老化。第一部存放的空中巴士A330-300（註冊編號為B-HLV）已於同年7月28日以CX3491前往愛麗斯泉機場。
2020年10月21日，受2019冠状病毒病疫情影響，國泰宣布旗下附屬公司國泰港龍航空即日起停止營運，其原有機隊全數轉移至國泰名下，并在同年11月15日，正式接收原國泰港龍航空订购的第一架空中巴士A321-200neo（註冊號為B-HPB）。该空中巴士A321-200neo也成为國泰航空自1983年將波音707退役之後，37年來引進的首架窄體機。
2023年12月8日，國泰正式公佈訂購6架空中巴士A350F貨機，並擁有額外20架的選擇權，預計於2027年起陸續交付。
2024年8月7日，國泰正式宣佈訂購30架空中巴士A330-900客機，並擁有額外30架的選擇權，預計由2028年起交付至2031年。
2025年8月6日，國泰宣布將行使選擇權額外訂購14架波音777-9客機，並擁有額外7架選擇權，預計將於2034年前付運。

### 現役機隊

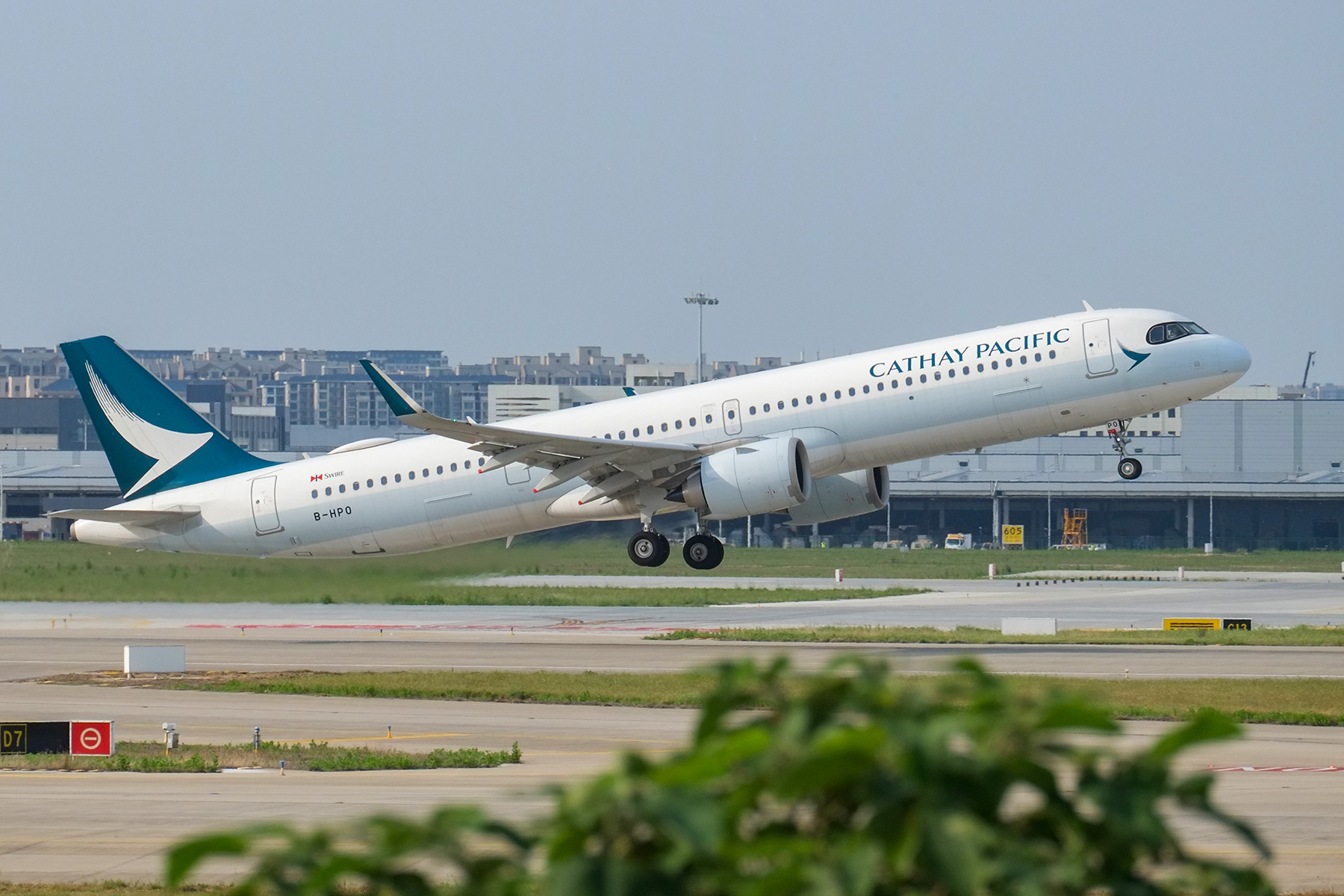
空中巴士A321neo
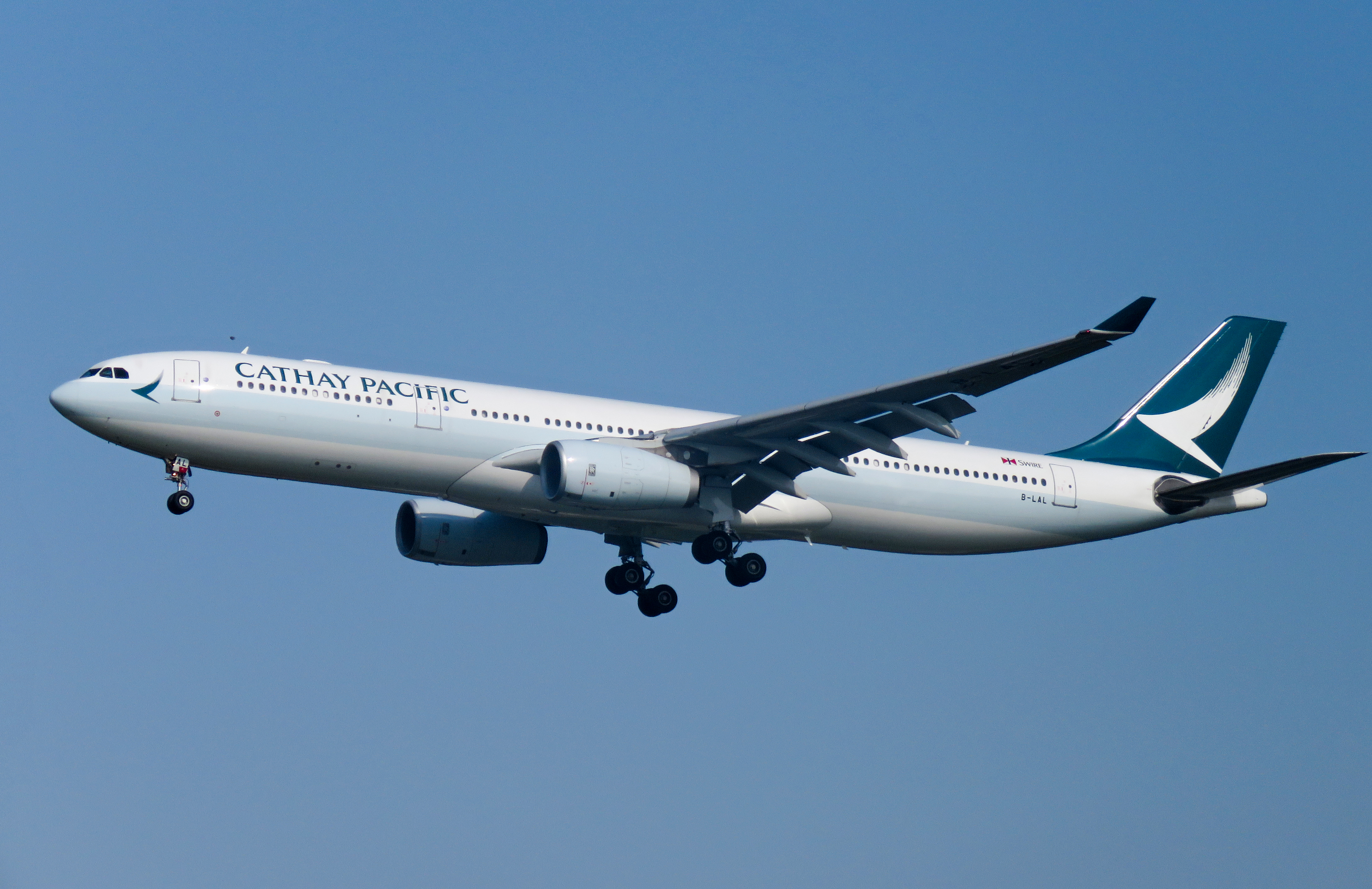
空中巴士A330-300
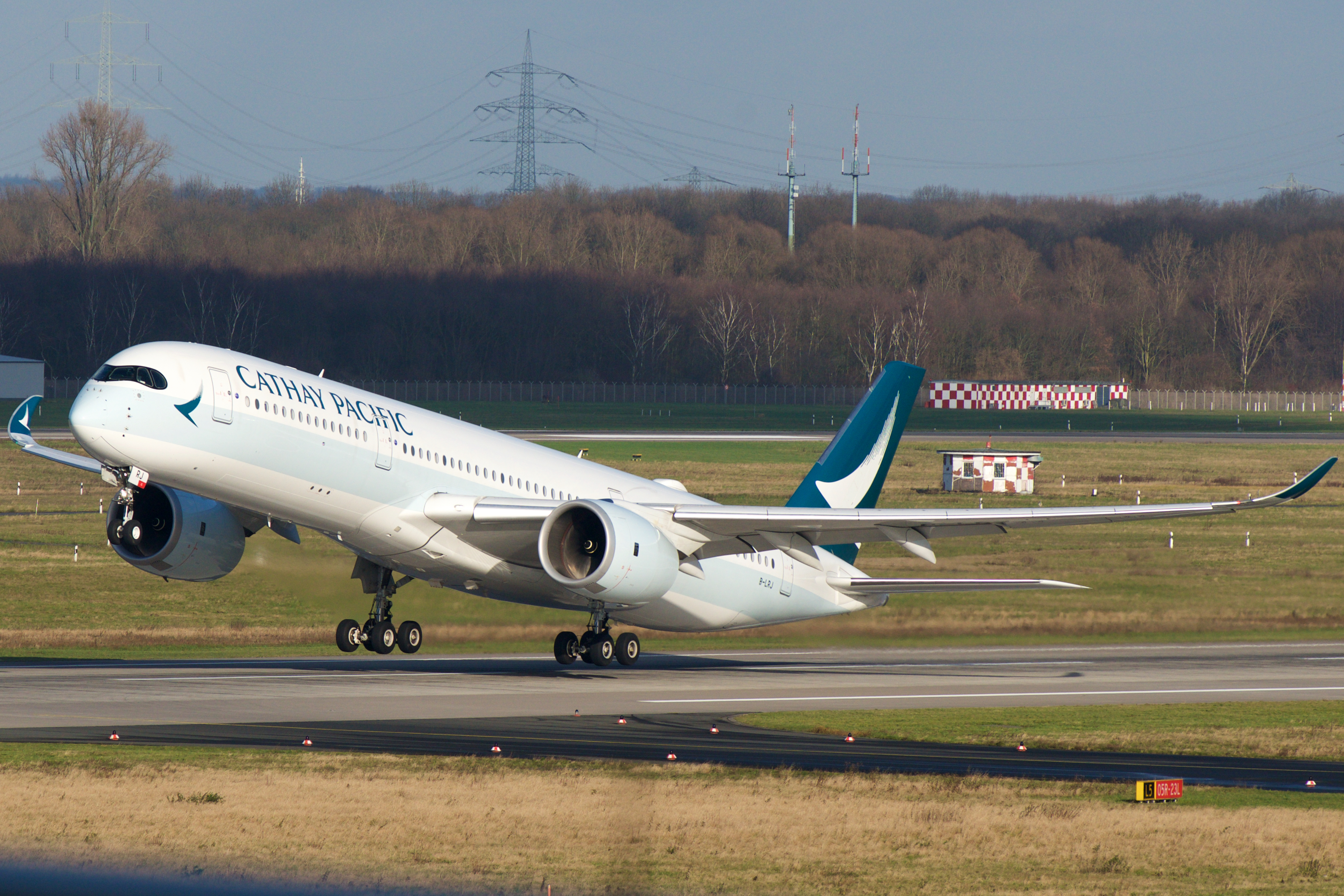
空中巴士A350-900
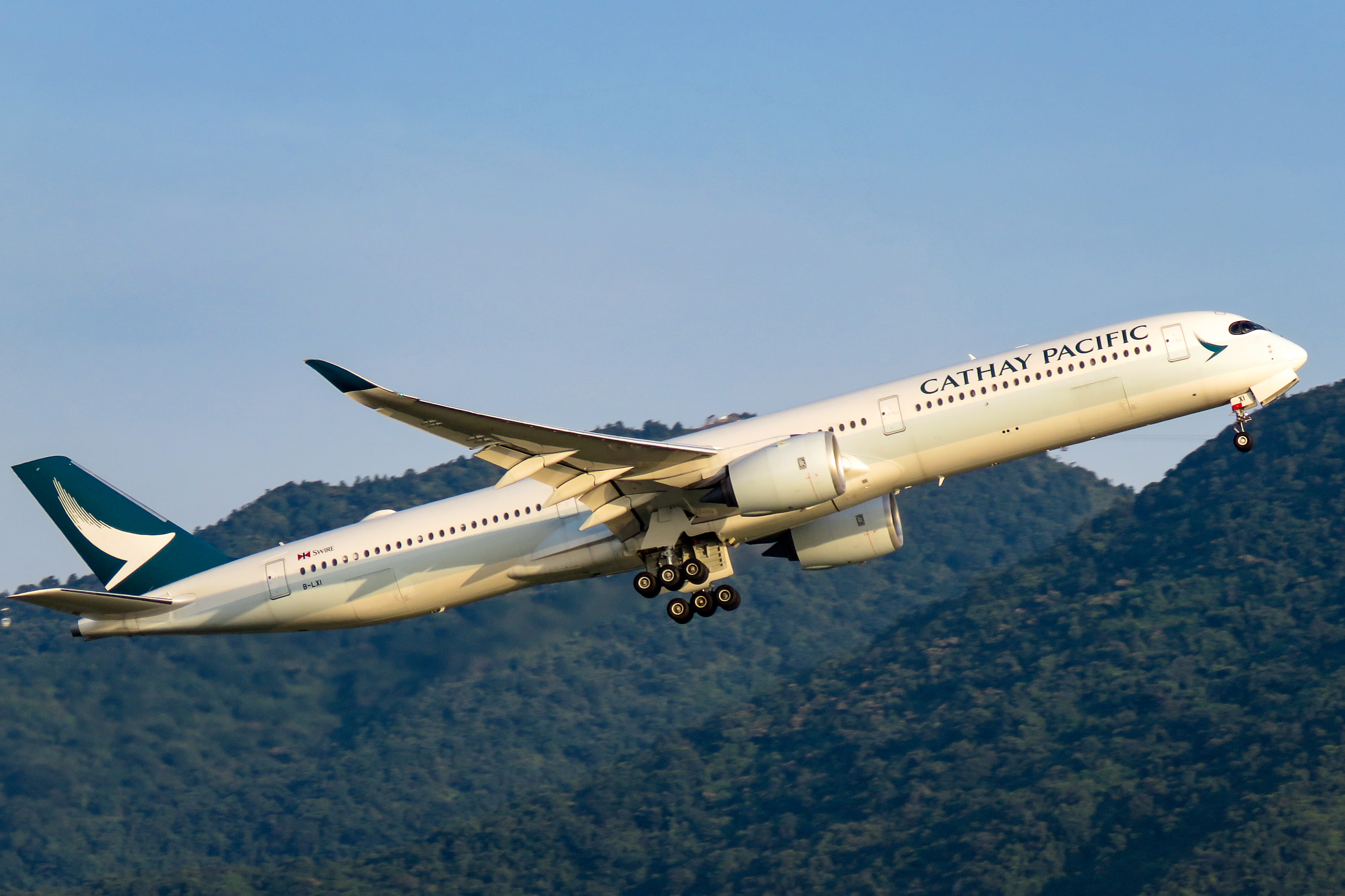
空中巴士A350-1000
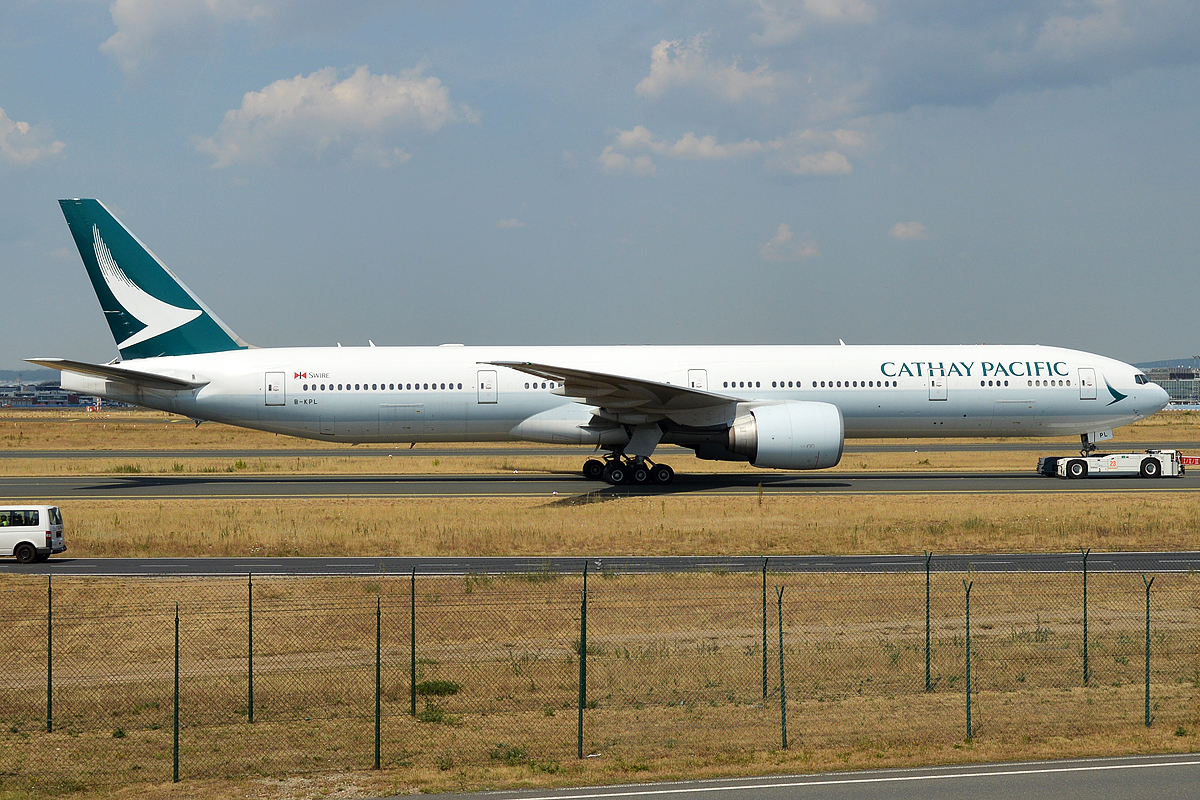
波音777-300ER
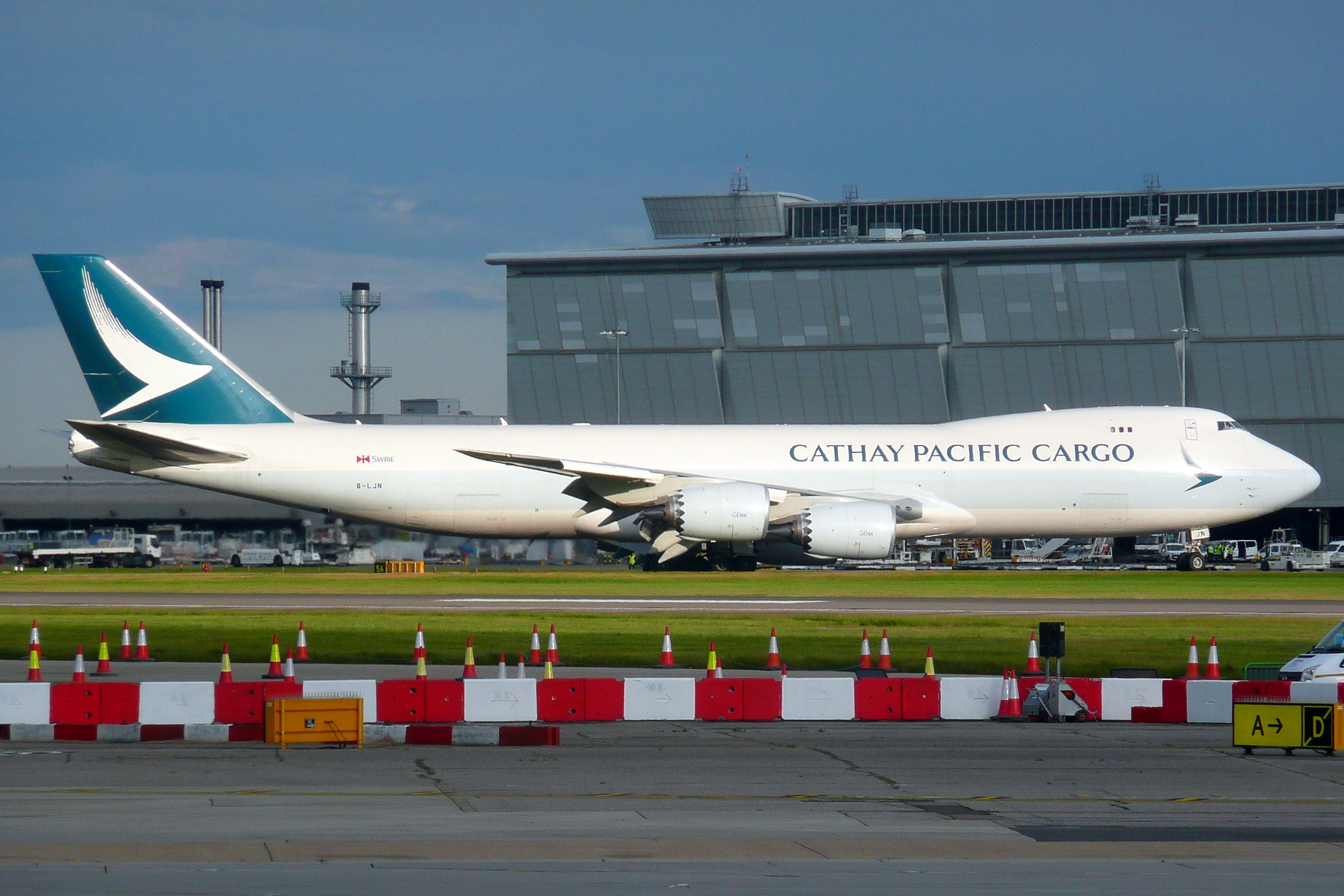
波音747-867F

截至2025年3月，國泰航空機隊平均機齡為12.1年。
“N/A”即表示該機型不設此艙等

### 特殊塗裝
國泰航空曾把旗下部分飛機髹上特別設計的塗裝，為國泰本身及香港作宣傳。1997年，國泰把一架波音747客機（航機編號B-HIB）髹上香港的筆繪圖案，並將航機命名為「香港精神號97」；2000年，國泰又把另一架波音747客機（航機編號B-HOX）重新塗裝，並命名為「香港精神跨千禧」，取代「香港精神號97」，然而最後因飛機機齡日增而回復標準塗裝。
2002年7月，為慶祝香港特別行政區成立5周年，國泰又設計一款「亞洲國際都會」的機身塗裝，髹在一架波音747-400客機上（航機編號B-HOY）。但該機於2007年底更新，國泰於是重新設計「亞洲國際都會」的機身塗裝，髹在一架波音777-300ER客機上（航機編號B-KPF）。此外，又把香港政府的香港品牌飛龍標誌髹在國泰及港龍旗下所有航機機身上。可是，髹上2015年全新塗裝的客機機身上則沒有香港政府的香港品牌飛龍標誌。
2006年，國泰慶祝成立60週年，適逢交付第100架客機，國泰為該機（航機編號B-LAD）設計特別的塗裝，在機尾上寫上「100th aircraft」（第100架客機），並將該機命名為「進步精神號」。但2012年9月，B-LAD已恢復為標準塗裝。
2009年，國泰航空在3架客機：A340-300（航機編號B-HXG）、A330-300（航機編號B-HLU）、B777-300ER（航機編號B-KPL）髹上「Oneworld」塗裝，慶祝寰宇一家（Oneworld）10週年紀念。
2013年，國泰又將一架波音777-300ER客機（航機編號B-KPB）髹上香港精神號塗裝。
2017年，國泰再將一架波音777-300客機（航機編號B-HNK）髹上香港精神號塗裝，及後已於2024年4月改為標準塗裝。
2017年，髹上「Oneworld」塗裝的波音777-300ER客機（航機編號B-KPL）已改為全新標準塗裝。
2018年10月，隨着髹上第三代「香港精神號」塗裝的波音777-300ER客機（航機編號B-KPB）退租，此款塗裝成為消失的經典。
2019年，適逢寰宇一家成立20周年之際，國泰將五架波音777-300ER客機（航機編號B-KPD、B-KQI、B-KQL、B-KQM、B-KQN）髹上重新設計的第二代「Oneworld」聯盟塗裝。
至於貨機方面，除了1982年國泰接收首架747貨機，並將其取名為「Hong Kong Trader」（未有特殊機身圖案）後，國泰隨後一直未有在貨機上塗上任何特別設計的塗裝，僅於1996年隨著商標更新而將所有機隊一同改為標準的「翹首振翅」塗裝。到了二千年代，因應原油價格飆升，國泰試行將部分貨機的表面背景塗裝刪去，僅保留其「翹首振翅」商標，並露出銀色的飛機物料，希望能夠藉此節省耗油量。然而，此安排最後也因成效不高而放棄。直至2011年底，國泰接收首架747-867F貨機，並為慶祝國泰航空貨運站平頂而將該機重新命名為「Hong Kong Trader」，並成為首架擁有特殊塗裝的貨機。惟在2018年8月，該機已改為全新標準塗裝。
現時，國泰機隊中除了香港飛龍標誌及「亞洲國際都會」標語外，髹上特別塗裝的飛機如下：
| 飛機註冊編號 | 飛機型號      | 機身圖案名稱           | 設計原因             |
| ------------ | ------------- | ---------------------- | -------------------- |
| B-KPD        | 波音777-300ER | 寰宇一家塗裝（第二代） | 寰宇一家聯盟指定塗裝 |
| B-KQI        | 波音777-300ER | 寰宇一家塗裝（第二代） | 寰宇一家聯盟指定塗裝 |
| B-KQL        | 波音777-300ER | 寰宇一家塗裝（第二代） | 寰宇一家聯盟指定塗裝 |
| B-KQM        | 波音777-300ER | 寰宇一家塗裝（第二代） | 寰宇一家聯盟指定塗裝 |
| B-KQN        | 波音777-300ER | 寰宇一家塗裝（第二代） | 寰宇一家聯盟指定塗裝 |

### 已退役機隊
| 機型             | 服役期    |
| ---------------- | --------- |
| 道格拉斯DC-3     | 1946-1962 |
| 道格拉斯DC-4B    | 1949-1962 |
| 道格拉斯DC-6B    | 1958-1962 |
| 康維爾880        | 1961-1975 |
| 洛歇L-188        | 1959-1966 |
| 洛歇L-1011       | 1975-1996 |
| 波音707          | 1971-1983 |
| 波音747-200      | 1979-1999 |
| 波音747-300      | 1985-1999 |
| 波音747-400      | 1989-2016 |
| 波音747-200F     | 1982-2009 |
| 波音777-200      | 1996-2019 |
| 空中巴士A340-600 | 2002-2009 |
| 空中巴士A340-300 | 1996-2017 |

## 航點、航班編號及代碼共享

國泰航空目的地示意圖：
中國內地
國際

### 客運航點
| 國家或地區   | 航點 |
| ------------ | --- |
| 中国大陆     | 北京-首都、上海-浦東、上海-虹橋、廈門、杭州、福州、廣州、武漢、青島、重慶、成都-天府、鄭州、南京、温州、西安、海口、烏魯木齊、寧波 |
| 臺灣         | 台北-桃園、高雄 |
| 日本         | 東京-成田、東京-羽田、大阪-關西、名古屋、札幌-新千歲、福岡                                                                         |
|              | 首爾-仁川 |
| 新加坡       | 新加坡 |
| 马来西亚     | 吉隆坡、檳城 |
| 泰國         | 曼谷-蘇凡納布、布吉 |
| 越南         | 胡志明市、河內 |
| 印度尼西亞   | 雅加達、登巴薩、泗水 |
| 菲律賓       | 馬尼拉、宿霧 |
| 柬埔寨       | 金邊 |
| 印度         | 德里、孟買、清奈、班加羅爾、海得拉巴                                                                                               |
|              | 達卡 |
| 尼泊尔       | 加德滿都 |
| 斯里蘭卡     | 科倫坡 |
| 阿联酋       | 杜拜 |
| 沙烏地阿拉伯 | 利雅德 |
| 以色列       | 特拉維夫（2025年10月26日復辦） |
|              | 悉尼、墨爾本、布里斯班、珀斯 季節性：凱恩斯、阿德萊德（2025年11月11日復辦）                                                        |
| 新西兰       | 奧克蘭 季節性：基督城 |
| 英国         | 倫敦-希斯路、曼徹斯特 |
| 法國         | 巴黎-戴高樂 |
| 德国         | 法蘭克福、慕尼黑 |
| 荷蘭         | 阿姆斯特丹 |
| 義大利       | 米蘭-馬爾彭薩 季節性：羅馬 |
| 瑞士         | 蘇黎世 |
| 西班牙       | 馬德里 季節性：巴塞羅那 |
| 比利时       | 布魯塞爾 |
| 南非         | 約翰尼斯堡 |
| 美国         | 紐約-甘迺迪、洛杉磯、三藩市、芝加哥-奧黑爾、波士頓、達拉斯                                                                         |
| 加拿大       | 溫哥華、多倫多 |

國泰航空將分別於2025年8月及11月復飛布魯塞爾及阿德萊德。

### 貨運航點
| 營運公司                | 目的地 |
| ----------------------- | --- |
| 國泰貨運 （子公司）     | 上海-浦東、廈門、成都-天府、重慶、鄭州、台北-桃園、東京-成田、大阪-關西、首爾-仁川、新加坡、檳城、胡志明市、河內、雅加達、金邊、科倫坡、德里、孟買、欽奈、海得拉巴、加爾各答、班加羅爾、達卡、杜拜-阿勒馬克圖姆、利雅得、悉尼、墨爾本、圖文巴、倫敦-希斯路、巴黎-戴高樂、法蘭克福、阿姆斯特丹、米蘭-馬爾彭薩、紐約-甘迺迪、洛杉磯、芝加哥-奧黑爾、安克雷奇、波特蘭、達拉斯、休斯敦、哥倫布、亞特蘭大、邁亞密、多倫多、墨西哥城、瓜達拉哈拉國際機場 |
| 香港華民航空 （子公司） | 北京-首都、上海-浦東、成都-雙流、台北-桃園、東京-成田、大阪-關西、名古屋、首爾-仁川、新加坡、檳城、曼谷-蘇凡納布、胡志明市、馬尼拉、宿霧 |

### 代碼共享
國泰航空與以下航空公司簽訂代碼共享協議，並與法國TGV火車合作，讓國泰的乘客能轉乘火車前往法國各地：
| 航空公司                | 所屬聯盟 |
| ----------------------- | -------- |
| 阿拉斯加航空            | 寰宇一家 |
| 美國航空                | 寰宇一家 |
| 英國航空                | 寰宇一家 |
| 康姆航空                | 寰宇一家 |
| 斐濟航空                | 寰宇一家 |
| 芬蘭航空                | 寰宇一家 |
| 西班牙國家航空          | 寰宇一家 |
| 日本航空                | 寰宇一家 |
| 馬來西亞航空            | 寰宇一家 |
| 卡塔爾航空              | 寰宇一家 |
| 澳洲航空                | 寰宇一家 |
| 斯里蘭卡航空            | 寰宇一家 |
| 智利南美航空            | 寰宇一家 |
| S7航空                  | 寰宇一家 |
| 巴西南美航空            | 寰宇一家 |
| 加拿大航空              | 星空聯盟 |
| 中國國際航空            | 星空聯盟 |
| 新西蘭航空              | 星空聯盟 |
| 奧地利航空              | 星空聯盟 |
| 布魯塞爾航空            | 星空聯盟 |
| 漢莎航空                | 星空聯盟 |
| 深圳航空                | 星空聯盟 |
| 瑞士國際航空            | 星空聯盟 |
| 越南航空                | 天合聯盟 |
| 香港快運航空 （子公司） | 其他     |
| 阿斯塔納航空            | 其他     |
| 新畿內亞航空            | 其他     |
| 曼谷航空                | 其他     |
| 蒙古民用航空            | 其他     |
| 菲律賓航空              | 其他     |
| 塞舌爾航空              | 其他     |
| 西捷航空                | 其他     |

### 航班編號
國泰所有航班的航班編號均按照目的地所在的地區和飛行方向分門別類，而所有定期客運航班編號都是以三位數制定。航班的尾綴編號以飛行方向決定的。
至於四位數的航班編號，節日性加班機以2字開頭的四位數的航班編號標示，而包機方面則以8字開頭的四位數的航班編號標示。所有不載客航班都是以3字開頭的四位數的航班編號標示，而除了以3字開頭的四位數的航班編號外，其他四位數的航班編號均編配至合作夥伴的代碼共享航班上使用，但本表可能不齊全。
詳細的航班編號分類如下：
| 航班編號      | 航班類型                                    | 單雙號      | 備註 |
| ------------- | ------------------------------------------- | ----------- | --- |
| CX000-CX099   | 貨運航班                                    | 雙→單       | |
| CX100-CX199   | 大洋洲航班                                  | 單→雙       | |
| CX200-CX299   | 歐洲航班                                    | 單→雙       | |
| CX300-CX399   | 中国内地航班 歐洲航班                       | 雙→單 單→雙 | |
| CX400-CX499   | 台灣、日本及韓國航班                        | 雙→單       | |
| CX500-CX599   | 台灣及日本航班                              | 雙→單       | |
| CX600-CX799   | 南亞、東南亞、中東及非洲航班                | 單→雙       | |
| CX800-CX899   | 北美洲航班                                  | 雙→單       | |
| CX900-CX999   | 菲律賓航班 中国内地航班                     | 單→雙 雙→單 | 曾由國泰港龍航空提供的大部分中國内地航班 |
| CX1200-CX1299 | 英國航空代碼共享航班                        | 無資料      | 由英國航空提供來往倫敦與柏林、哥本哈根、杜塞爾多夫、漢堡、里斯本、里昂、曼徹斯特、慕尼黑、紐卡素、尼斯、布拉格、斯德哥爾摩、斯圖加特及蘇黎世的航班服務 |
| CX1400-CX1499 | 芬蘭航空代碼共享航班                        | 無資料      | 由芬蘭航空提供來往赫爾辛基與阿姆斯特丹、法蘭克福、倫敦、米蘭、巴黎、羅馬、曼徹斯特、蘇黎世及布魯塞爾的航班。 |
| CX1500-CX1699 | 加拿大航空代碼共享航班                      | 無資料      | 由加拿大航空提供來往溫哥華與卡爾加里、埃德蒙頓、基洛納、蒙特利爾、多倫多、渥太華、維多利亞及溫尼伯的航班，以及來往多倫多與哈利法克斯、蒙特利爾、渥太華、魁北克、里賈納、薩斯卡通、聖約翰斯、溫哥華及溫尼伯的航班。 |
| CX1700-CX1749 | 馬來西亞航空代碼共享航班                    | 無資料      | 由馬來西亞航空提供來往香港與吉隆坡的航班。 |
| CX1750-CX1799 | 越南航空代碼共享航班                        | 無資料      | 由越南航空提供來往香港與河内及胡志明市的航班。 |
| CX1800-CX1819 | 巴西LATAM航空代碼共享航班                   | 無資料      | 由巴西LATAM航空提供來往聖地牙哥與奧克蘭、墨爾本、洛杉磯、紐約及悉尼的航班、聖保羅與倫敦、紐約及巴黎的航班，以及來往利馬與洛杉磯及三藩市的航班。 |
| CX1820-CX1899 | 西班牙國家航空代碼共享航班                  | 無資料      | 由西班牙國家航空提供來往馬德里與阿利坎特、巴塞羅那(巴塞隆納)、畢爾包、里斯本、帕爾馬、華倫西亞、拉斯帕爾馬斯、瑞伊納索菲亞、北特內里費、拉科魯尼亞、蘭薩羅特島及波多的航班。 |
| CX2000-CX2099 | 貨運航班                                    | 雙→單       | |
| CX2100-CX2999 | 加班機                                      | 無資料      | |
| CX3000-CX3799 | 貨運航班                                    | 雙→單       | |
| CX3800-CX3999 | 不載客航班                                  | 雙→單       | |
| CX4000-CX4999 |                                             | 無資料      | |
| CX5000-CX5999 | 香港快運航空代碼共享航班（如UO130為CX5130） | 雙→單       | 曾由國泰港龍航空提供的所有航班，現為香港快運航空代碼共享航班。 |
| CX6100-CX6199 | 中國國際航空代碼共享航班                    | 無資料      | 由中國國際航空提供來往北京、佳木斯和齊齊哈爾的航班。 |
| CX6200-CX6219 | 蒙古航空代碼共享航班                        | 無資料      | 由蒙古航空提供來往香港與烏蘭巴托的航班。 |
| CX6220-CX6239 | 阿斯塔納航空代碼共享航班                    | 無資料      | 由阿斯塔納航空提供來往阿拉木圖與香港、阿斯塔納、首爾及曼谷的航班。 |
| CX6240-CX6259 | 深圳航空代碼共享航班                        | 無資料      | 由深圳航空提供來往香港與晉江及無錫的航班。 |
| CX6300-CX6499 | 日本航空代碼共享航班                        | 無資料      | 由日本航空航空提供來往東京羽田機場與青森、旭川、函館、廣島、檀香山、釧路、女滿別、帶廣、及札幌的指定國內航班、東京成田機場與檀香山及札幌的航班、大阪與檀香山及札幌的航班、名古屋與檀香山及札幌的航班，以及來往香港與東京成田及羽田機場的國際航班。 |
| CX6500-CX6549 | 曼谷航空代碼共享航班                        | 無資料      | 由曼谷航空提供來往曼谷與清邁、喀比、琅勃拉邦、布吉(普吉島)、蘇梅及萬象的航班，以及來往香港與蘇梅的航班。 |
| CX6550-CX6599 | 布魯塞爾航空代碼共享航班                    | 無資料      | 由布魯塞爾航空提供來往布魯塞爾與柏林、漢堡、里昂、馬賽、土魯斯、奧斯陸及布拉格的航班。 |
| CX6600-CX6649 | 瑞士國際航空代碼共享航班                    | 無資料      | 由瑞士國際航空提供來往蘇黎世與柏林、布魯塞爾、漢堡、斯圖加特、威尼斯、佛羅倫斯及日內瓦的航班。 |
| CX6650-CX6699 | 奧地利航空代碼共享航班                      | 無資料      | 由奧地利航空提供來往維也納與法蘭克福及蘇黎世的航班。 |
| CX6700-CX6799 | 漢莎航空代碼共享航班                        | 無資料      | 由漢莎航空提供來往法蘭克福與柏林、布魯塞爾、布達佩斯、德累斯頓、漢諾威、漢堡、慕尼黑、紐倫堡、奧斯陸及斯圖加特的航班。 |
| CX6900-CX6949 | 斐濟航空代碼共享航班                        | 無資料      | 由斐濟航空提供來往香港與納迪的航班。 |
| CX6950-CX6999 | S7航空代碼共享航班                          | 無資料      | 由S7航空提供來往香港與海参崴及伊爾庫茨克的航班。 |
| CX7000-CX7099 | 西捷航空代碼共享航班                        | 無資料      | 由西捷航空提供來往溫哥華與卡爾加里、埃德蒙頓、基洛納、蒙特利爾、多倫多及溫尼伯的航班，以及來往多倫多與哈利法克斯、蒙特利爾及渥太華的航班。 |
| CX7100-CX7399 | 康姆航空代碼共享航班                        | 無資料      | 由康姆航空提供來往約翰內斯堡(約翰尼斯堡)與開普敦、德班與伊麗莎白港的航班。 |
| CX7400-CX7499 | 紐西蘭航空代碼共享航班                      | 無資料      | 由紐西蘭航空提供來往香港與奧克蘭的航班。 |
| CX7500-CX7799 | 美國航空代碼共享航班                        | 無資料      | 由美國航空提供來往波士頓、達拉斯、丹佛、休士頓 (喬治布殊及哈比)、拉斯維加斯、邁阿密、新奧爾良、奧蘭多、 費城，羅列特勒姆，聖迭戈（聖地牙哥），聖路易斯，華盛頓特區 / 巴爾的摩（杜勒斯、朗奴列根華盛頓國際機場及巴爾的摩華盛頓國際機場）、亞特蘭大、夏洛特、克利夫蘭、哥倫布丹佛、底特律、堪薩斯城、明尼阿波利斯-聖保羅、匹茲堡，鳳凰城及鹽湖城的航班、來往紐約至聖保羅、里約熱內盧、來往香港與達拉斯及洛杉磯的航班、以及來往洛杉磯及墨西哥的航班。 |
| CX7800-CX7899 | 智利LATAM航空代碼共享航班                   | 無資料      | 由智利LATAM航空提供來往聖地牙哥與奧克蘭、墨爾本、洛杉磯、紐約及悉尼的航班、來往聖保羅與倫敦、紐約及巴黎的航班、以及來往利馬與洛杉磯及三藩市的航班。 |
| CX7900-CX7999 | 阿拉斯加航空代碼共享航班                    | 無資料      | 由阿拉斯加航空提供來往波特蘭／西雅圖出發，來往洛杉磯、三藩市及溫哥華的航班、洛杉磯與瓜達拉哈拉的航班，以及來往三藩市與新奧爾良、聖迭戈（聖地牙哥）、鹽湖城、拉斯維加斯、華盛頓特區及羅列特勒姆的航班。 |
| CX8000-CX8999 | 包機                                        | 無資料      | |
| CX9000-CX9099 | 澳洲航空代碼共享航班                        | 無資料      | 由澳洲航空提供來往墨爾本與阿德萊德、墨爾本、堪培拉、凱恩斯及霍巴特的航班、來往悉尼與阿德萊德、愛麗斯泉、布里斯班、凱恩斯及墨爾本的航班、來往布里斯班與凱恩斯及湯斯維爾的航班，以及來往珀斯與達爾文的航班。 |
| CX9200-CX9299 | 卡塔爾航空代碼共享航班                      | 無資料      | 由卡塔爾航空提供來往多哈與香港的航班。 |
| CX9300-CX9399 | 弗萊比航空代碼共享航班                      | 無資料      | 由弗萊比航空提供來往曼徹斯特與阿巴甸、貝爾法斯特、愛丁堡、艾克斯特及修咸頓的航班、來往阿姆斯特丹與伯明罕及修咸頓的航班、來往巴黎與伯明罕、曼徹斯特及艾克斯特，以及來往倫敦與愛丁堡及阿巴甸的指定航班。 |

### 航點歷史
2006年
- 2006年1月27日起，首爾的航班增加至每日5班，新航班於每日凌晨由香港起飛。另外，原本計劃在2006年起重辦香港至英國曼徹斯特的航班，中途會停靠俄羅斯莫斯科，但相關航線最終押後至2014年12月8日才正式重開，改以直航航班運作，及使用三艙等的波音777-300ER客機飛行。

2007年
- 波音777-300ER投入服務後，國泰於2007年10月起，加強往來溫哥華、阿德萊德、墨爾本、珀斯、三藩市、東京（部分班次中停台北）、紐約、奧克蘭的航線服務。

2008年
- 1月1日，多倫多航線以空中巴士A340-600營運直航服務（不停安克雷奇），航班編號更改為CX826/827，每日1班。1月3日增至每周10班，新增航班編號為CX828/829，逢周一、四、六起飛，以空中巴士A340-600作中途停站式營運。
- 2月1日，悉尼航線每週加開4班，令每周前往悉尼的航班數目增至25班，往來香港及澳洲的航班數目會增至為每周58班。
- 2月29日起每週分別加開三班來往孟買及德里航班，並增設新航點欽奈，加強印度航線的服務。
- 3月29日，多倫多航線CX826/827航班改用波音777-300ER飛行。
- 3月30日，恢復前往科倫坡的客運航班，每日1班，以波音777-300客機運作，途經曼谷或新加坡。
- 9月16日，基於燃油價格上昇和公司盈利警告，北美航班調整，來往溫哥華的客運班次由每日3班回復至冬季航班表的2班。而多倫多的客運班次則回復至每日直航服務，而CX828/829會中止，亦代表客運航線不再停留安克雷奇。
- 10月2日，加開每週4班香港-杜拜-巴林的航次，使往來杜拜航次增至每週18班，其中4班續程曼谷。此外會增強前往利雅得的服務，每週4班由巴林往利雅得的航機改為由香港直飛利雅得。同時CX888香港經溫哥華飛紐約改為凌晨起飛，使用波音777-300ER。

2009年
- 3月28日起，「香港—曼谷—孟買—杜拜」每週4班航線停飛。新增「香港—曼谷—孟買」航線每週3班和「香港—孟買—杜拜」由每周3班增至每日1班。
- 3月28日起，新德里航線的每日2班直飛改為其中1班經曼谷。
- 3月28日起，受夏季時間表影響，奧克蘭航線由每日2班減至每周10班。
- 3月30日起，多倫多航線CX826/827改為香港於0230起飛和多倫多於0935起飛。
- 3月31日起，巴黎戴高樂機場航線由每周10班增至每日2班。
- 3月31日起，雅加達航線由每日2班增至每周17班。
- 3月31日起，新增2條上海浦東航線，編號為CX360/369和CX364/365，以代替原港龍航線KA800/801和KA830/895。
- 4月15日，日本放寬航線限制，容許每日2班香港來往羽田機場航班。
- 4月17日宣布於5月與港龍航空同時重新調整運力，3月才增加至每天2班來回巴黎戴高樂機場，9月起減至每天1班，視乎需求而定。
- 10月26日起，新增往返香港及吉達航線，每週4班經杜拜。

2010年
- 3月28日，開辦米蘭航線，是為國泰第二處意大利航點。
- 3月28日，多倫多航線增至每週10班，編號為CX820/829。
- 7月13日，開辦莫斯科多莫杰多沃国际机场航線，每周3班，編號CX207/204。
- 9月30日，巴黎航線為每周10班，其後恢復至每日1班；由11月27日至12月10日每周9班，12月11日起每周11班編號為CX279/278。
- 10月31日，重新開辦東京羽田機場航線，每日2班，編號CX548/549、CX542/543。
- 10月31日，大阪航線加開至每日4班。

2011年
- 6月2日起，重辦阿布扎比航線，是為國泰第2處阿拉伯聯合酋長國航點，每周4班，編號CX683/682。
- 9月1日起，開辦芝加哥-奧黑爾航線，是為國泰第6處北美洲航點，每日1班，編號CX806/807。
- 3月27日起，紐約航線加開每周3班，5月2日起每日4班。
- 5月1日起，多倫多航線加開至每日2班。

2012年
- 3月25日起，北京航線增至每日2班（CX390/391），取代港龍航班KA990/991。
- 3月25日起，溫哥華至香港CX839航班編號更改為CX837。
- 5月1日起，新加坡的午夜航班（CX659/650）提升至每日服務。
- 9月2日起，巴黎CX261/260航班以配備新商務艙（最近獲Skytrax頒發「全球最佳商務艙」殊榮）、「特選經濟艙」及長途經濟座椅的波音777-300ER客機運作。新推出的航班CX279/CX278則會以空中巴士A340-300運作。CX279於凌晨0時45分由香港開出，而CX278於晚上9時15分由巴黎出發。原本中途停阿姆斯特丹的CX271/270航班改以阿姆斯特丹為終點站。
- 10月28日起，胡志明市航線每周加開2班至每星期16班，編號為CX721/772。
- 12月1日起，開辦海得拉巴航線，是國泰第4處印度航點，每週4班，編號CX649/646。

2013年
- 6月27日起，倫敦航線增至每日5班（CX239/238），以取代紐西蘭航空於同年3月4日起停辦往來香港至倫敦之NZ039/038航班。
- 10月19日起開辦墨西哥瓜達拉哈拉貨運航班服務。該城市為國泰在拉丁美洲的首處航點，國泰採用其最新及載貨量最大的波音747-8F貨機營運此航線，每星期運作兩班，中途停安克雷奇及洛杉磯（由瓜達拉哈拉出發之回程航班中途只停安克雷奇）。
- 10月27日起，開辦蜜月勝地馬爾代夫首都馬累的直航航班，每週4班，編號CX601/602。

2014年
- 2月1日起，所有以杜拜為目的地或中途站的貨運航班改停阿勒馬克圖姆國際機場，而客運航班繼續使用杜拜國際機場。
- 3月1日起，開辦紐約紐瓦克自由國際機場的直航航班，每天提供服務，編號CX890/899。
- 3月1日起，開辦墨西哥城貨運航班服務，為先前開辦之瓜達拉哈拉貨運班機後第二處拉丁美洲航點，每星期3班；與此同時，瓜達拉哈拉貨運航班增至每周3班，於抵達前加停墨西哥城。
- 3月21日起，開辦哥倫布貨運航班服務，每星期2班。
- 3月30日起，來往檳城之航班由附屬公司港龍航空全面取代。
- 3月30日起，停辦吉達及阿布扎比航線；同時巴林航線增至每日1班，編號CX745/746，中途停杜拜；而利雅得航線改以直航形式運作，每星期提供5班，編號CX647/648。於同日起，國泰航空和卡塔尔航空實施聯號經營，其中一班原由卡塔爾航空經營的多哈至香港航班改由國泰接辦（卡塔爾航空營運之班次由每日兩班改為一班），編號為CX645/640（同年5月27日起改停哈馬德國際機場）。
- 3月30日起，阿德萊德航線改為直航形式運作，每星期提供4班，編號CX173/174；原本中途停阿德萊德再前往墨爾本之CX105/104航班改為只停墨爾本。此外，布里斯班之直航班次CX157/156提升至每日1班，而中途停布里斯班再前往開恩茲之CX147/146航班改為每周4班。
- 6月1日起，洛杉磯直航服務增至每日4班，編號為CX898/897。[89]
- 7月1日起，基於巴基斯坦局勢動盪，停辦每周4班卡拉奇（經曼谷）之航班。
- 8月2日起，芝加哥直航服務增加三班至每周10班，編號為CX808/805。[89]
- 10月17日起，開辦卡加利貨運航班服務，每星期2班。[90]
- 10月27日起，每週四班經新加坡往來科倫坡之航班CX711/710取消；原有時段之班次改為全直航形式往來科倫坡，新航班編號為CX611/610。
- 11月23日起，開辦金邊貨運航班服務，每星期2班。
- 12月8日起，以全直航形式復辦曼徹斯特客運航班，每星期4班，編號為CX357/358。[91]

2015年
- 3月11日起，開辦加爾各答貨運航班服務，每星期2班。
- 3月29日起，重辦蘇黎世客運航班，每天一班，編號為CX383/382。[92]
- 5月2日起，開辦波士頓客運航班，每星期4班，編號為CX812/811。[93]
- 6月1日起，停辦莫斯科航線。[94]
- 9月1日起，開辦杜塞爾多夫客運航班，每星期4班，編號為CX375/376。
- 10月25日起，科倫坡直航班次CX611/610延伸至每日一班，原有CX703/700航班之曼谷至科倫坡航段於同日起取消。

2016年
- 2月15日起，停辦多哈航線，改為與卡塔爾航空實施代碼共享(由卡塔爾航空執飛)。
- 6月2日起，開辦馬德里客運航班，每星期4班，編號為CX315/320。
- 9月2日起，以全直航形式復辦格域客運航班，每星期4班，編號為CX343/354。

2017年
- 3月6日起，停辦利雅得航線。
- 3月26日起，開辦特拉維夫客運航班，每星期4班，編號為CX675/676。往來波士頓的直航航班每周增加3班，至每日1班。[95]
- 3月28日起，每周增加3班往來溫哥華的航班，至每週17班，編號為CX856/855，以空中巴士A350-900營運。[96]
- 6月1日起，格域客運航班增至每日1班，編號為CX343/344。[97]
- 6月2日起，曼徹斯特客運航班增至每周5班且以空中巴士A350-900客機營運。[97]
- 6月24日起，夏季航班時間表6月24日至9月4日，每周增加4班前往多倫多的航班服務，至每日2班。[98]
- 7月2日起，開辦巴塞羅那季節性客運航班，每星期4班，編號為CX321/318。[99]
- 7月5日起，阿德萊德客運航班增至每週5班。
- 10月29日起，提升悉尼客運航班波音777服務，當中CX161/CX162改以波音777-300ER客機營運，取代空中巴士A330客機。
- 10月29日起的南半球夏季班表，取消每週4班開恩茲-布里斯班航段，改為直航前往布里斯班，布里斯班直航服務增至每週11班。同日起，開恩茲客運航班減至每週3班。
- 10月29日起，紐約 紐瓦克客運航班改以空中巴士A350-900營運，取代波音777-300ER。[100]
- 10月31日起，三藩市客運航班增至每日3班，當中CX892/893以空中巴士A350-900客機營運。[101]
- 11月3日起，馬德里客運航班增至每周5班。[101]
- 12月1日起，開辦基督城季節性客運航班，每星期3班，編號為CX123/126。[102]
- 12月1日起，曼徹斯特客運航班增至每日1班，編號改為CX219/216，巴黎客運航班增至每周11班。[101][103]

2018年
- 3月25日起，停辦杜塞爾多夫航線。

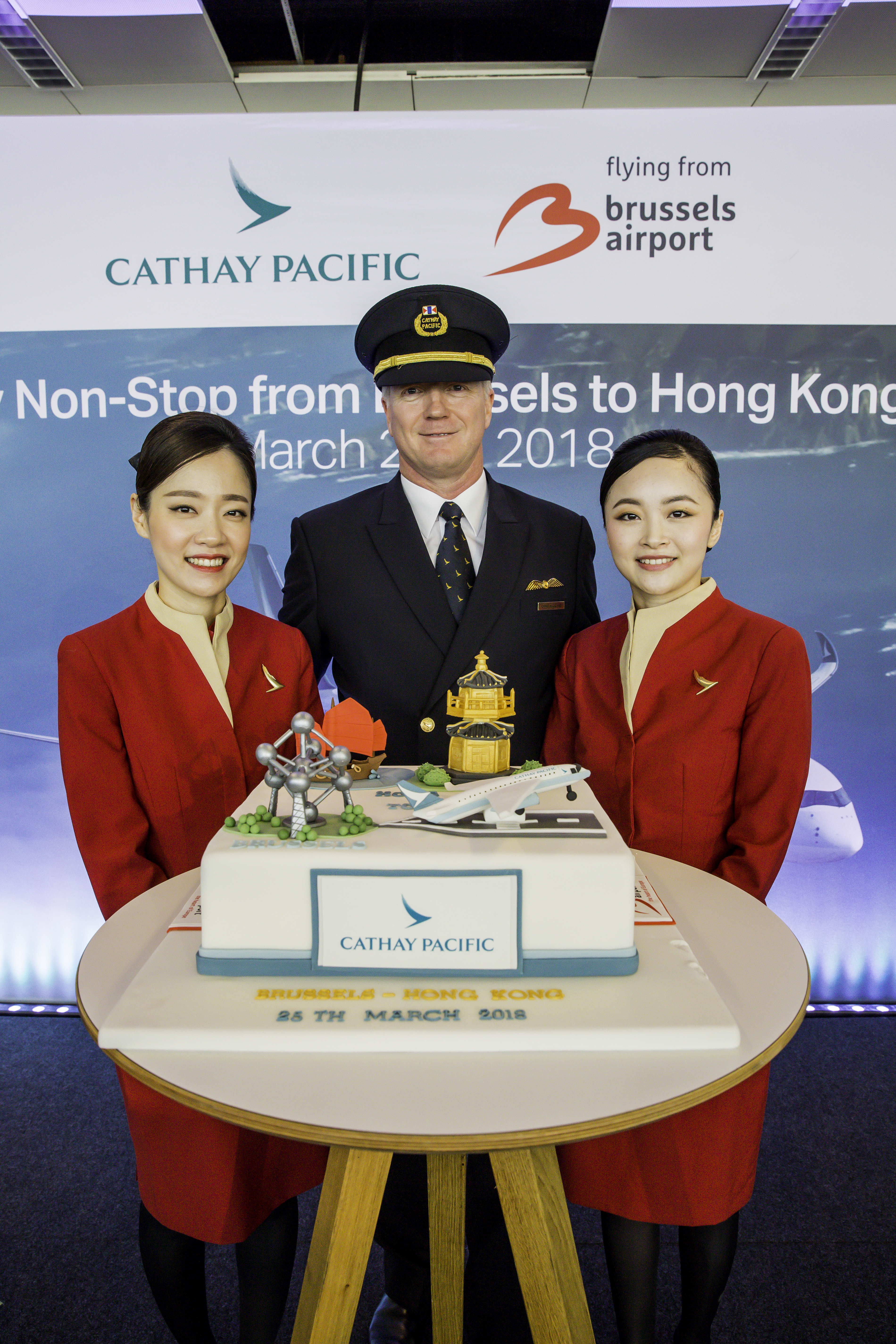
2018年布鲁塞尔航线启航仪式

- 3月25日起，開辦布魯塞爾客運航班，每星期4班，編號為CX339/338。[104]
- 3月25日起，特拉維夫客運航班增至每周6班。[105]
- 4月15日起，巴塞羅那季節性客運航班擴展為全年定期航班服務。該服務亦於2018年7月1日起，由每周3班增至每周4班，以空中巴士A350-900營運。[105]
- 5月2日起，開辦哥本哈根季節性客運航班，每星期3班，編號為CX227/226。[104]
- 6月2日起，開辦都柏林客運航班，每星期4班，編號為CX301/306。[104]
- 9月15日起，開辦華盛頓杜勒斯機場客運航班，每星期4班，並以最新的空中巴士A350-1000營運。該航班航程長達7085海里(約1.31萬公里)，為國泰最長的直航客運航班，編號為CX860/869。[106]
- 10月3日起至11月30日期间，特拉維夫客運航班增至每日1班，以空中巴士A350-1000及空中巴士A350-900交替營運。[107]
- 10月28日起，阿德萊德客運航班增至每週6班。[108]
- 10月28日起，孟买客運航班全面改以三舱等波音777-300ER營運，每周10班，取代空中巴士A330-300。
- 10月28日起，德里客運每日2班的其中1班CX695/698改以三舱等波音777-300ER營運，取代空中巴士A330-300。[109]
- 10月28日起，马德里客運航班改以空中巴士A350-1000營運，每周4班，取代三舱等波音777-300ER，更从次年4月1日起恢复每周5班。
- 10月28日至次年6月11日，三藩市客運航班的CX892/893以空中巴士A350-1000客機營運每周4班，同时華盛頓客運航班改以空中巴士A350-900營運。
- 11月13日起，開辦開普敦的南半球夏季季節性客運航班，每星期3班，編號為CX795/794，一直持續到2019年2月18日。[110]
- 12月1日起，金奈客運航班改以三舱等波音777-300ER營運，取代空中巴士A330-300。
- 12月1日起，阿姆斯特丹客運航班改以空中巴士A350-1000（每周5班）及空中巴士A350-900（每周2班）交替營運，取代三舱等波音777-300ER。
- 12月1日至次年2月28日，曼彻斯特客運航班改以空中巴士A350-1000營運，取代空中巴士A350-900。

2019年
- 停辦哥本哈根季節性客運航線。
- 1月1日起，阿姆斯特丹客運航班全面改以空中巴士A350-1000營運。
- 3月1日起，特拉維夫客運航班繼續維持每日1班，並改以空中巴士A350-1000營運，取代每周6班空中巴士A350-900。
- 3月31日起，开办西雅图客运航班，每星期4班，编号为CX858/857。[111]
- 3月31日起，每周增加3班往来法兰克福的航班，至每周10班，编号为CX283/282，以空中巴士A350-900營運。[108]
- 3月31日起，苏黎世客运航班改以空中巴士A350-1000营运，取代四舱等波音777-300ER。
- 4月3日起，開辦往来小松的北半球夏季季節性客運航班，每星期2班，以空中巴士A330-300營運，編號為CX574/575，一直持續到10月26日。[112]
- 4月7日起，巴塞羅那客运航班中的每周的其中1班开始由空中巴士A350-1000营运。更在6月2日至10月26日期间全面改以空中巴士A350-1000营运，取代空中巴士A350-900。
- 6月1日至8月31日，曼彻斯特客運航班再度改以空中巴士A350-1000營運。
- 6月1日至10月26日，罗马客运航班增至每周7班，并以空中巴士A350-1000营运，取代空中巴士A350-900。
- 6月2日至10月26日，馬德里客運航班增至每周7班，其中5班由空中巴士A350-1000營運，2班由空中巴士A350-900營運。[108]
- 6月13日至10月26日，华盛顿客運航班再度改以空中巴士A350-1000營運每周4班。
- 6月30日至10月26日，巴黎客运航班增至每周14班。
- 6月30日至10月26日，西雅图客运航班增至每周7班[113]，随后于冬季班表回复至每周5班。
- 10月27日起，停办開恩茲航线。
- 10月27日起，阿德萊德客运航班维持每周4班；而悉尼客运航班中的CX111/110改以空中巴士A350-900營運，取代空中巴士A330-300。[114]
- 10月27日起，多倫多客运航班中的CX828/825改以空中巴士A350-1000营运，取代三舱等波音777-300ER。[115]
- 10月27日至11月30日，奧克蘭客運航班每周7班中的其中3班由空中巴士A350-1000營運。
- 10月27日至次年3月29日，墨爾本客运航班中的CX105/104及珀斯客运航班中的CX171/170改以空中巴士A350-1000营运，取代空中巴士A350-900。[115]
- 10月27日起，基于区域事件对航空收益之负面影响，于2019年度北半球冬季班表调整诸条国际及地区航线之运力：紐約-甘迺迪客运航班由每周28班回复至每周25班；溫哥華客運航班由每周17班回復至每周14班；华盛顿客運航班保持每周4班，由空中巴士A350-900营运；都柏林客運航班改为夏季季节性客运航班；巴黎及法兰克福均取消季节性加班机，回复至每周7班。此外，国泰集团包括上海-浦東、北京-首都、台北-桃園、東京-羽田、大阪-關西、首爾-仁川、曼谷-蘇凡納布在内的区域短途航线均有所调整。
- 12月1日至次年2月29日，奥克兰客运于南半球夏季班表提升至每日2班，并全面以空中巴士A350-1000营运。[115]

2020年
- 3月29日起，北美航班调整。一、停辦往来溫哥華至紐約-甘迺迪的北美洲第五航权直航航班，CX888/CX865（原CX889）改以温哥华为终点，终结自1996年起开办的香港經停溫哥華飛紐約之客运服务；二、紐約-甘迺迪客运新增直航航班CX842/843每日1班，以取代CX888/CX865，且现有CX846/845改由空中客车A350-900XWB营运每周4班，取代四舱等波音777-300ER。该航点保持每周25班；三、溫哥華客运航班均由高密度三舱等波音777-300ER营运每日2班，不再设头等服务。
- 3月29日起，布里斯班客运航班由每周11班回復至每日1班。
- 4月及5月，削減國泰及港龍96%客運網絡運力，縮減至僅12處航點，每航點營運極少數的每週三班航班，包括：倫敦（希思路）、洛杉磯、溫哥華、東京（成田）、台北、新德里、曼谷、雅加達、馬尼拉、胡志明市、新加坡及悉尼[116]。
- 11月起，國泰航空陸續接辦國泰港龍航空原有航點，包括高雄、吉隆坡、河內及福岡。
- 11月19日起，國泰宣佈已於2月起暫停的馬累、巴林、倫敦-格域、都柏林、布魯塞爾、紐約-紐瓦克、西雅圖及華盛頓航線將正式停辦。

2023年
- 8月1日起，復辦約翰尼斯堡航線，每週3班。
- 10月3日起，復辦芝加哥-奧黑爾航線，每週3班。

2024年
- 2月1日起，復辦金奈航線，每週3班。
- 2月1日起，復辦科倫坡航線，每週3班。
- 6月17日起，復辦巴塞羅那季節性航線，每週3班，一直持續到10月26日。
- 10月27日起，金邊客運航班增至每日1班。
- 10月30日起，復辦利雅得航線，每週3班。
- 12月13日起，復辦基督城季節性航線，每週3班，一直持續到2025年3月26日。
- 12月17日起，復辦凱恩斯季節性航線，每週3班。

2025年
- 1月4日起，約翰尼斯堡客運航班增至每週4班。
- 3月30日起，復辦海得拉巴航線，每週3班。
- 3月30日起，珀斯客運航班增至每週11班。
- 3月30日起，停辦往來曼谷至新加坡的第五航權直航航班。
- 4月5日起，利雅得客運航班增至每週4班。
- 4月24日起，開辦達拉斯客運航線，每週4班，編號CX876/875。
- 4月28日起，開辦烏魯木齊航線，每週4班，編號CX998/997。
- 6月5日起，復辦羅馬季節性航線，每週3班，一直持續到2025年10月25日。
- 6月16日起，開辦慕尼黑航線，每週4班，編號CX301/300。
- 8月3日起，復辦布魯塞爾航線，每週4班。
- 9月1日起，海得拉巴客運航班增至每週5班，金奈客運航班增至每日1班。
- 11月11日起，復辦阿德萊德季節性航線，每週3班，一直持續到2026年3月27日。

## 服務

### 客艙
國泰航空設有頭等、商務、特選經濟及經濟，共四等級客艙。大部分長途客機型號（35G、35J、35K、77K）為三艙配置（商務、特選經濟與經濟）；只有77A型長途客機為四艙配置（頭等、商務、特選經濟與經濟）；而所有短途客機（所有A321neo、A330-300及777-300）上為兩艙配置（商務與經濟）。一般而言，短途客機只會執飛短途航班，惟有部分短途航班因乘客需求甚高而固定由長途客機執飛；以下是自1994年以來，國泰航空所推出之客艙設計版本的簡介：

#### 1994年版本

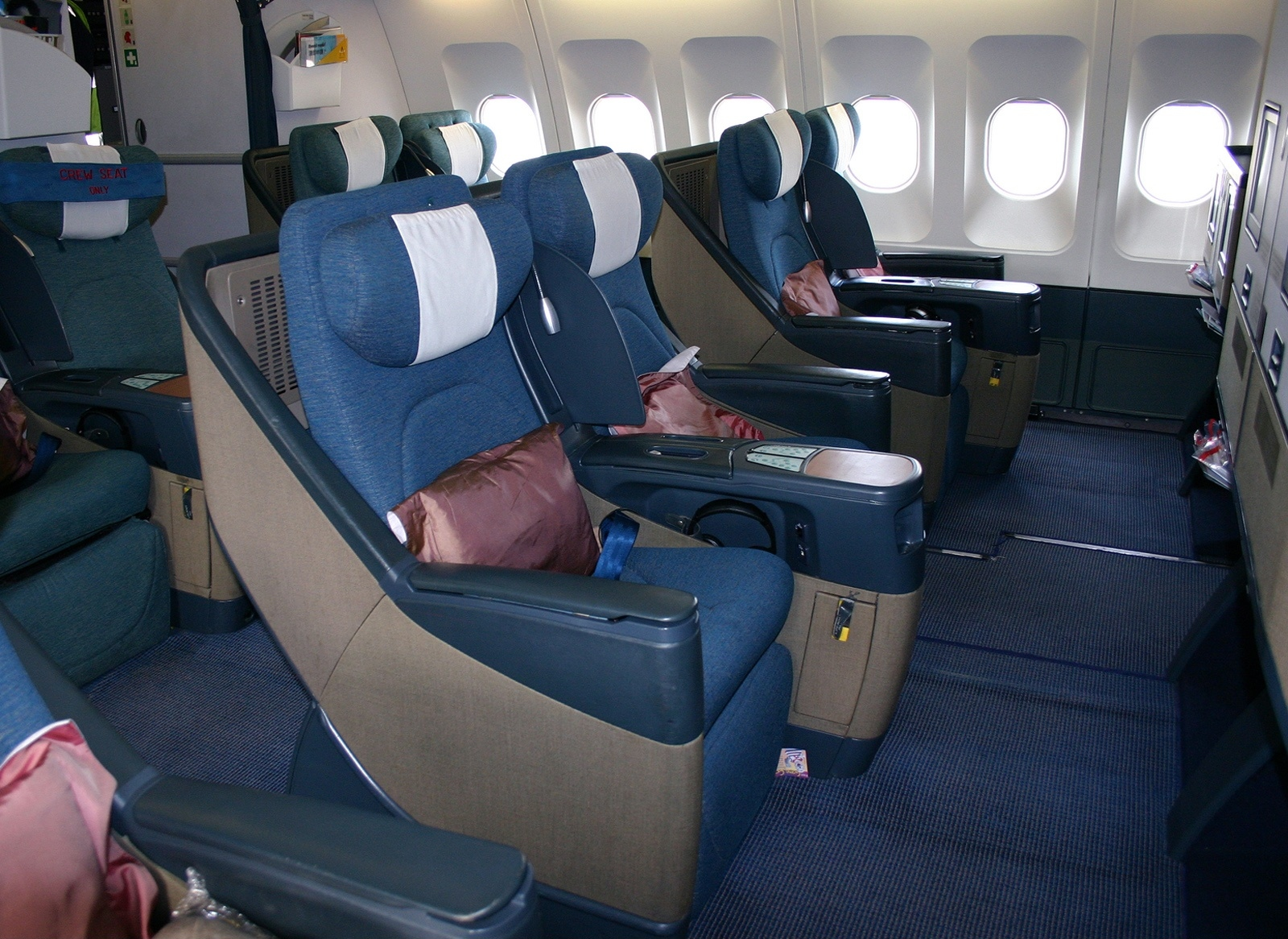
商務客艙座椅

因應更換公司形象圖標，國泰航空於1994年起正式推出新的頭等、商務及經濟客艙座椅。其中頭等及商務客艙為乘客提供大角度躺椅，並設有附帶數碼自選娛樂系統的椅背電視，而經濟客艙的坐椅就轉用較簿的設計，以增加坐椅間距。與前兩款客艙不同的是，此客艙的椅背電視於1996年才開始提供。由同年年起，所有新加入機隊的長途客機皆轉用上述設計；同時，除了洛歇L-1011客機因臨近全面退役而沒有更換外，於1994年前投入服務的長途及短途客機機隊，陸續於更換飛機塗裝時同時更換。後來因應乘客意見，於是在1998至1999年間推出改良版，並套用於1999年至2002年間投入機隊運作的客機，主要涉及空中巴士A330、A340-300/600及波音777-300，並使用至機種退役或達到大修的時數上限為止。

#### 2007年版本

長途頭等客艙座椅

國泰航空於2007年1月起正式推出全新版本的長途頭等、魚骨式商務及經濟客艙座椅。其中頭等客艙為乘客提供躺椅或特長的寬敞睡床，並設有17寸私人電視，而商務客艙的座椅更可完全平放。經濟客艙的座椅則採用了「獨立式靠背」設計，即使乘客調低座椅角度，椅背仍保持原來的直立位置。由2007年起，所有新加入機隊的長途客機皆安裝此產品，而已經投入服務的長途客機則於2007年至2009年間陸續改裝。後來因其設計缺陷，這時期推出的長途經濟客艙座椅已經於2011年起悉數轉移至地區性客機上並且換上另一款經濟客艙座椅，而長途商務客艙座椅也於2011年起陸續更換為另一款商務客艙座椅。唯在空中巴士A340及波音747的同類座椅則沒有更換，並繼續使用直到此兩類機種退役為止。

#### 2012年版本

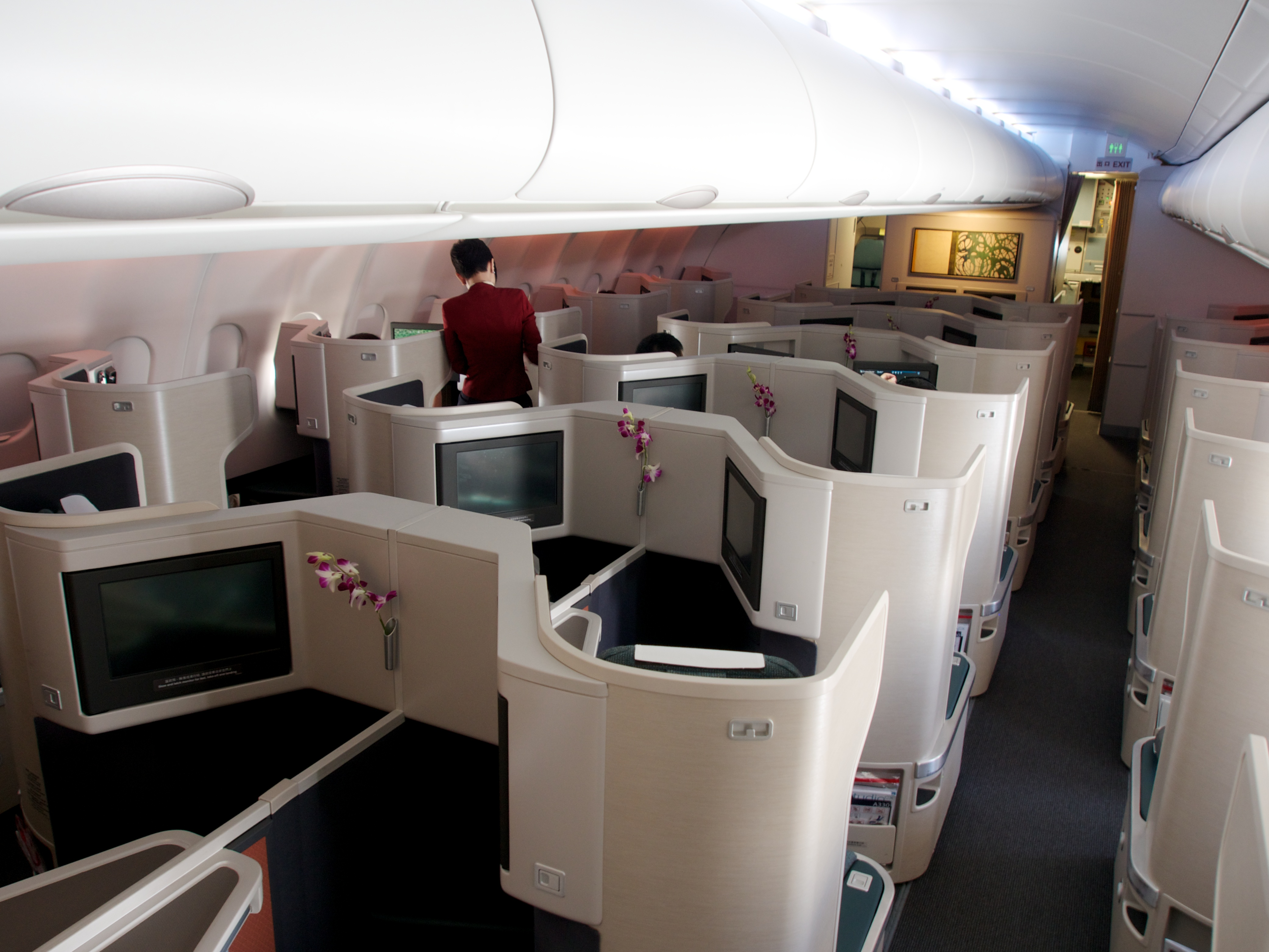
國泰航空於2012年推出的長途商務客艙，座椅呈反魚骨布置

2010年12月7日，國泰於大型晚會「創意閃亮之夜」隆重展示機艙全新產品及服務。其中國泰於2007年版本長途商務艙座椅推出三年後正式放棄原有產品，並介紹全新2012年版本反魚骨式商務客艙座椅，座椅能伸展為平臥睡床。
2011年12月12日，國泰正式公佈將增設「特選經濟客艙」，提供較經濟艙優越的服務，並會於（33K、77H、77G）提供，國泰亦同時宣佈將同步更新經濟艙的座椅設計。全新2012年版本的經濟艙座椅在當時所有中／長途客機（33E、77H、77G）及需要新購經濟艙座椅的地區性客機（72Z）上裝設，並將2007年版本的經濟艙座椅全數轉移至地區性客機（33P、73Z）作地區性經濟艙使用。
2012年9月24日，國泰宣佈推出全新地區性商務客艙產品，所有地區性客機（33P、72Z、73Z）將會配備全新地區性商務客艙座椅。首架上述型號的波音飛機將於2013年1月投入服務，而首架上述型號的空中巴士則於2013年第四季加入服務行列。到2014年第四季，國泰機隊內所有地區性客機預計會完成裝設程序。唯此座椅的規格比長途客機上的特選經濟客艙座椅僅多寬一至兩吋，因此亦有人稱之為「假J」(假商務艙）。

#### 2016年版本

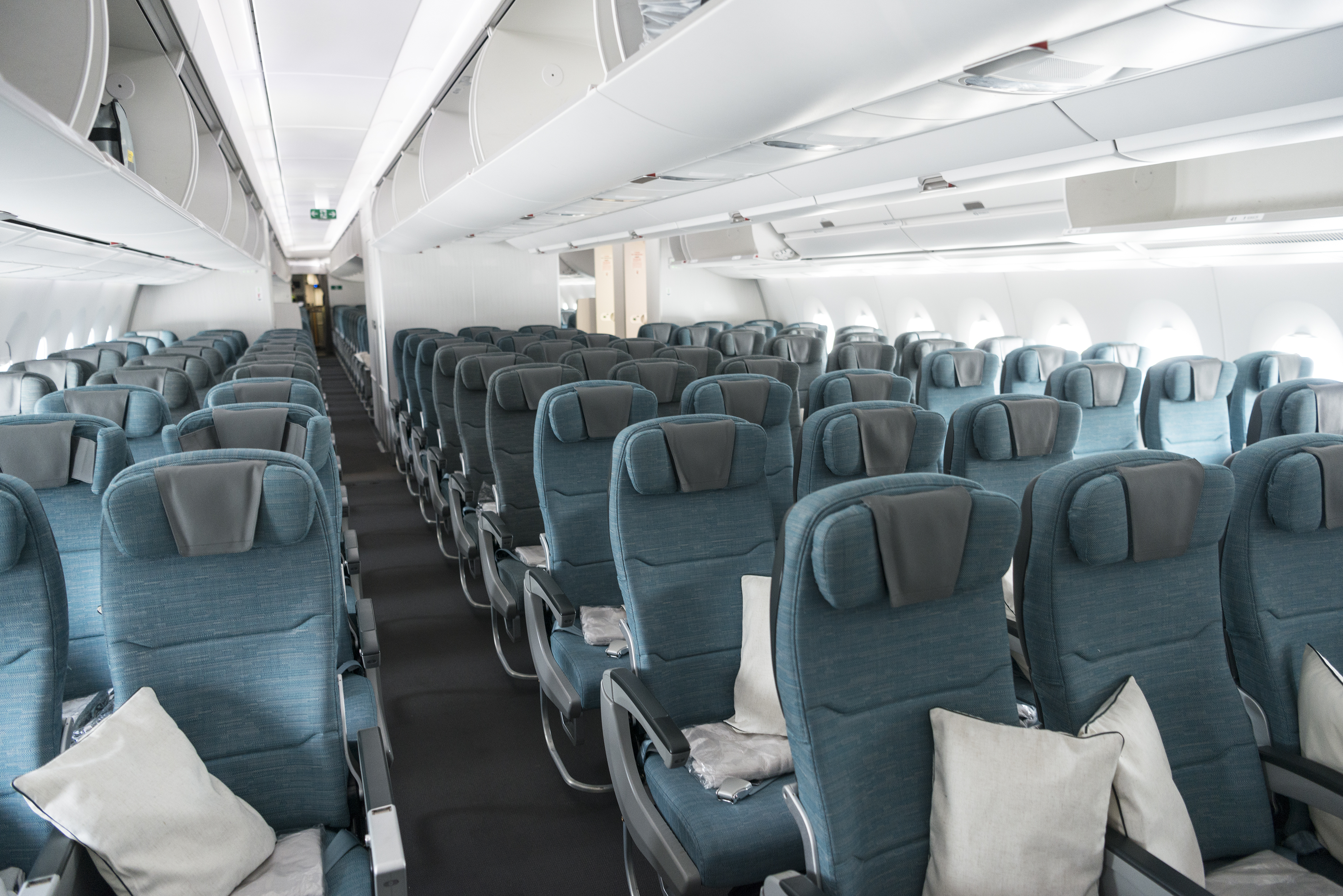
國泰航空於2016年推出的經濟客艙

2016年5月30日，國泰接收首架空中巴士A350-900客機，同時也推出了全新2016年版本客艙，並將所有客艙的個人娛樂系統螢幕加大、更新娛樂系統及於經濟艙和特選經濟艙新增多功能置物架，唯新座椅推出後國泰沒有為新客位作正式發佈會，同時其首三架客機的商務客艙座椅也因品質出現問題而停飛作更換。
2018年5月3日，國泰首架裝設類似A350-900客機之經濟艙座椅並採用一排十座經濟艙客艙佈局的波音777-300ER客機（B-KPY）在出廠後重新投入服務，同時也宣佈旗下全數波音777客機將翻新為一排十座的經濟客艙，唯波音777-300(77P)沿用2012版本娛樂系統。
2018年6月19日，國泰接收首架空中巴士A350-1000客機，同時也再度推出了全新經濟艙座椅，為太古集團旗下的香港飛機工程公司出品的Vector Y+座椅，經濟艙個人娛樂系統螢幕加大至11.6英寸，設計與波音777-300客機新經濟艙座椅相似，惟頭枕可調校角度更大。

長途頭等客艙
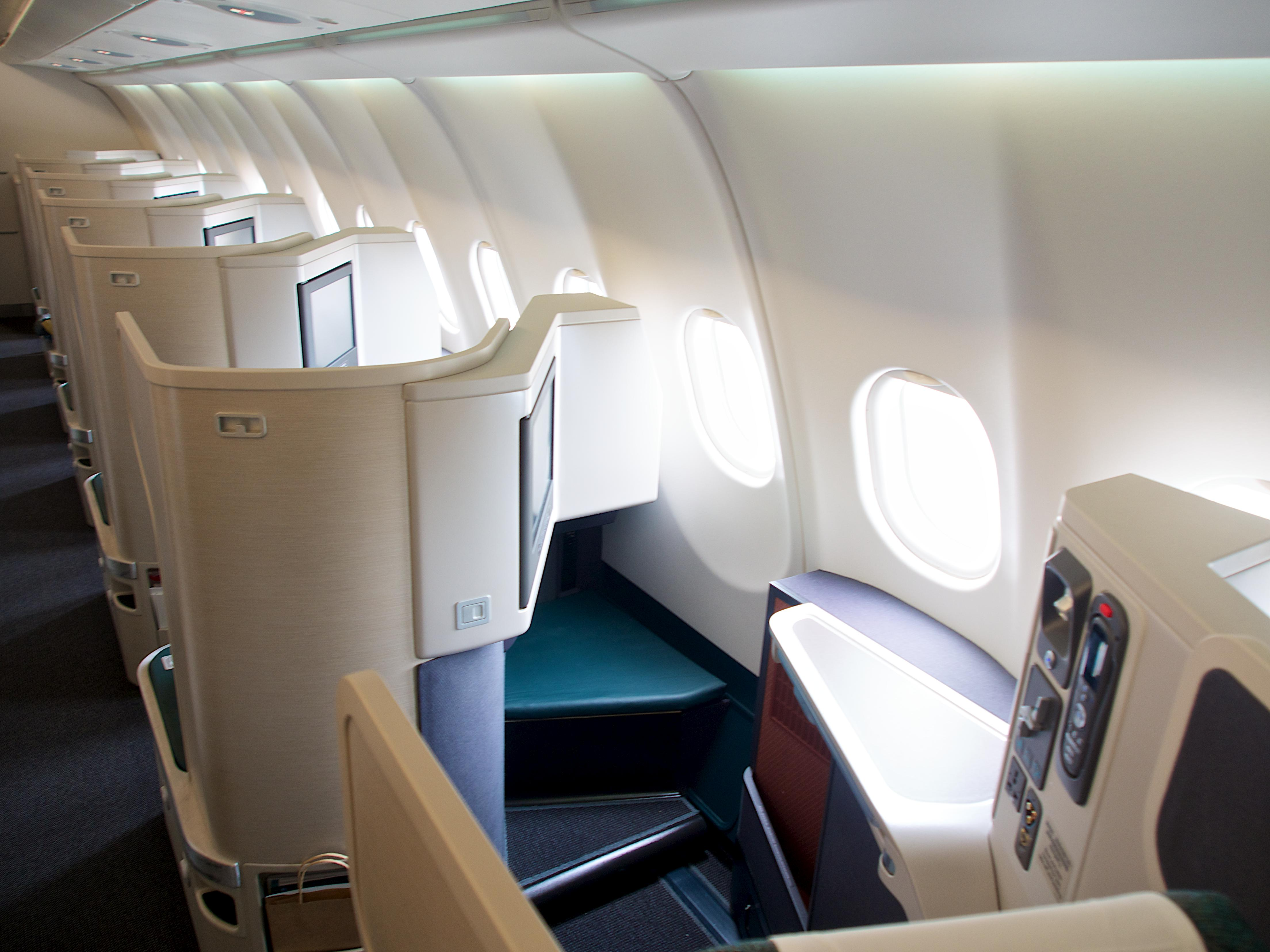
於2012年推出的反魚骨式長途商務客艙座椅
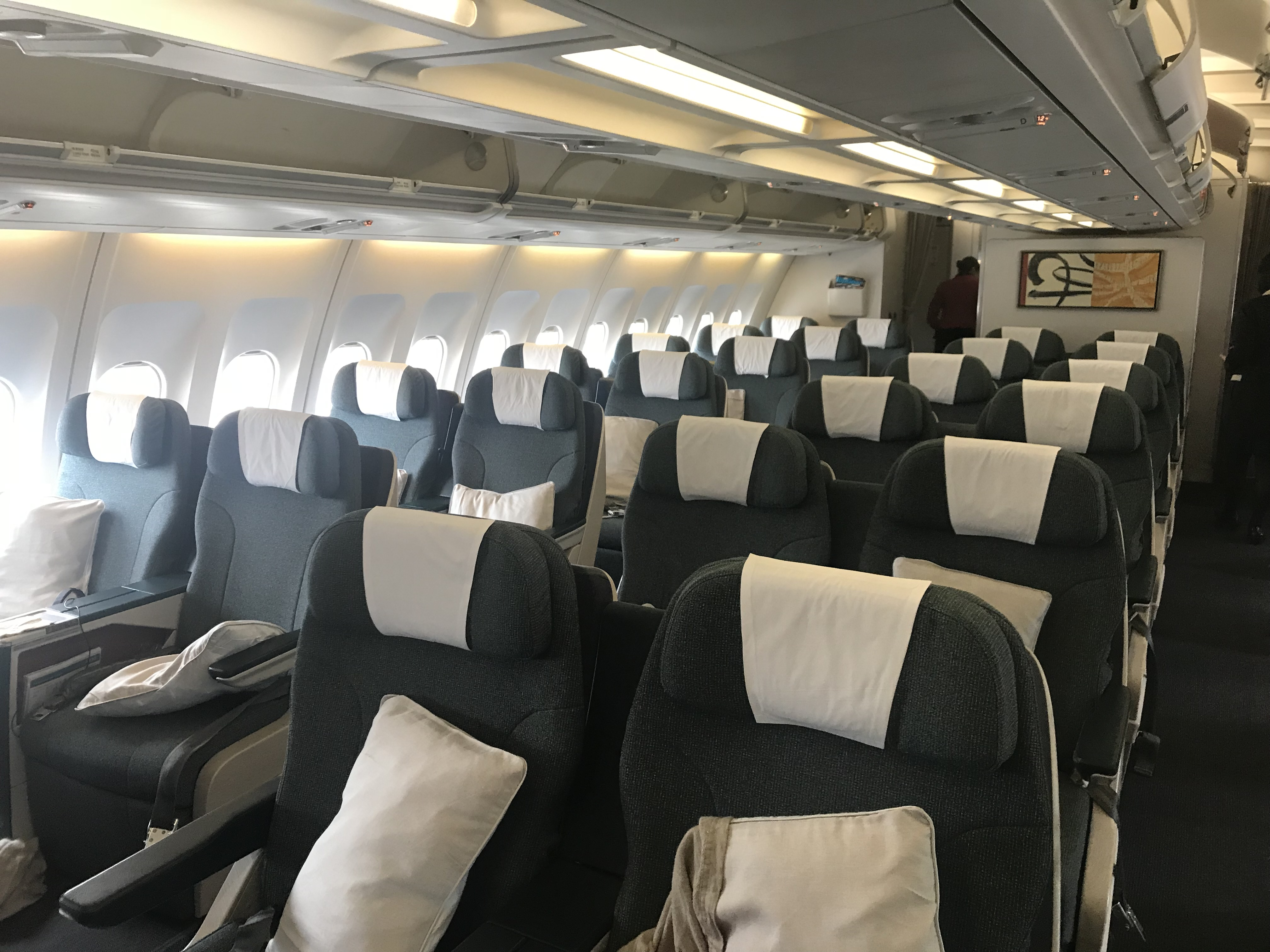
於2012年推出的地區性商務客艙座椅，與國泰港龍航空的商務艙座椅相同
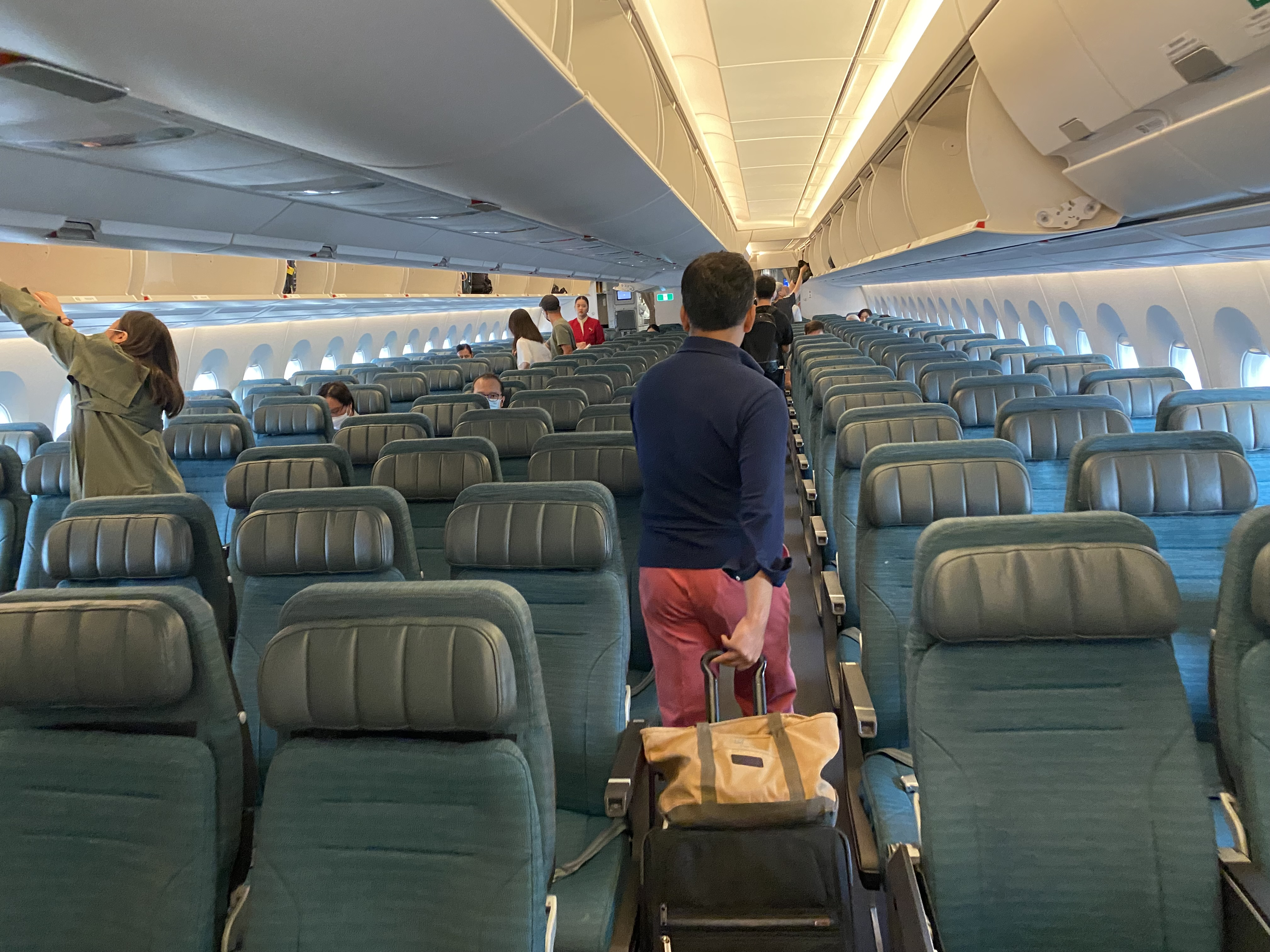
A350的經濟客艙
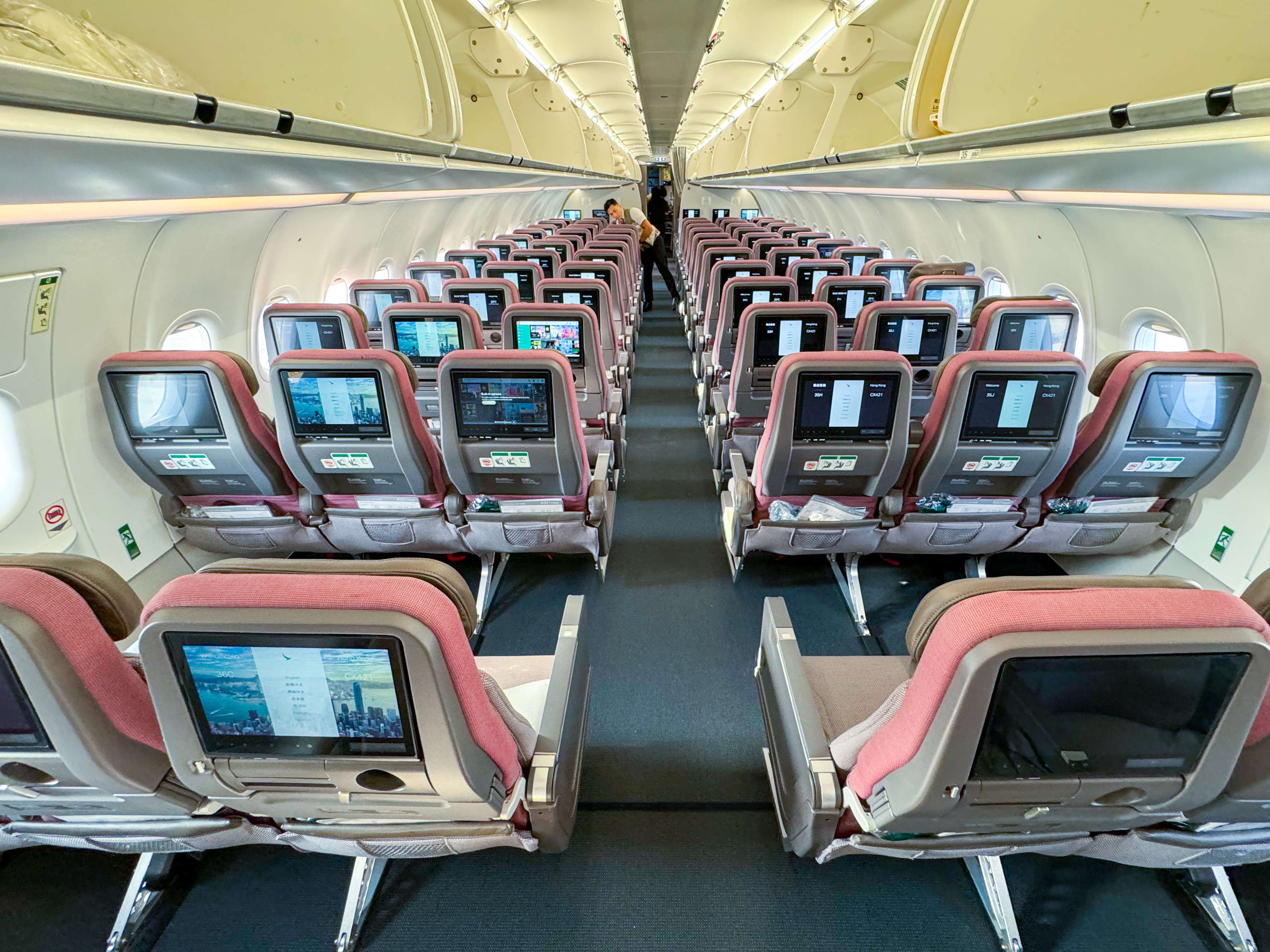
A321neo的經濟客艙座椅

#### 2023年版本
2023年8月7日，國泰公布將於經翻新及重新設計後的波音777-300ER客機上裝設全新商務客艙，並命名為「爾雅商務艙 Aria Suite」，同時特選經濟艙和經濟艙皆會有所優化。首架裝設全新商務艙的客機於2024年10月18日正式投入服務。「爾雅商務艙」設有獨立趟門，提高商務乘客私隱度，另外新設計亦設有無線充電設施和大量收納空間。

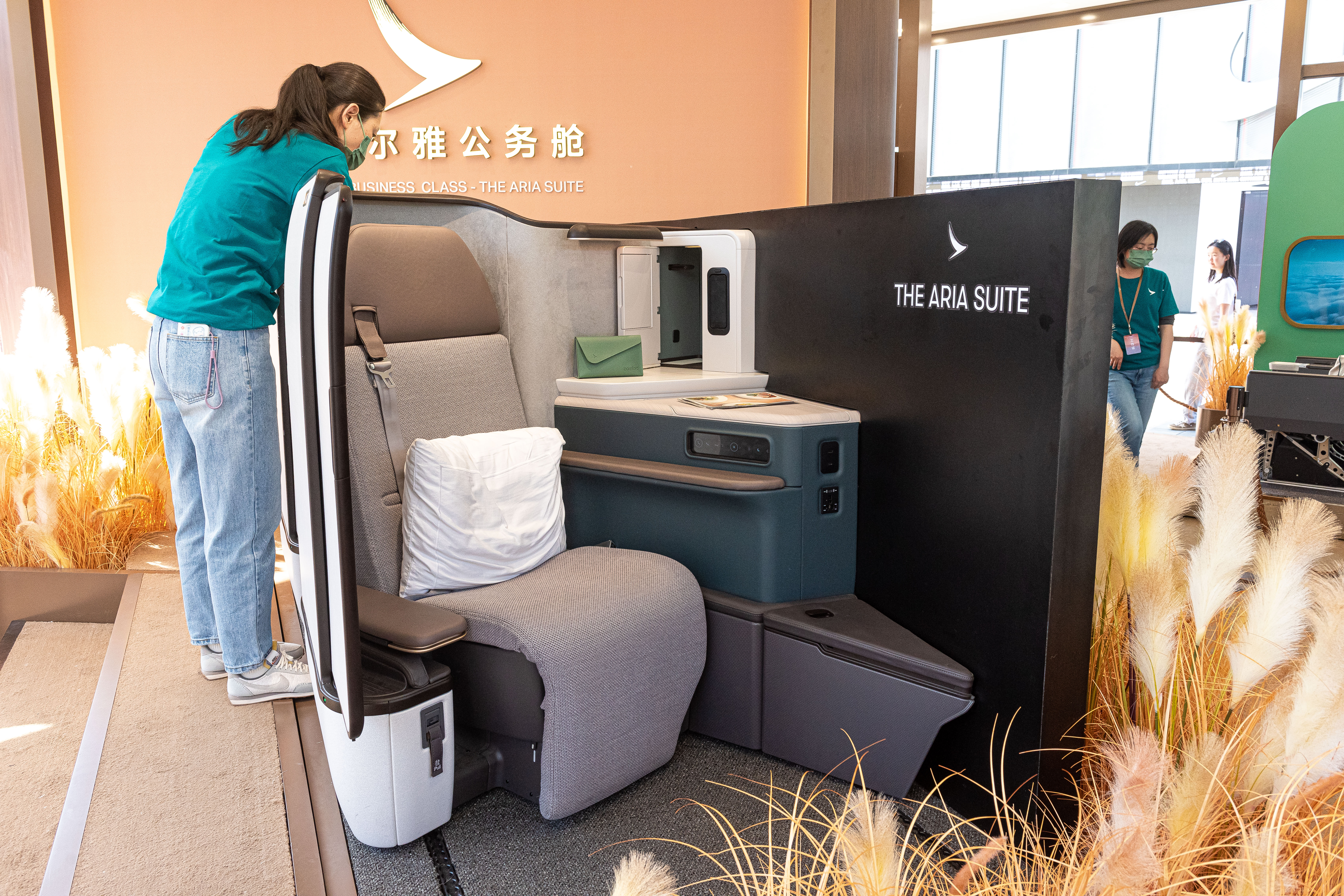
綫下展示的「爾雅商務艙 Aria Suite」座椅
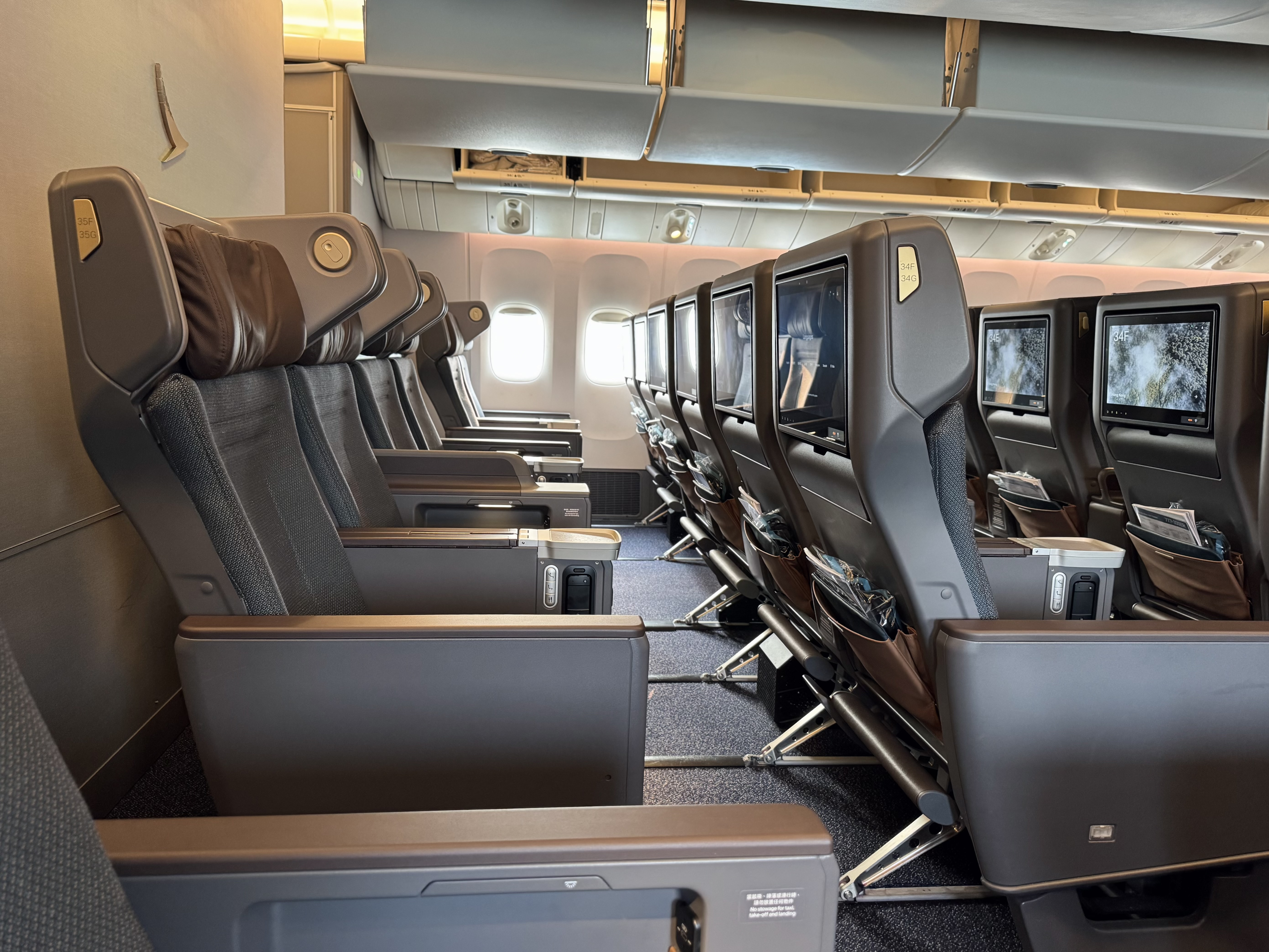
波音777-300ER（77J）的特选经济舱

#### 2025年版本
有消息人士透露，國泰將於新訂購的波音777-9客機上推出全新頭等艙「Halo Suites 環薈」，以「1-2-1」配置；另外有設有雙人套房，房內有私人浴室設備，更有為家庭客人配備雙層床。

### 登機服務

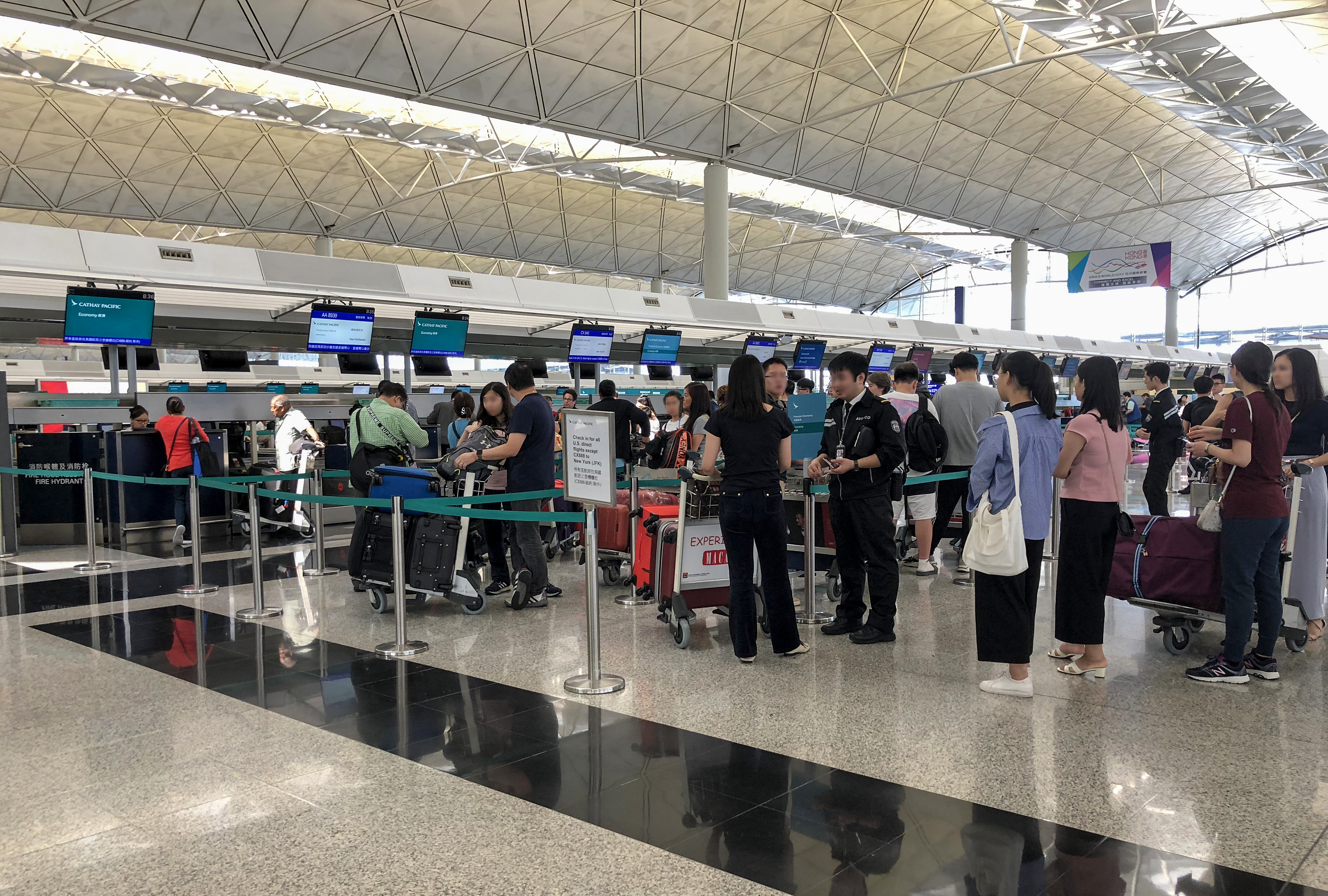
國泰航空在香港國際機場的登機櫃位

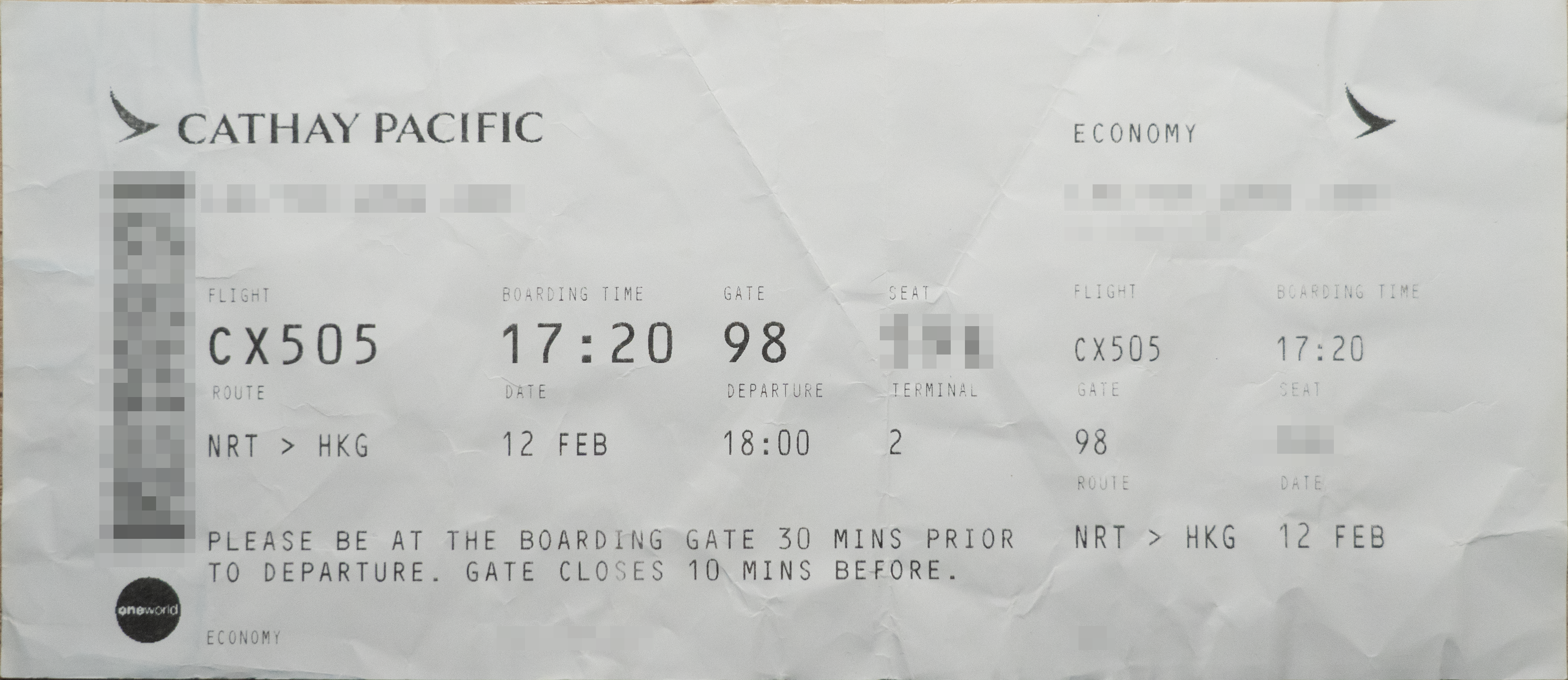
自助登記設施所列印的登機證

國泰航空的登機櫃位及自助登記設施為旅客提供辦理登記手續、購買機票等服務。
在國泰的樞紐機場 - 香港國際機場，國泰的櫃位位於一號客運大樓第七層離境大堂的A-C區。國泰現時將櫃位分類爲頭等客艙、商務客艙、特選經濟客艙、經濟客艙、團體旅客、網上登機服務以及馬可孛羅會會員櫃位，為不同的旅客服務。
旅客在通過保安及出境檢查後，便會進入東大堂，國泰其中一間貴賓室 - 寰宇堂，便處於東大堂的左面。而國泰在鄰接東大堂的6道登機閘口（閘口1、2、3、4、11、23）均享有使用權。然而，隨著國泰航班數目不斷上升，現時一般長途航班方會停泊於該6道登機閘口，短途航班一般散佈在其他閘口。
除了離境大堂外，國泰同時在海天中轉大樓3樓轉機層設置登記櫃位，為從珠三角乘船到臨香港轉機的乘客辦理登機及行李寄艙手續。另外，國泰也在港鐵機場快綫的香港站、九龍站、深圳寶安國際機場、深圳蛇口邮轮中心、澳門氹仔客運碼頭、高鐵香港西九龍站、港珠澳大橋珠海公路口岸、港珠澳大橋澳門邊檢大樓及桃園捷運台北車站提供預辦登機服務。

### 機上娛樂
國泰航空的客機上，所有客位均設有名為StudioCX的自選影音系統（AVOD）。頭等客艙配備17吋私人電視熒幕、商務艙則為15吋熒幕；而特選經濟客艙之個人電視為10.6吋寬、經濟艙客位則配備9寸或11.6寸（僅限A350-1000及777-300ER）個人電視。乘客可選擇超過26條不同的電視頻道和888條各類音樂頻道。長途航班的班機設有96種互動遊戲。
國泰已在2018年初開始將波音777-300ER客機的機上娛樂系統更新至與A350客機一樣的新版本。
國泰的機上雜誌名為Discovery（探索），內容以目的地旅遊資訊為主。機上亦有免稅品及其他貨品，如香煙、酒、香水及紀念品等供乘客購買。
2023年12月1日起，線上串流媒體平台Disney+與國泰合作，顧客可於國泰航空航班觀賞迪士尼、彼思、Marvel、星球大戰和國家地理的電影、劇集和紀錄片。

### 機上餐膳
國泰航空從香港出發的航班所提供的餐膳由旗下國泰餐飲（Cathay Dining）提供。
短途午夜航班經濟艙則不提供熱食餐單，只提供「雞卷」，受到不少旅客批評。2017年9月，國泰公佈10月1日起飛往台北的特定午間及晚上航班提供熱食餐單，暫時試行3個月，若反應良好會繼續提供，並會於其他航線陸續推出。
國泰亦推出了四款於特選經濟、商務、頭等艙和貴賓室而設的特色飲品，分別為：
- Cathay Delight：以奇異果汁、牛奶和椰奶調製而成，並以薄荷葉點綴。
- Pacific Sunrise：以香檳、蘇格蘭威士忌調製而成，並以橙皮、檸檬皮點綴。
- Cloud Nine：以青檸、梳打水和伏特加調製而成。
- Oriental Breeze：以酸梅茶、紅梅汁、檸檬汁、玫瑰茶和蜂蜜調製而成。

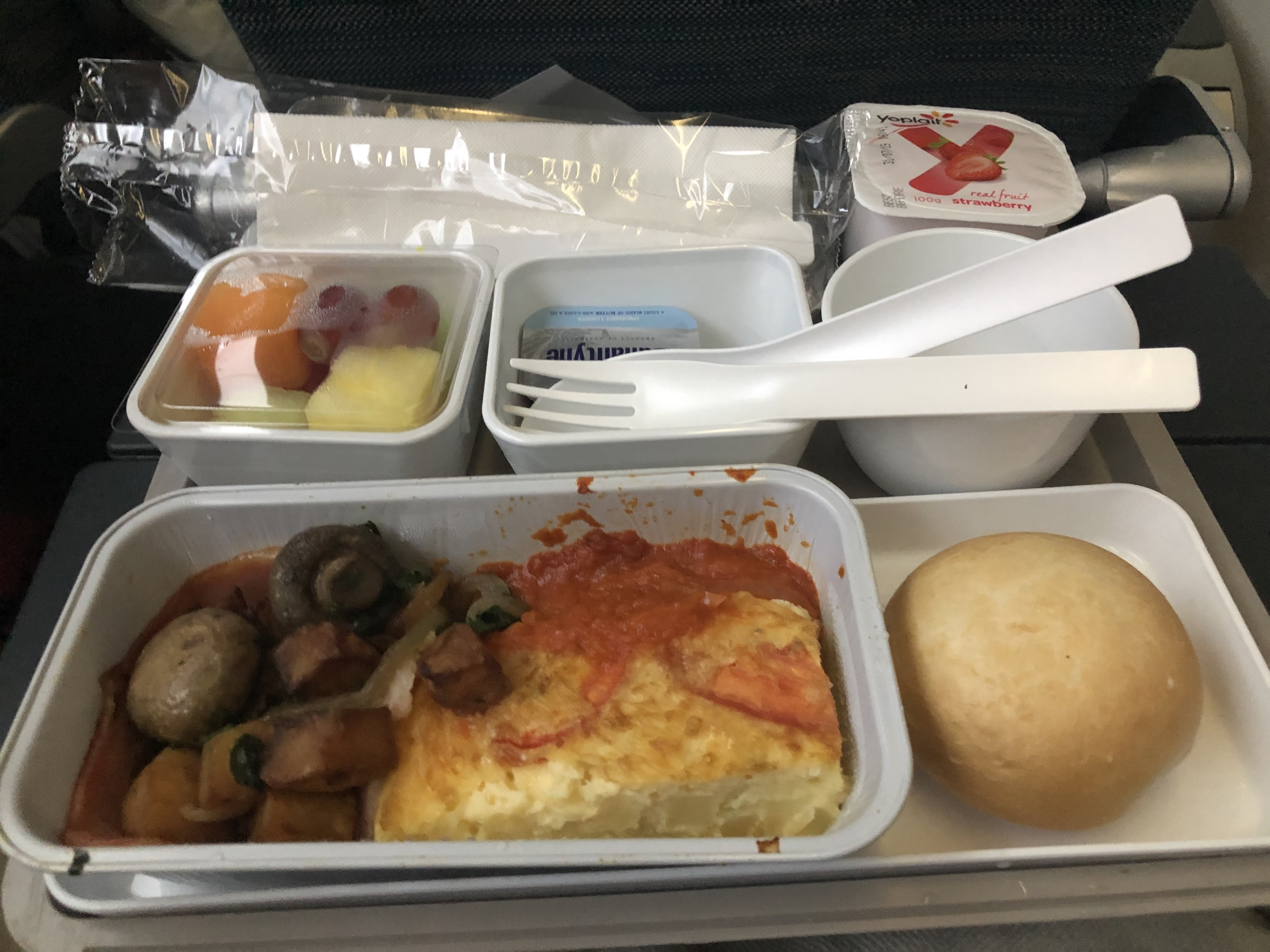
經濟客艙早餐餐膳
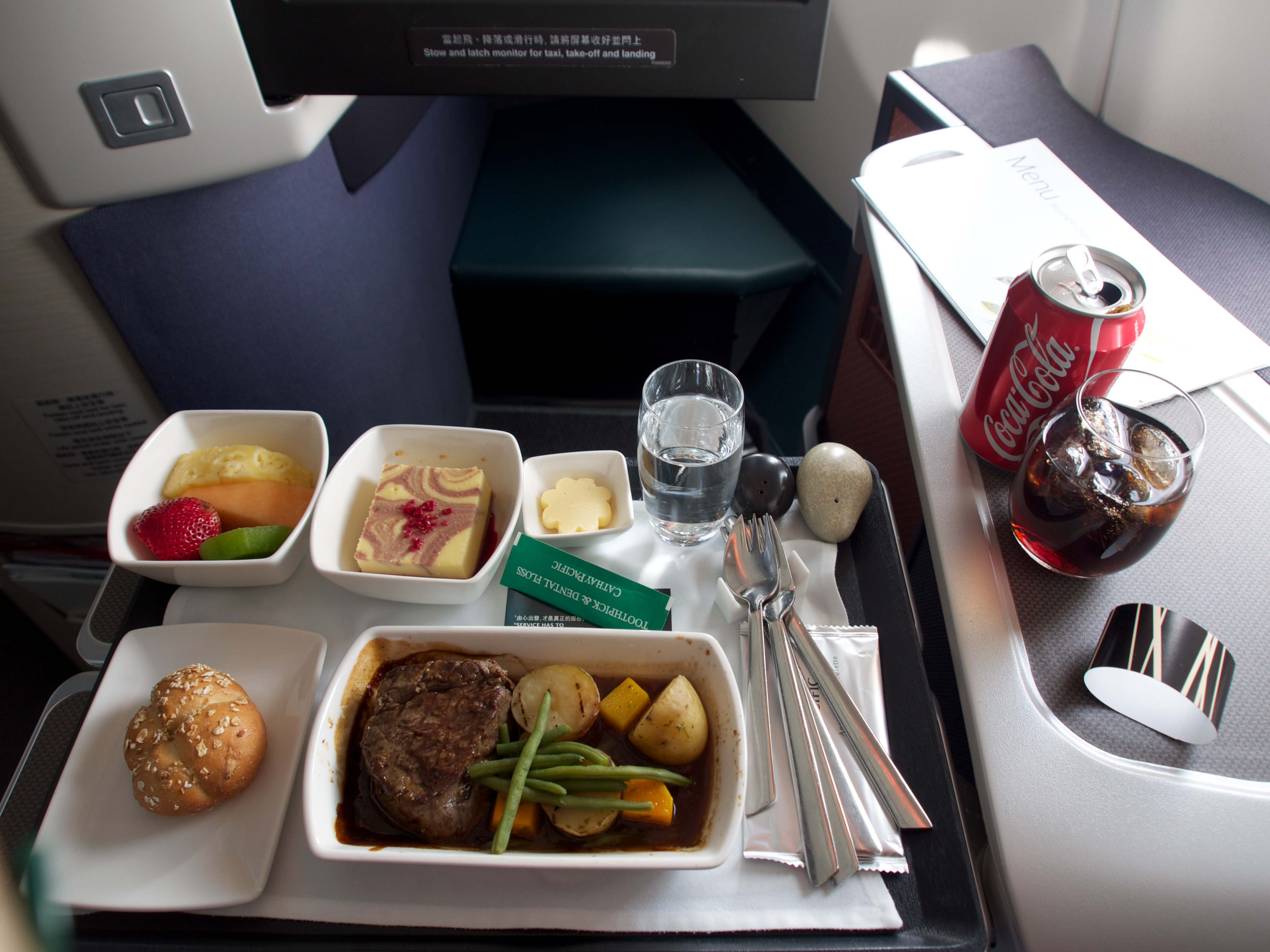
商務客艙餐膳-主菜
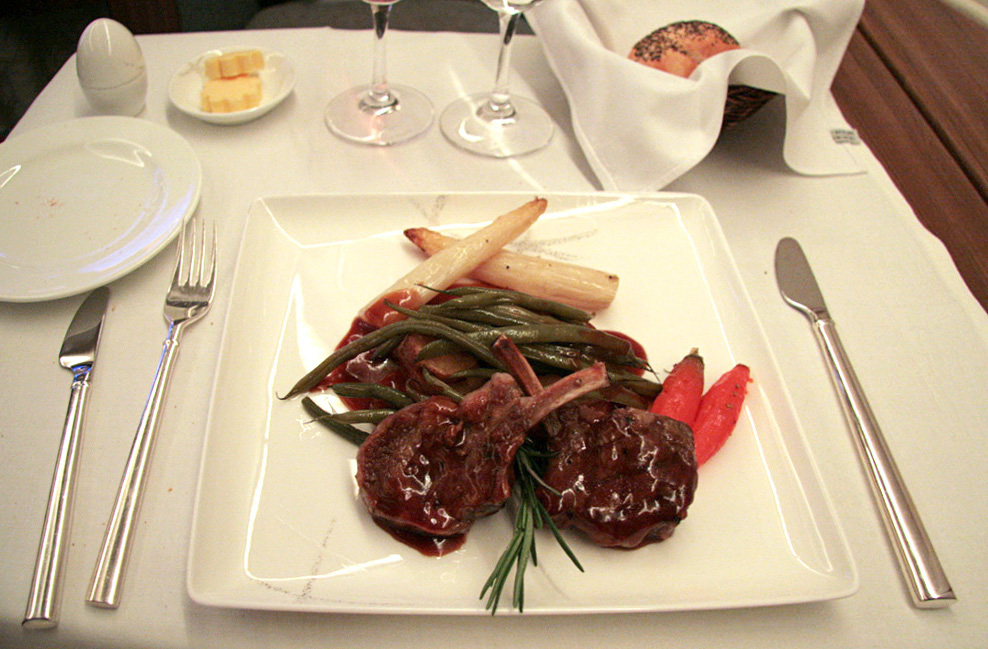
頭等客艙餐膳
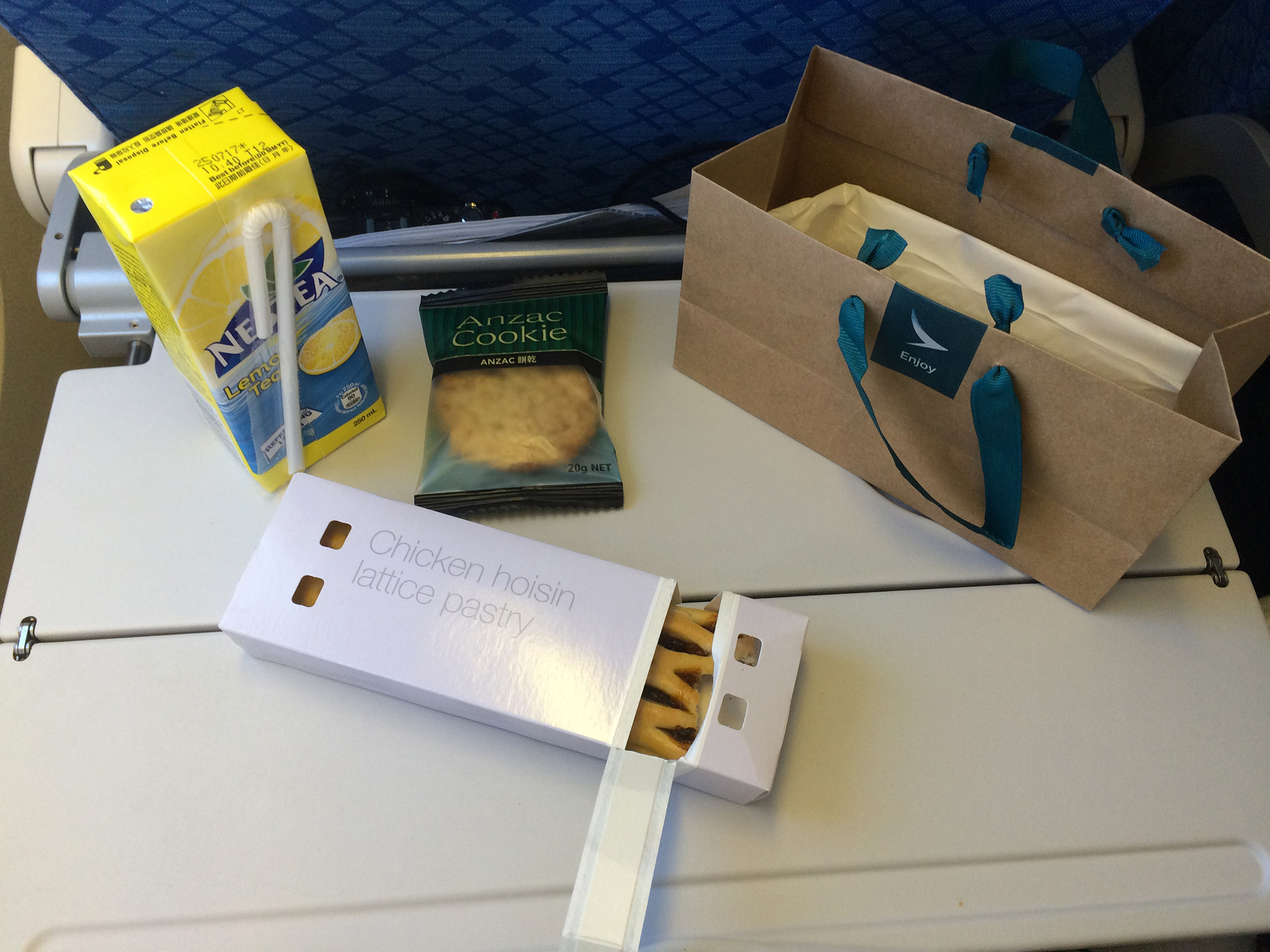
經濟客艙部分短途航班提供的雞卷
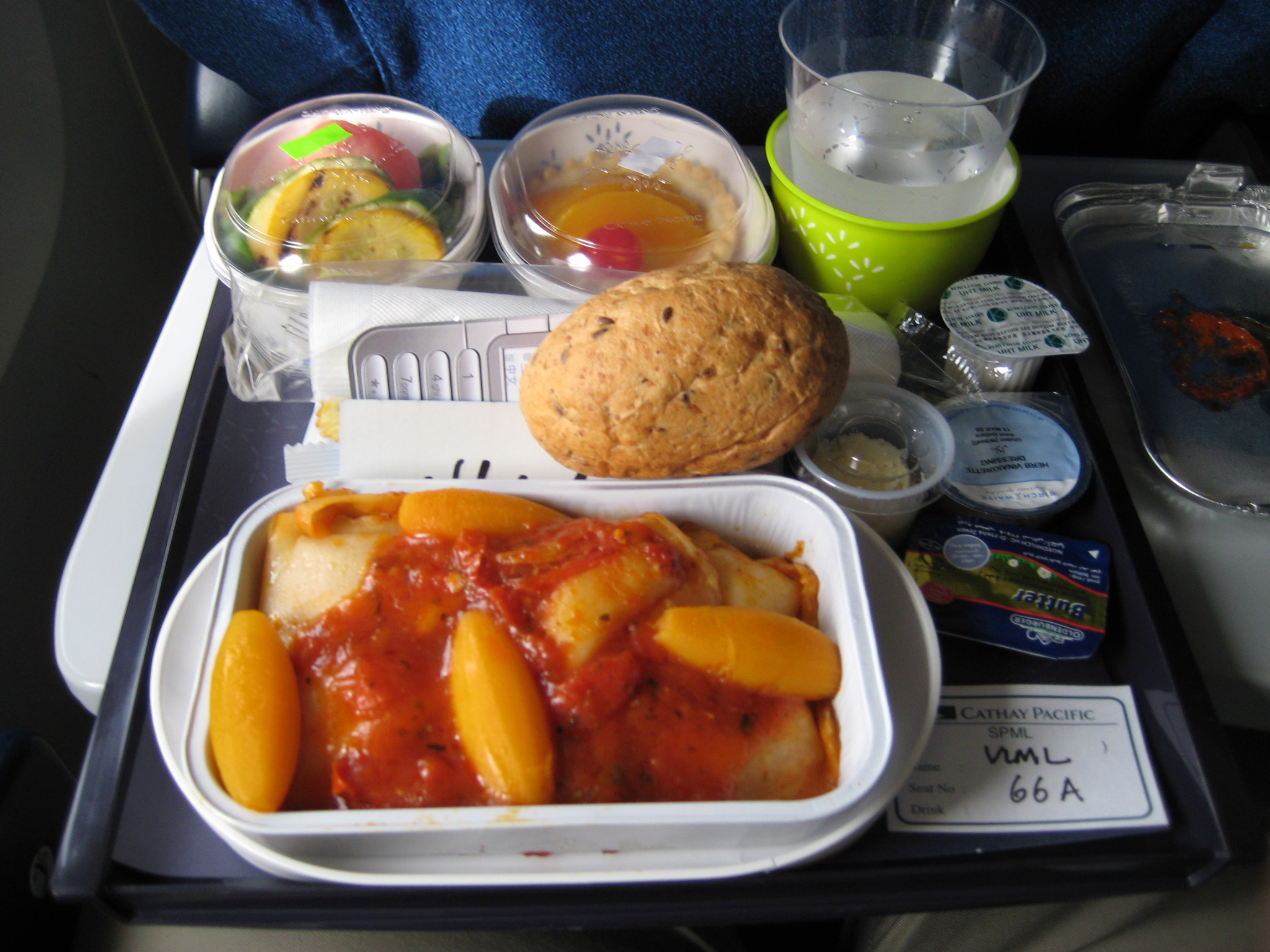
素食餐
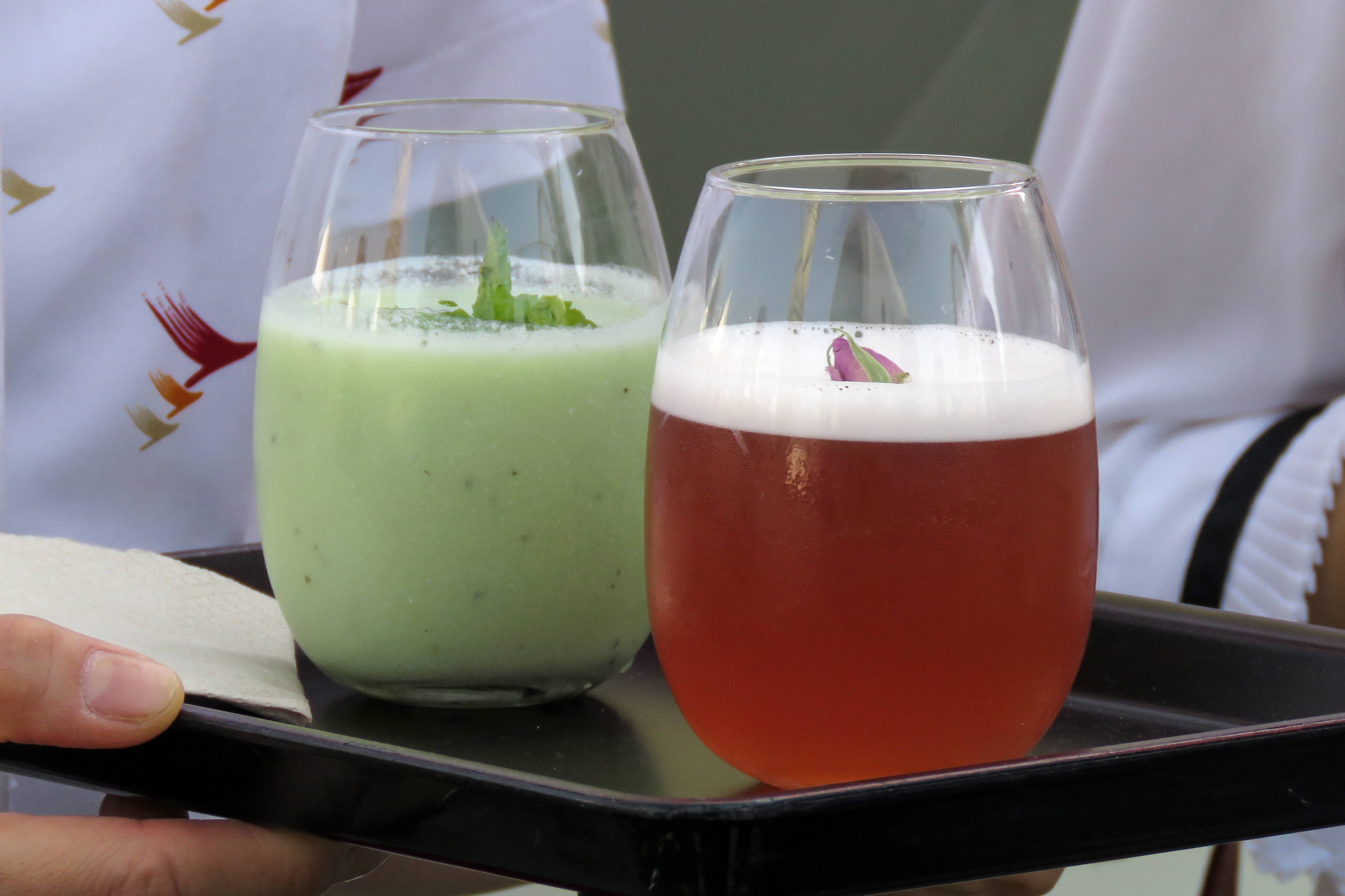
國泰航空招牌飲料「Cathay Delight」和「Oriental Breeze」

### 機場/碼頭貴賓室

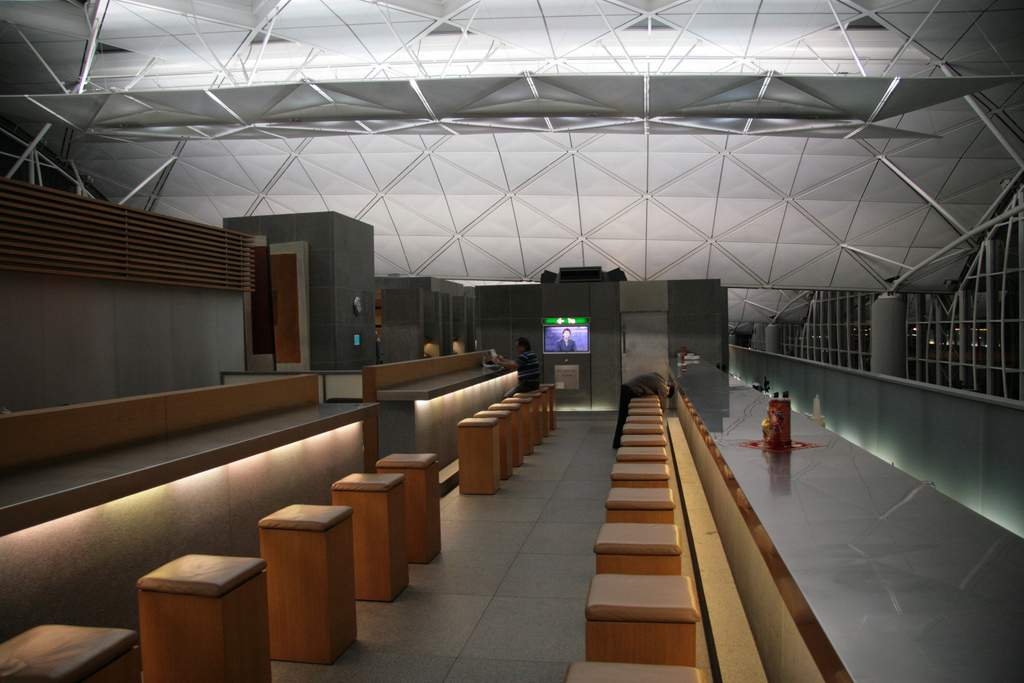
寰宇堂玲瓏吧

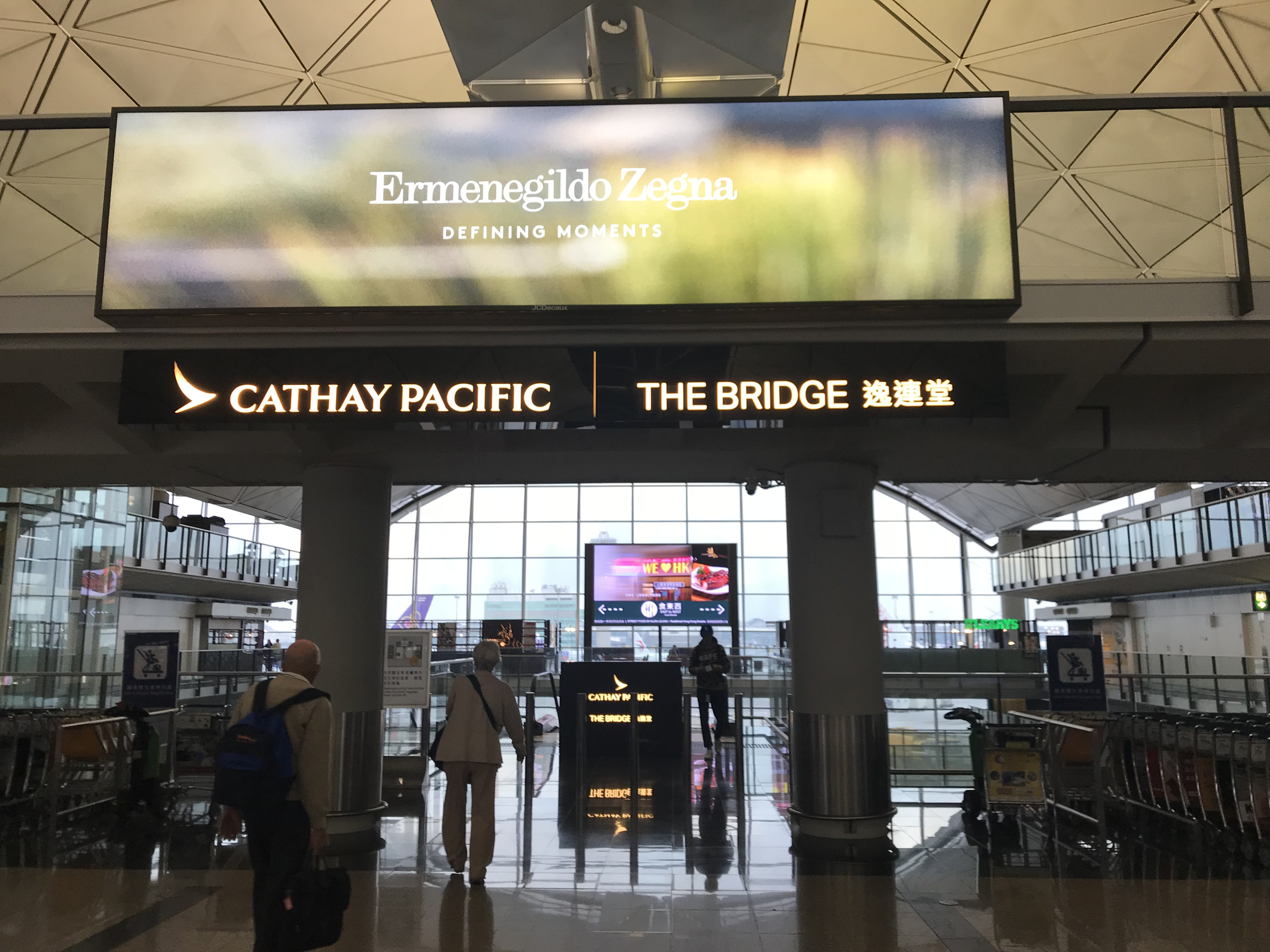
逸連堂入口

國泰航空在香港國際機場設有多間貴賓室，供頭等、商務客位及合資格旅客免費享用。目前國泰於香港國際機場設有四間貴賓室，此前還設有於2008年的抵港貴賓室賞心堂（現址為二號客運大樓的重建部分）、2010年開幕的離境商務貴賓室爾雅堂（現址為麥當勞及敏華冰廳）、2013年開幕的離境商務貴賓室逸連堂（現址闲置中），惟均悉數於2018年5月、11月5日，及2020年2月17日起（及後於2021年8月因租約期滿宣布）永久關閉。

#### 頭等及商務貴賓室
1. 寰宇堂[124][125]總面積約4500平方米，鄰近一號客運大樓登機閘口1-4號，設有私人浴室、酒吧及餐廳等設施，亦設有遊樂軒供候機乘客使用。寰宇堂於1998年與香港國際機場同步落成啟用，2010年12月關閉貴賓室作原址翻新，2011年4月翻新後啟用下層貴賓室，2012年1月全面重啓。因應客運航班運力下降，商務貴賓室由2020年4月1日起暫時關閉，及後一度重開。因應玉衡堂商務貴賓室重開，寰宇堂商務貴賓室於2021年11月15日起再度關閉，直到2023年3月20日起暫定重開至4月10日，其後轉為永久重開。
2. 玉衡堂[126][127]總面積約3900平方米，入口設於五樓，鄰近一號客運大樓登機閘口61-63號，於2001年12月啟用，2013年10月關閉頭等貴賓室作原址翻新，2015年6月翻新後重啓頭等貴賓室，2015年7月關閉商務貴賓室作原址翻新，2016年6月重啓翻新後商務貴賓室。因應客運航班運力下降，頭等貴賓室由由2020年2月17日起暫時關閉，商務貴賓室曾由2020年4月1日起暫時關閉。商務貴賓室於2021年11月15日重開，2022年1月7日起再度關閉。2022年中旬重啓商務貴賓室予前往中國內地以外之旅客使用。2023年1月起隨香港國際機場取消內地及國際航班出發區域，商務貴賓室開放給所有符合資格的乘客使用；頭等貴賓室則維持關閉直到2023年7月19日重開。

#### 商務貴賓室
1. 玲瓏堂[128]鄰近一號客運大樓北客運廊七樓登機閘口6號，原址為港龍航空G16貴賓室，國泰於2006年全面收購港龍航空後同時開放供頭等及商務旅客享用，及後原址作全面裝修並於2018年3月22日開幕。因疫情關係由2020年2月17日起關閉，於2023年2月7日重開。

#### 其他機場/碼頭的貴賓室
國泰於部分外站航點自設貴賓室。

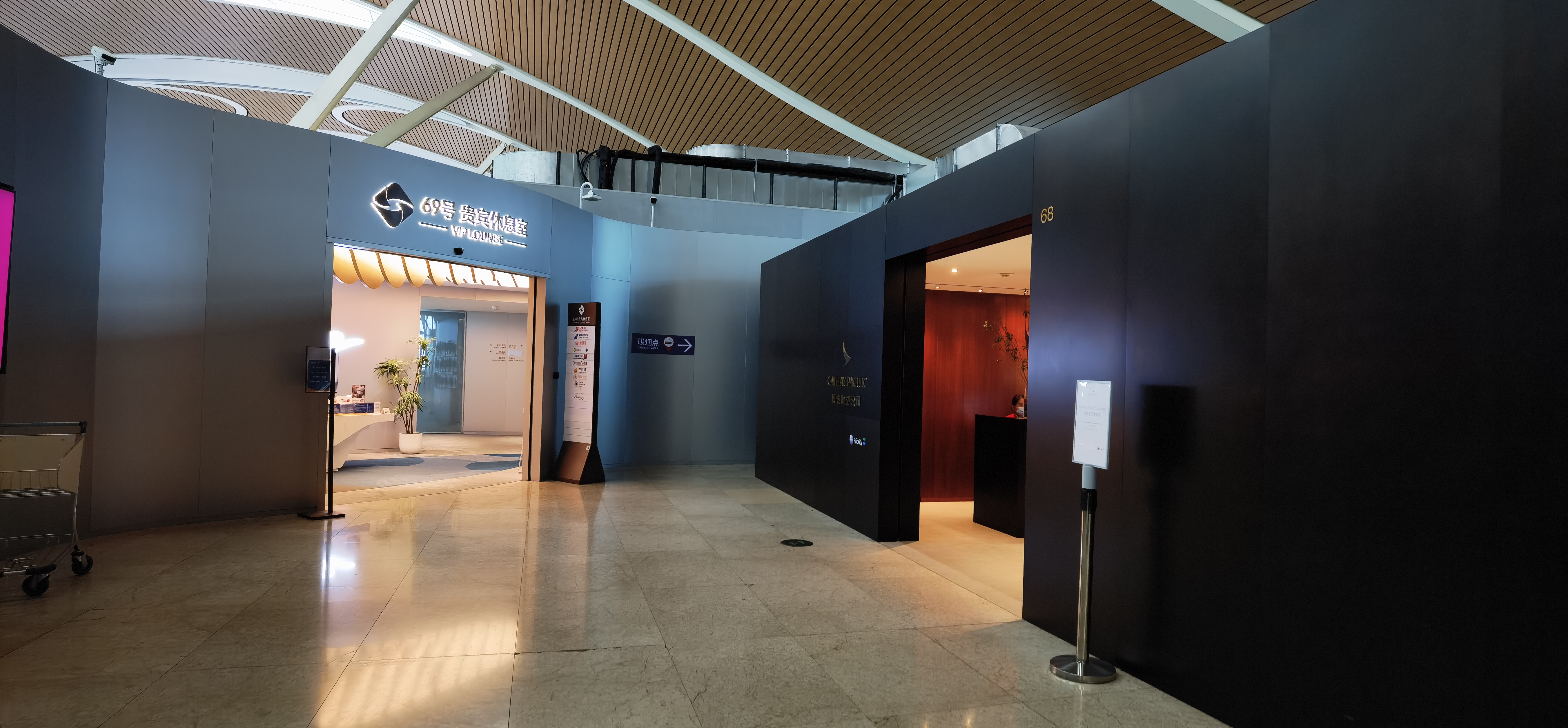
浦东机场國泰貴賓室

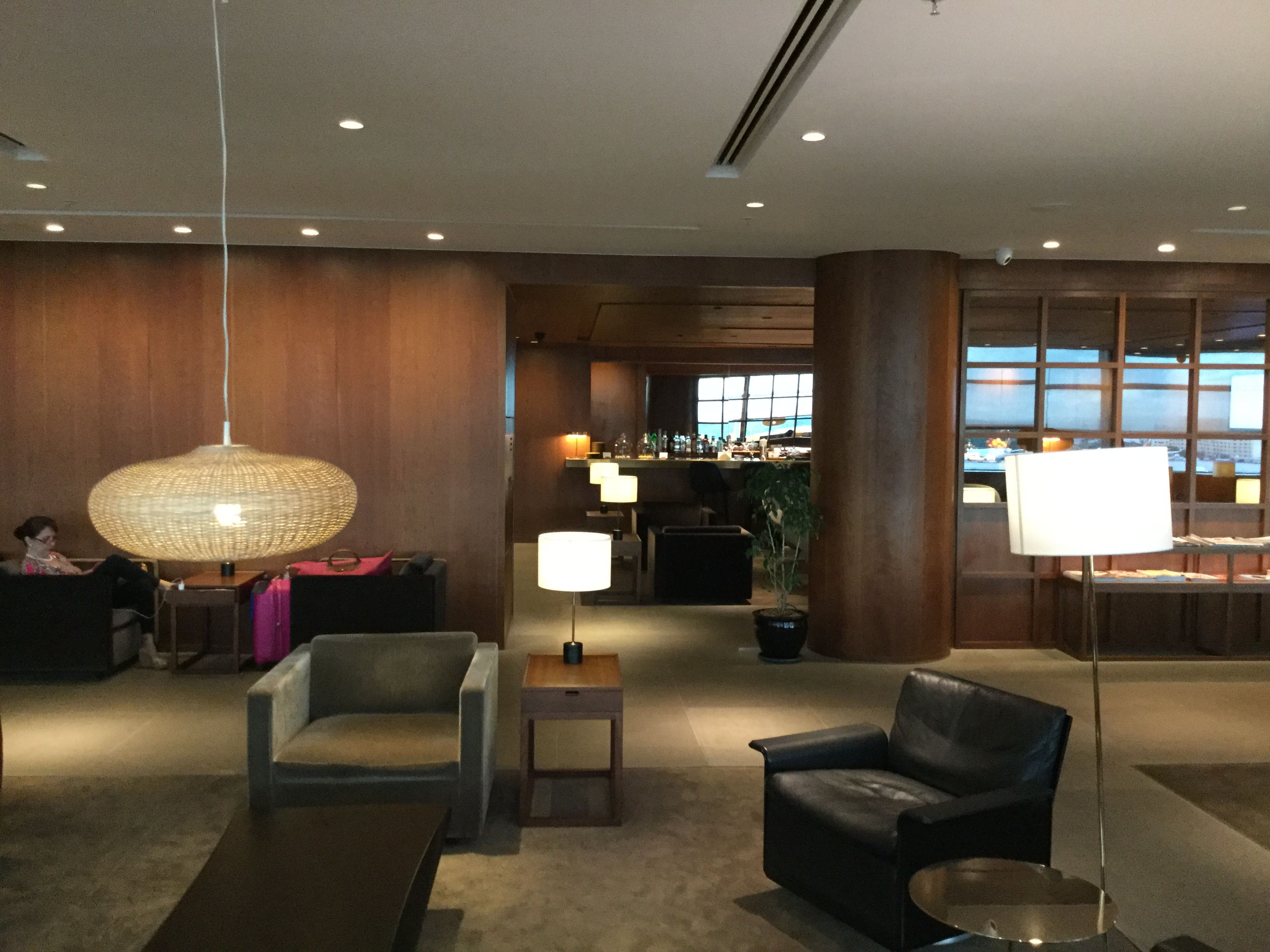
馬尼拉國際機場國泰貴賓室

因應2019冠状病毒病疫情导致的客運航班運力下降，国泰航空于2020年4月1日起關閉除上海浦东国际机场的所有外站國泰貴賓室。不过随着疫情的趋缓，大部分机场的国泰航空貴賓室已分別於2022年至2023年重開。此外，國泰還於首爾仁川國際機場、法兰克福机场、檳城國際機場、吉隆坡国际机场、墨爾本機場和高雄國際機場設有貴賓室，惟已分別於2018年1月17日起、2019年11月20日以維修為由暫停開放起、隨2020年10月21日國泰港龍航空宣布結束營運起、於2021年末及2023年初起永久關閉。法兰克福机场贵宾室原址已由他方經營。
2014年STUDIOILSE設計內飾：（設計亦可見於玲瓏堂與翻新後玉衡堂貴賓室）
- 東京國際機場三號客運大樓（首家新設計貴賓室，2014年12月啟用）
- 馬尼拉國際機場三號客運大樓（2015年5月隨遷址三號客運大樓後啟用，並關閉位於一號客運大樓之原有貴賓室）
- 蘇凡納布米機場（2015年6月翻新後啟用，在G大堂貴賓室原址擴建並關閉原有之E大堂貴賓室）
- 臺灣桃園國際機場一號客運大樓（2015年11月翻新後啟用）
- 溫哥華國際機場國際線客運大樓（2016年5月D71閘口新址啟用，並關閉原位於安檢後頭等區及商務區貴賓室）
- 倫敦希斯路機場三號客運大樓（2016年11月翻新後啟用，是唯一設有頭等區的外站貴賓室）
- 新加坡樟宜機場四號客運大樓（2017年10月啟用）
- 上海浦東國際機場二號航站樓（2019年7月翻新後啟用，原址為港龍及國泰航空貴賓室）
- 蛇口郵輪中心（2023年11月啟用）

2011年福斯特建築事務所設計內飾：（設計亦可見於已關閉的爾雅堂、逸連堂與翻新後寰宇堂貴賓室）
- 三藩市國際機場國際線客運大樓（2011年12月啟用)
- 巴黎戴高樂機場2A客運大樓 (2012年8月啟用)

2013年美國航空Admirals Club內飾：
- 成田國際機場二號客運大樓（Admirals Club原址於2013年1月開幕、2020年3月關閉，隨後由國泰航空於2023年2月接管原址並保留原有裝修重開，位於68閘口的原國泰貴賓室則被永久關閉）

1990年代國泰Marco Polo Class內飾：
- 關西國際機場一號客運大樓，以Lounge Pacific名義運作

港龍貴賓室內飾：
- 北京首都國際機場三號航站樓（原港龍及國泰航空貴賓室，因爲翻新工程而暫停開放，預定改爲2014年STUDIOILSE設計內飾）

此前，國泰於1998年曾聘請福斯特建築事務所設計其於香港國際機場寰宇堂、玉衡堂、賞心堂，及負責位於東京成田、墨爾本、溫哥華、首爾、倫敦、吉隆坡、新加坡與法蘭克福貴賓室之室內設計藍圖，唯原址之內飾均已悉數因關閉、翻新或搬遷至新位置而消失。
國泰也曾在2015年至2023年於高雄沿用原港龍貴賓室內飾並更名為國泰航空貴賓室營運。
在其他外站航點，則使用當地機場或當地航空公司之貴賓室。

### 飛行獎勵計劃
國泰航空設有國泰會員計劃，其積分單位名為「亞洲萬里通」里數。

#### 空中貴賓
1993年7月1日至1999年1月31日間，國泰航空曾與新加坡航空及馬來西亞航空共組「空中貴賓」計畫，由三方共同持有的Asian Frequent Flyer Pte Limited營運。1999年2月1日，國泰航空聯合美國航空、英國航空、加拿大國際航空及澳洲航空成立寰宇一家航空聯盟，並改以「亞洲萬里通」為其飛行獎勵計劃。

#### 亞洲萬里通
亞洲萬里通是國泰航空推出的獎勵計劃，會籍申請費用全免，加入亞洲萬里通會員即等同成為國泰航空常客計劃的基本會員。在馬可孛羅會併入國泰會員計劃前，國泰航空又額外推出了需要收取會費的「馬可孛羅會」綠卡基本會籍。為了與馬可孛羅綠卡會籍區分，國泰在對外宣傳時均將亞洲萬里通包裝為「旅遊及休閒獎勵計劃」而非「飛行常客計劃」。然而，在航空公司以及寰宇一家系統上，馬可孛羅會綠卡會員與亞洲萬里通會員均被顯示為國泰航空基本會員，且等級相同。會員可透過夥伴機構賺取里數，包括航空公司、酒店、金融及保險等。會員亦可透過iShop於網上購物，挑選精選品牌及產品，賺取更多里數，然後以里數兌換旅遊、電子產品、餐膳、演唱會門票等生活獎勵。里數之有效期為累算日起計三年，並歡迎兩歲或以上人士加入。隨2022年8月馬可孛羅會併入國泰會員計劃起，國泰在官方渠道已改為以「國泰會員計劃」對外宣傳為其「旅遊及休閒獎勵計劃」，並以「國泰 亞洲萬里通」（Asiamiles by Cathay）對外宣傳。

#### 馬可孛羅會
馬可孛羅會於1960年代末期創立，當時為國泰的貴賓會籍，後來於1998年演變為飛行常客計劃。持有馬可孛羅會會籍的旅客，可以享用國泰在不同層面提供的特別服務，例如行李獲得優先處理、免費享用貴賓室等。

## 品牌

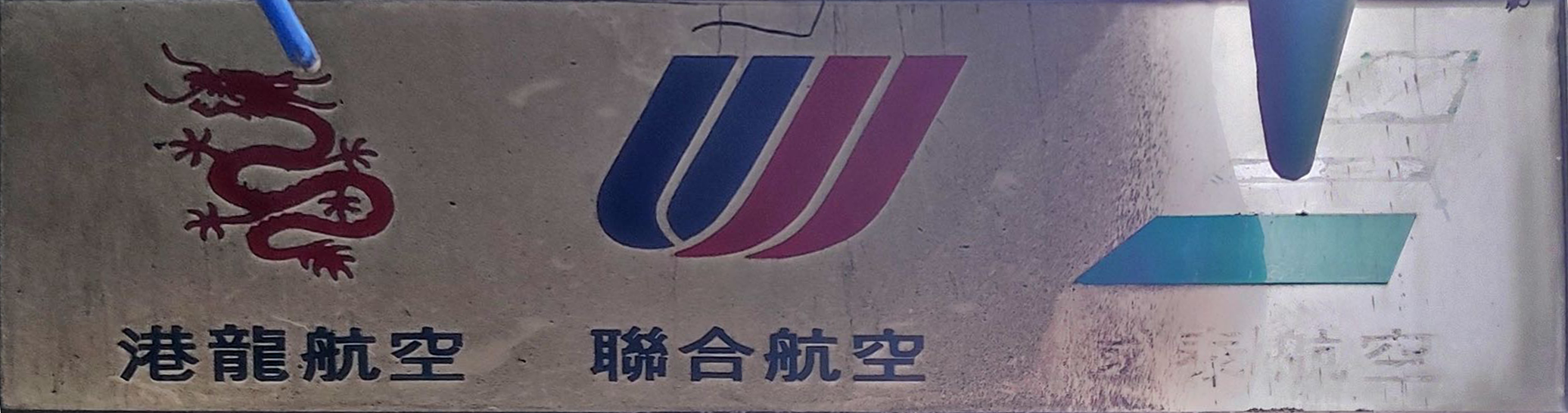
右一為1970年代起使用的綠白間條標誌，惟上半部已脫落

### 標誌及機身塗裝

國泰航空舊標誌（1994年至2015年）

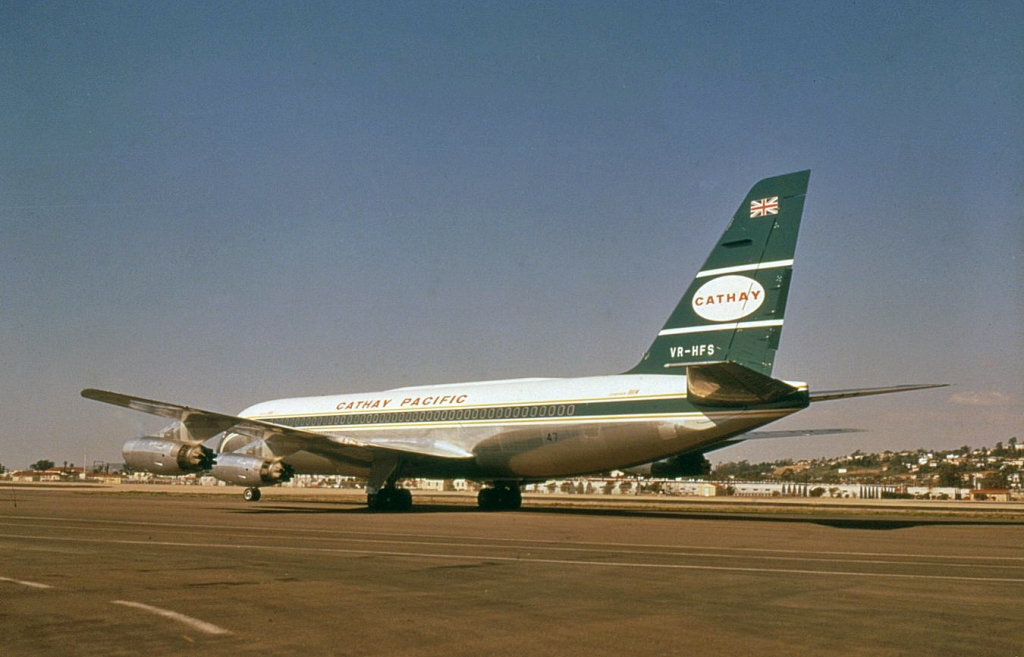
1961年，國泰航空康維爾880（該型號為國泰首款噴射機，60年代噴射機塗裝）

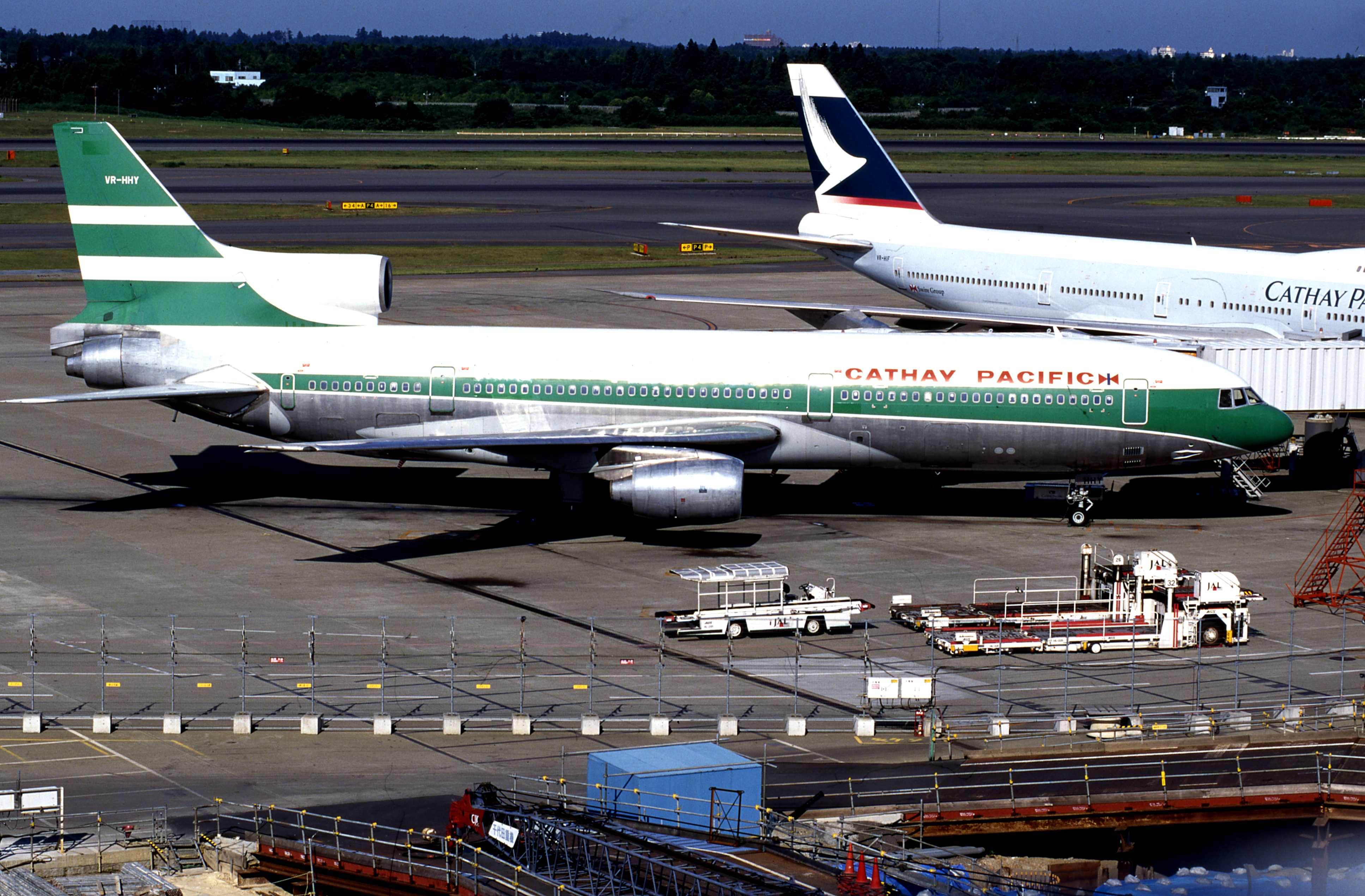
約1995年，國泰航空洛克希德L-1011在東京成田機場（其旁同屬國泰的一架波音747-200已改為新塗裝）

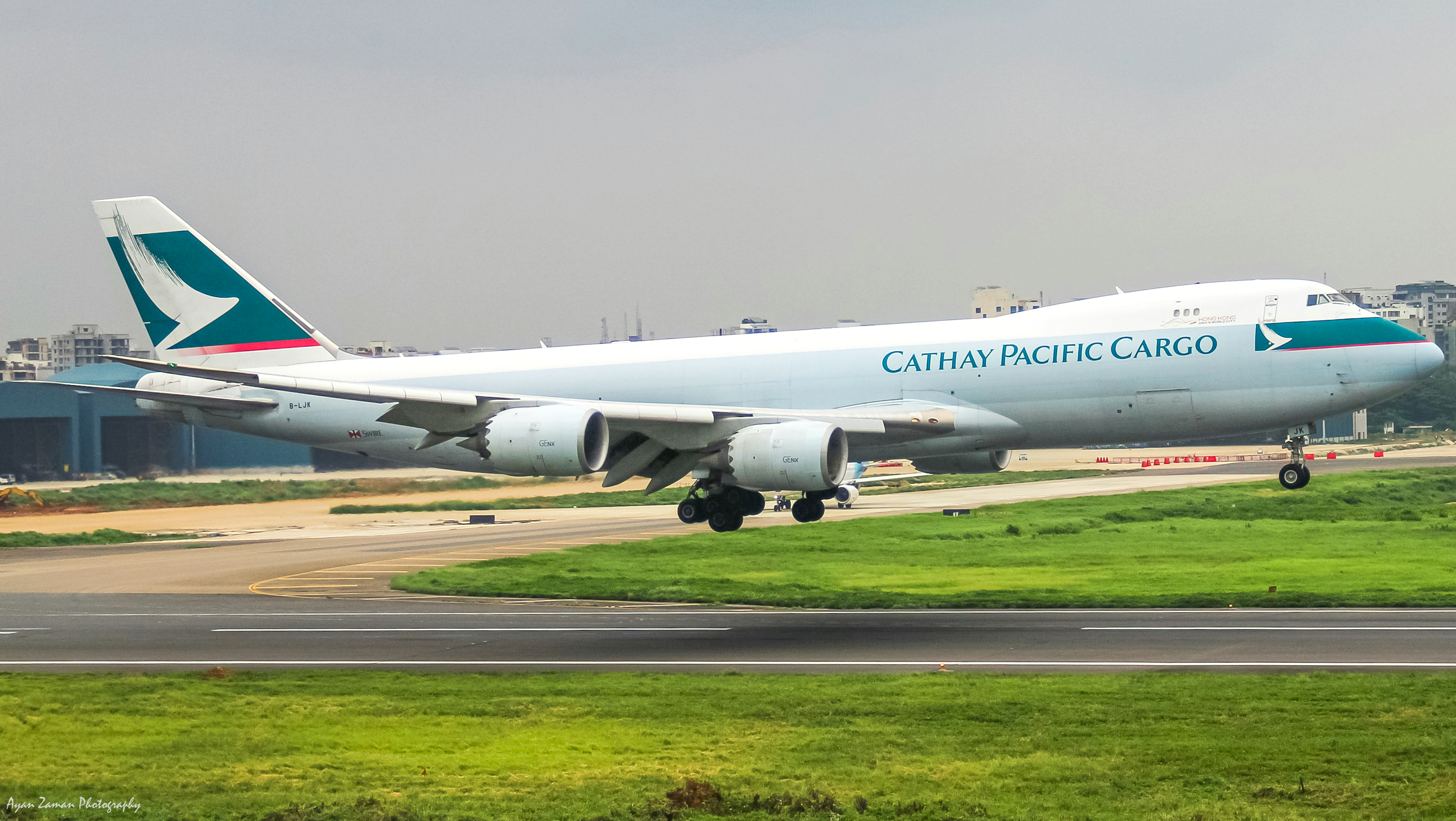
最後一架採用1995年版「翹首振翅」塗裝的現役飛機（註冊號B-LJK）；該飛機已換上2015年版塗裝

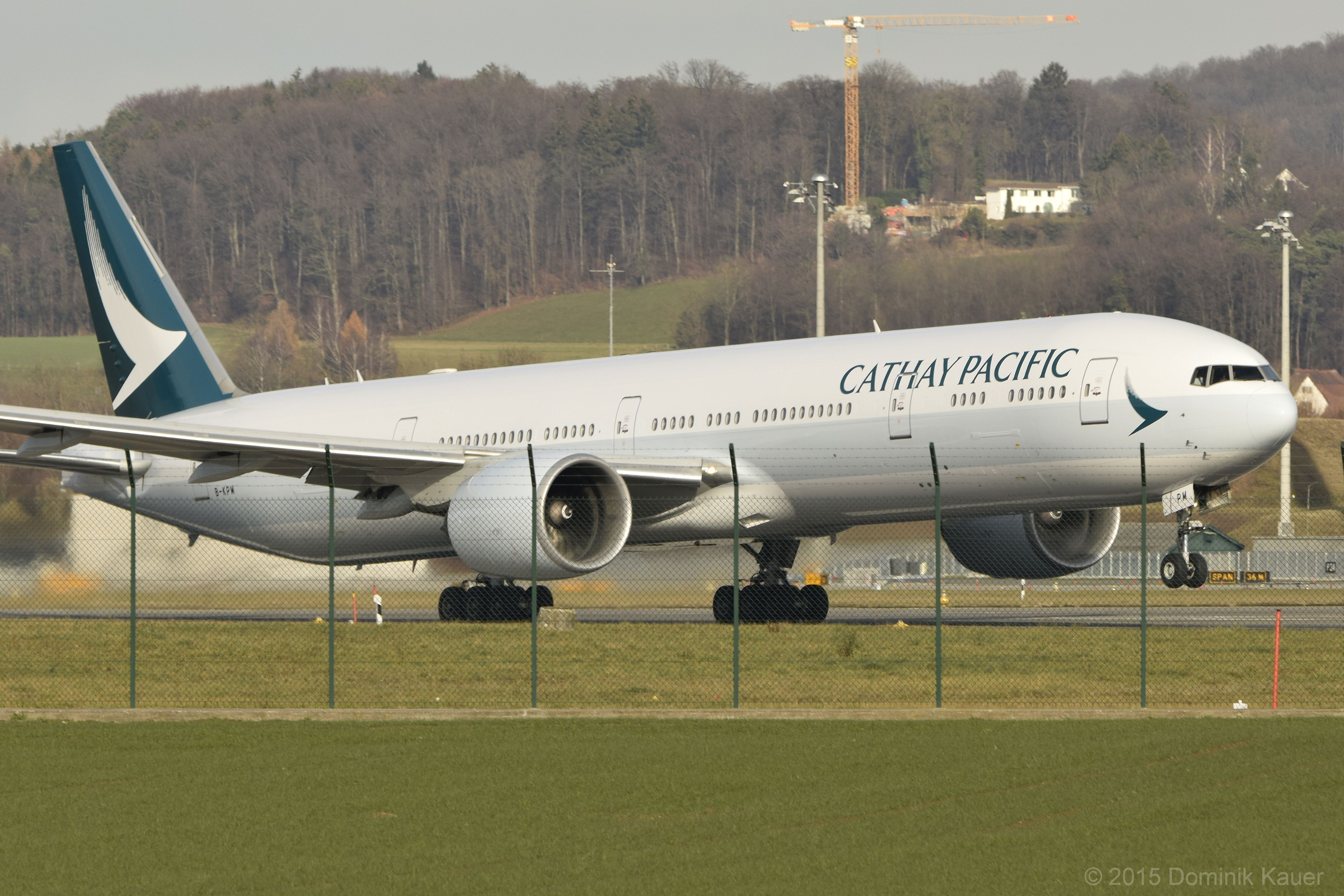
第一架配上2015年全新塗裝的飛機為波音777-300ER(註冊號B-KPM)

國泰航空由1960年代起在其噴射機上使用白色、深綠色間條塗裝，標誌方面僅垂直尾翼上有“CATHAY”字樣，機頭貼有太古集團標誌。1970年代，國泰將機身塗裝變更為白底鮮綠色線條，但標誌也只是在太古集團徽標的基礎上增加了雙翼造型。1970年代至1994年，國泰一度以綠白條紋垂直尾翼為標誌，該標誌因形似橫條肩章而俗稱“大柴”:139。
1990年代，國泰航空決定更新企業形象，在改進乘客服務的同時於1994年啟用第一代“翹首振翅”塗裝，以替換原有的綠白塗裝，第一批採用該塗裝的飛機為當時新引入的空中巴士A330-300客機。該航徽結合中國書法筆觸與飛鳥展翅的姿態，體現國泰的“亞洲特色”。但由於徽標造型與魚翅相近，國泰航空被部分人（尤其是飛機攝影愛好者和國泰航空員工）戲稱為“魚翅航空”。國泰航空於2014年10月底改用新版標誌，新標誌刪減原有綠紅色的框框，比舊標誌更簡潔清晰。
1991年之前，國泰航空的飛機全數在垂直尾翼上貼有英國國旗，唯已於國泰更換塗裝前撤下，飛機註冊號前綴也在1997年7月至1997年12月間由“VR-H”改為“B-H”。1995年起，國泰逐步替換原有的綠白塗裝，最後於2000年全線改為"翹首振翅"塗裝。
2015年11月1日，國泰航空更新飛機塗裝，新塗裝配上新版標誌，以白色、淺綠色和深綠色為主要顏色。第一部配上新塗裝的飛機為波音777-300ER（註冊號B-KPM）。2016年1月19日，第二部配上新塗裝的飛機為一架波音747-400ERF貨機（註冊號B-LIA）。截至2024年8月，全線機隊已配上新塗裝。

### 空中服務員制服
國泰航空的女性空中服務員制服，自1946年至今共更換過9次，第一套空中小姐制服屬黑白套裝，1950年改為淺藍色連身裙，1954年改為深藍色套裝，1962年首次出現中式小鳳仙裝。1983年則以黑白斜紋衫群作為制服，1990年又變成紅色套裝，1999年由香港時裝設計師劉培基設計，2004年再由劉培基作小修改。而男性空中服務員的制服則轉變不大。
2006年，國泰為慶祝60週年紀念，重新訂做2,000套共9款不同的舊制服，有三分一的空姐穿著，讓乘客有懷舊的感受。
2010年12月7日，國泰介紹2011年第三季推出的機艙服務員、機場地勤等前線員工的第十代新制服。與第九代一樣，同時由香港著名大師劉培基設計。新制服設計由第九代制服演化而成，保留以紅色為主調、翹首振翅標誌、翻領及袖口，和高級前線員工穿長裙等標誌性元素。制服改用彈性纖維織物製造，讓衣物具自然伸縮性，質感舒適，亦同時符合職業健康及安全的嚴格規定。

### 廣告及宣傳

#### 賀歲花車
國泰航空自1999年起每年農曆新年的大年初一與香港旅遊發展局均會舉辦新春花車巡遊。2004年起首次在夜間巡遊，2019年的第23次活動，是國泰航空公司連續第20年冠名贊助此節目。

#### 體育競賽
國泰航空為2018至2022年間中國香港體育協會暨奧林匹克委員會的獨家航空合作夥伴，接載香港運動員參加一系列賽事，包括2018年雅加達及巨港舉辦的亞運會、2020年東京奧運會及2022年北京冬季奧運會。國泰航空亦為2018年度香港傑出運動員選舉的冠名贊助商，表揚本地運動員對香港體壇的貢獻，對所有努力不懈的運動員表達謝意。
國泰航空並贊助多項在香港舉辦的國際性體育競賽，包括每年3月至4月期間舉行的香港國際七人欖球賽。國泰航空亦曾贊助賽馬賽事，包括2004年至2011年的香港國際賽事及其錦標預賽。國泰亦曾於2002年至2017年與新鴻基金融集團冠名贊助「香港壁球公開賽」。

#### 品牌合作
國泰於2025年2月24日公布成為啟德體育園的獨家旅遊合作夥伴，進一步鞏固其致力推動香港長遠發展的承諾，繼續支持香港的體育、藝術及文化發展，並推廣大型盛事。
2025年3月30日之香港國際七人欖球賽最後一天，國泰特意於比賽中場休息期間安排空中巴士A350-900XWB低飛維港上空，并掠過啟德主場館鄰近的上空，以紀念由啟德起航的香港百年航空歷史。

#### 電視節目
國泰航空亦贊助一些與旅遊或航空業有關的香港電視節目，如1998年香港無綫電視製作的旅遊飲食節目《蔡瀾嘆世界》。2003年，無綫電視拍攝的台慶劇《衝上雲霄》中，國泰亦借出香港的國泰城及澳洲阿德萊德的飛行學校場地作拍攝用途。

#### 公益活動
國泰航空亦有贊助多項社會公益活動，及舉辦供香港青少年參加的「飛躍理想計劃」和「非洲野外體驗計劃」等。國泰亦與聯合國兒童基金會合作「零錢布施」活動，透過收集旅客外遊後剩餘的外幣，以協助貧窮地區的兒童改善生活。2017年隨著其業務轉型，國泰航空亦開展全新社區關係拓展計劃。以促進青少年發展、多元共融、環境保護及文化交流為核心，聯同香港社會創投基金共同策劃「Cathay ChangeMakers 國泰領航者」、「World As One 同理建世界」及「飛躍理想計劃 I CAN FLY」，透過鼓勵跨界別合作，為香港社會帶來正面改變及長遠利益，創造共享價值。

#### 社區活動
國泰航空舉辦「空中之旅」，為基層兒童及其家人提供飛行的機會。每年均有不同主題，包括「香港精神」、「凝聚家庭力量」及「送上感謝」，透過這些活動宣揚正面的價值觀。

#### 電視廣告及公司宣傳標語
國泰航空在2007-2008年期間推出一系列主打香港情懷的廣告，該廣告奪得「HKMA/TVB 傑出市場策劃獎」銀獎。

自20世紀80年代起，國泰航空使用過的歷代公司宣傳標語：

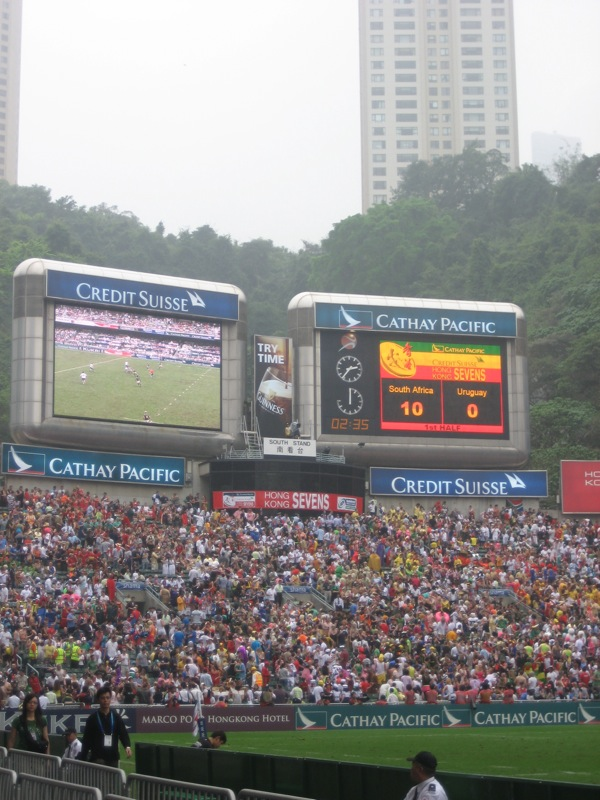
國泰航空贊助的香港國際七人欖球賽

- 「翱翔萬里，神采飛揚」[132]（1985－1993）
- 「亞洲脈搏亞洲心」[133]（1994－1998）
- 「積極進取 飛越更高理想」[142]（1999－2001）
- 「飛躍人生 非凡感受」[143]（2002－2005）
- 「看來微不足道，都為你用心做好」[144]（2006－2010）
- 「每一個人，成就每一次飛行」[145]（2011－2014）
- 「翺翔人生」（2014－2019）
- 「志在飛躍」（2019至今）

## 總部

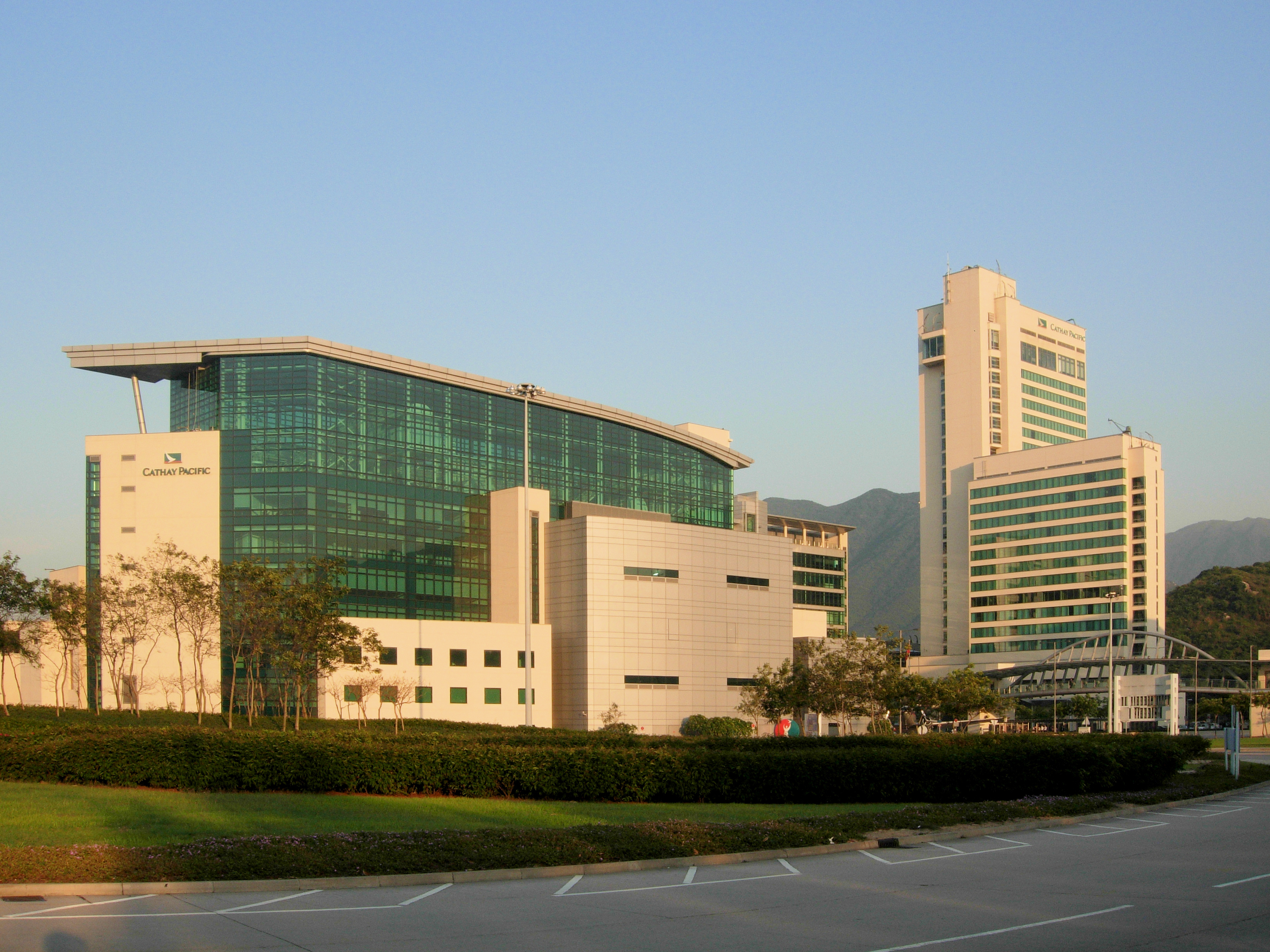
國泰航空在香港國際機場的總部—國泰城

國泰航空總部位於赤鱲角的國泰城，於1998年7月落成啟用，而與制服洗濯有關之部門（國泰全資附屬的雅潔洗衣公司）則設於屯門區。
國泰城佔地3.3公頃，樓面面積逾121000平方米。國泰城設有3座大樓，分別是公司的行政大樓、飛行培訓中心及供外站員工留宿的逸泰居酒店。
此前，國泰的總部分別設於中環太古大廈（已重建為遮打大廈）及前啟德機場北部後勤區域（即工業貿易大樓現址）。

## 獎項

### Skytrax評估
| 年度 | 獎項                                       | 排名   |
| ---- | ------------------------------------------ | ------ |
| 2001 | 全球最佳航空公司                           | 第3名  |
| 2002 | 全球最佳航空公司                           | 第2名  |
| 2003 | 全球最佳航空公司                           | 第1名  |
| 2004 | 全球最佳航空公司                           | 第3名  |
| 2005 | 全球最佳航空公司                           | 第1名  |
| 2006 | 全球最佳航空公司                           | 第3名  |
| 2007 | 全球最佳航空公司                           | 第3名  |
| 2008 | 全球最佳航空公司                           | 第2名  |
| 2009 | 全球最佳航空公司                           | 第1名  |
| 2010 | 全球最佳航空公司                           | 第4名  |
| 2011 | 全球最佳航空公司                           | 第4名  |
| 2012 | 全球最佳航空公司                           | 第4名  |
| 2013 | 5星級航空公司                              | 不適用 |
| 2013 | 全球最佳航空公司                           | 第6名  |
| 2014 | 5星級航空公司                              | 不適用 |
| 2014 | 全球最佳航空公司                           | 第1名  |
| 2015 | 5星級航空公司                              | 不適用 |
| 2015 | 全球最佳航空公司                           | 第3名  |
| 2016 | 5星級航空公司                              | 不適用 |
| 2016 | 全球最佳航空公司                           | 第4名  |
| 2017 | 5星級航空公司                              | 不適用 |
| 2017 | 全球最佳航空公司                           | 第5名  |
| 2018 | 5星級航空公司                              | 不適用 |
| 2018 | 全球最佳航空公司                           | 第6名  |
| 2019 | 5星級航空公司                              | 不適用 |
| 2019 | 全球最佳航空公司                           | 第4名  |
| 2020 | 5星級航空公司                              | 不適用 |
| 2021 | 5星級航空公司                              | 不適用 |
| 2021 | 全球最佳航空公司                           | 第6名  |
| 2021 | COVID-19航空公司卓越獎                     | 不適用 |
| 2021 | 全球最佳航空公司乘務員                     | 第9名  |
| 2021 | 全球最佳航空公司客艙清潔                   | 第6名  |
| 2022 | 5星級航空公司                              | 不適用 |
| 2022 | 全球最佳航空公司                           | 第16名 |
| 2023 | 5星級航空公司                              | 不適用 |
| 2023 | 全球最佳航空公司                           | 第8名  |
| 2023 | 全球最佳機上娛樂                           | 第1名  |
| 2023 | 全球最佳地勤服務                           | 第10名 |
| 2024 | 5星級航空公司                              | 不適用 |
| 2024 | 全球最佳航空公司                           | 第5名  |
| 2024 | 全球最佳航空公司乘務員                     | 第5名  |
| 2024 | 全球最佳航空公司客艙清潔                   | 第1名  |
| 2024 | 全球最佳航空公司機上娛樂                   | 第2名  |
| 2024 | 亞洲最佳航空公司員工                       | 第3名  |
| 2024 | 全球最佳航空公司地勤服務                   | 第3名  |
| 2024 | 全球最佳航空公司頭等艙                     | 第9名  |
| 2024 | 全球最佳航空公司頭等貴賓室（香港機場）     | 第6名  |
| 2024 | 全球最佳航空公司頭等艙膳食                 | 第9名  |
| 2024 | 全球最佳航空公司頭等貴賓室膳食（香港機場） | 第7名  |
| 2024 | 全球最佳航空公司商務艙                     | 第5名  |
| 2024 | 全球最佳航空公司商務貴賓室（香港機場）     | 第6名  |
| 2024 | 全球最佳航空公司商務貴賓室膳食（香港機場） | 第6名  |
| 2024 | 全球最佳航空公司特選經濟艙                 | 第8名  |
| 2024 | 全球最佳航空公司特選經濟艙膳食             | 第10名 |
| 2024 | 全球最佳航空公司經濟艙                     | 第1名  |
| 2024 | 全球最佳航空公司經濟艙座椅                 | 第2名  |
| 2024 | 全球最佳航空公司經濟艙膳食                 | 第2名  |
| 2024 | 亞洲最佳航空公司經濟艙                     | 第1名  |
| 2024 | 亞洲最佳航空公司經濟艙膳食                 | 第1名  |
| 2024 | 亞洲最佳航空公司                           | 第3名  |
| 2024 | 全球最佳家庭友善航空公司                   | 第6名  |

## 歷年重大事故
國泰為全球最安全的航空公司之一。根據德國客机坠毁数据评估中心（JACDEC）在2024年發表的全球航空公司安全指數，國泰位列全球第11位，在亞洲排行第3；而在1988年開始統計以來，國泰沒有發生過任何致命或乘客受傷事故。
本列表盡可能列出國泰航空的歷年重大事故，惟小事故如引擎故障等意外，或未獲媒體廣泛報道的，可能未有收錄。

### 導致人員死亡的事故
- 1948年7月17日，國泰一架名為澳門小姐號的水上飛機被四名假扮乘客的劫匪劫機，其後飛機失事墜海，25人死亡。事件成為世上首宗非政治劫機事件，亦是世上首宗導致空難的劫機事件。
- 1949年2月24日，國泰一架道格拉斯DC-3型客機墜毀於北角寶馬山，全機23人死亡。
- 1954年7月23日，國泰一架道格拉斯DC-4型客機於泰國回香港途中，於海南島附近被兩架中國大陸戰機擊落，此事件造成10死8傷。詳見國泰航空空中霸王遭擊落事故。
- 1967年11月5日，國泰航空033號班機於啟德機場起飛失敗墜海，一死40傷。
- 1972年6月15日，國泰航空700Z號班機被人放置炸彈，於越南上空被引爆，全機81人罹難。

### 飛行事故
- 1949年9月13日，國泰一架C-47型改裝的DC-3客機於緬甸起飛時失事，飛機報廢，無人死亡。
- 2004年6月30日，國泰一架波音777-367型客機在臺灣桃園國際機場起飛後不久，引擎導管組件墜海，巨型零件在空中飛脫掉海。
- 2004年11月9日，一架由美國洛杉磯機場飛往香港國際機場的波音747-467型客機（航班編號：CX883）在起飛後，引擎出現喘震，需要折返洛杉磯。其後發現是渦輪葉片出現故障，此為全世界首次發生的問題。
- 2004年12月1日晚上6時半，一架由泰國曼谷機場飛往印度賈特拉帕蒂·希瓦吉國際機場的波音777-367型客機（航班編號：CX751）在起飛後不久，左引擎金屬導管突然爆裂，巨型零件在空中飛脫掉下，壓毀一輛私家車和一輛貨車，未造成傷亡。其後檢查發現有4架同類客機有同樣問題。
- 2010年4月13日，國泰一架由印尼泗水飛往香港的空中巴士A330-342（航班編號：CX780，飛機註冊編號：B-HLL），因引擎故障，降落後航機要啟動煞車系統，令左邊四個輪胎及右邊四個輪胎中的兩個均出現洩氣並出現小火，事件中57名乘客在逃生時受輕傷。詳見國泰航空780號班機事故。
- 2011年12月9日早上10時30分，一架由上海浦東機場飛往香港的747-467客機（航班編號：CX365，飛機註冊編號：B-HUB）在跑道準備起飛之際，前機艙突然冒出黃色刺鼻不明氣體，機長宣佈航機發生事故，要求所有乘客立刻撤離航機，空中服務員隨即打開逃生滑梯供乘客逃離機艙，事故中共有7名乘客及2名機組人員受輕傷。
- 2015年7月29日，一架由香港國際機場飛往美國洛杉磯的777-367ER客機（航班編號：CX884，飛機註冊編號：B-KPQ）在飛行途中，在機艙探測到煙霧，因安全為由航機須緊急降落。有乘客指，飛機曾一度擬急降海面，乘客被要求穿上救生衣準備經滑梯逃生[149]。最終航班成功安全於阿拉斯加州申雅島空軍基地（英语：Shemya Air Force Base）的軍用機場緊急降落，事故中無人受傷。[150][151]
- 2018年8月15日，国泰一架777-367ER客機（飛機註冊編號：B-KPY，机型内部代号：77K）在罗马机场地面拖行过程中发生机翼撞柱事故，右侧斜翼尖受损严重，事件中无人受伤。该事故导致当日由罗马飛往香港的CX292号班机取消。完成斜翼尖修复工作后，該飛機於8月28日從羅馬經杜拜阿勒馬克圖姆國際機場（航班編號：CX3490）回港。
- 2023年6月24日，国泰航空一架波音777-367ER客機（航班編號：CX880，飛機註冊編號：B-KPQ) 由香港飞往洛杉矶航班机组人员侦察到技术故障，於是终止起飞，随即疏散机上293名乘客。[152]至少18人受傷。[153]
- 2023年10月20日，國泰航空一架航班号为CX596的A350-900客機（飛機註冊編號：B-LRX）由香港飛往大阪航班時，機艙人員發現貨倉門疑似未關妥，需要折返赤鱲角機場，事故中無人受傷。[154]
- 2024年1月16日，大韩航空一架航班号为KE766的A330客机（注冊編號：HL7702）计划从札幌飞往仁川时，与国泰航空波音777客机（注冊編號：B-HNW）在北海道新千岁机场相撞，此次事故尚无人员伤亡报告。[155]国泰航空表示当时航机已停泊于飞机泊位，机上并无乘客及机组人员。受此影响，由札幌前往香港的CX583航班取消，原计划乘坐该航班的大部分乘客将改为乘搭国泰航空当日于札幌回港的另一航班，其余乘客将于17日启程。
- 2024年4月30日，國泰航空一架由上海飛往香港的CX341航班，機型A330-342（註冊編號：B-LAA），先後兩次降落失敗，飛機急速爬升於短短兩分鐘內急升逾千米，最後，緊急降落於深圳寶安機場。[156]

### 其他事故
- 2000年7月31日晚上10時，一架由臺灣桃園國際機場飛抵香港的747-467客機（航班編號：CX451），於停機坪待命準備轉飛CX261前往巴黎與曼徹斯特時，遭持槍男子Todd Salimuchai騎劫，該男子反鎖飛機門，挾持一名女清潔工作人質，機場特警出動封鎖14道登機門及將飛機重重包圍，同時疏散群眾。翌日零時，持槍男發最後通牒，威脅警方在5分鐘內撤退，否則槍殺人質，一直在場候命的飛虎隊立即出動，登機成功制服疑犯，救出人質。
- 2023年12月28日，在國泰航空編號CX521從東京成田機場飛往香港的航班上，有人擅自登機，導致所有乘客暫時離開機艙，進行全面保安檢查，事件反映國泰航空外站地勤培訓不善、成田機場保安漏洞等問題。[157]
- 2024年9月2日，國泰航空一架A350-1000由香港飛往瑞士蘇黎世的CX383航班客機 （飛機註冊編號：B-LXI）起飛後不久引擎警告燈亮起，懷疑發生火警，其後安全折返香港國際機場，無釀傷亡。其後國泰航空公布客機出現「引擎零部件故障」，為「全球首例」，已就此通報飛機和引擎製造商及香港民航處，並排查機隊48架A350客機。[158]
- 2025年1月20日，国泰航空一架A350-1000由波士顿洛根国际机场飞往香港的CX811航班客机（飞机注册号B-LXM）起飞后不久驾驶舱烟雾报警被触发。机组在宣布MAYDAY后返航波士顿。[159]
- 2025年3月6日，國泰航空一架波音777-300ER由香港飛往米蘭的CX233航班客機左侧发动机失效，於5时33分备降蘭州，機上並無受傷報告。國泰亦隨即調派飞机把所有乘客和行李都接走并飞往米兰。[160]

## 爭議事件
國泰航空作為香港的代表航空公司，除了連續十多年獲得Skytrax五星級航空公司的榮譽外，更在2003、2005、2009和2014年獲得全球最佳航空公司獎項，但公司的管理和薪資等問題卻為人所諷刺，爆發出不少爭議事件，部分更涉及政治問題。

## 相關新聞

### 裁員
1998年受亞洲金融風暴影響及香港旅遊業受重創，國泰航空裁員760人。到2017年因公司高層在燃油對沖投機失利，於5月22日公布裁減600名員工，當中190名為高級和中級管理員工，另外400名非管理人員職位。

### 失去藍籌地位
國泰航空於1986年5月15日於當時的香港聯合交易所上市，並於同年6月成為香港恒生指數的藍籌股。但是，國泰繼2017年上半年虧蝕約20.5億元，在同年11月10日被恒生指數公司剔出恒指成份股之列，失去「藍籌股」優勢。資料顯示，國泰市值當時僅餘485.44億元，相對2010年高峰期近千億市值減少約一半，現時佔恒指權重縮至僅0.106%。這變動於同年12月4日起生效。

### 機身印錯字
2018年9月19日，国泰一架波音777-367客机（注册号B-HNO）發現机身上原印国泰英文名「CATHAY PACIFIC」，变成错印「CATHAY PACIIC」， 「PACIIC」漏了个「F」字，其後于香港基地重新塗裝。国泰航空官方脸书账号诙谐自嘲，称这是“期间限定777机队外观”。国泰航空还表示：“特别版向来一瞬即逝。因此她正返回基地重新涂装。再见！”

## 外部連結
- 官方网站